# Zeittafel zur Philosophiegeschichte
Die nachstehende Zeittafel zur Philosophiegeschichte ist eine zeitlich geordnete Liste ausgewählter Philosophen. Sie ermöglicht eine Schnellorientierung zur Geschichte der Philosophie. Zur Einführung in philosophisches Denken ist die Zeittafel ungeeignet, da sie nur verkürzende Stichwörter enthält. Tatsächliche Inhalte und Begründungen der einzelnen Positionen kann man nur in der Auseinandersetzung mit den einzelnen Philosophen und ihrem Werk erschließen. Die notwendig in Teilen willkürliche Einteilung in wichtige Perioden und Strömungen zeigt verwandte und historisch nahestehende Denkweisen zur Erklärung des Weltgeschehens auf. Durch den Verzicht auf Doppelnennungen kann es sein, dass Philosophen in einzelnen Gruppen bzw. Strömungen nicht aufgeführt werden, obwohl sie auch dort wichtige Beiträge geleistet haben.
Am Anfang eines jeden Abschnitts steht eine kurze Einführung zur Charakterisierung der gemeinsamen Inhalte der gebildeten Gruppen. Zu den einzelnen Philosophen werden wichtige Grundaussagen ihrer Philosophie und weitere inhaltliche Überlegungen thesenartig aufgeführt. Hier findet man auch Hinweise auf andere Bereiche, in denen der jeweilige Philosoph tätig war. Diese Schlagwörter haben die Funktion, Hinweise auf mögliche Ansätze zur Vertiefung des jeweiligen Themas zu geben. Darüber hinaus ermöglichen Angaben zu zeitnahen anderen historischen Ereignissen eine Einordnung in die allgemeine Geschichte.
| Die antike europäische Philosophie (griechisch φιλοσοφία) hat in Verbindung mit anderen Hochkulturen des Altertums (der hebräischen, ägyptischen, mesopotamischen und persischen) das Weltanschauungsspektrum des Abendlandes begründet. Im Mittelpunkt steht dabei ein diesseitiges Leben in Harmonie mit der kosmischen Ordnung. Dass ungefähr gleichzeitig mit dem Beginn der europäischen antiken Philosophie auch die Anfänge der indischen und chinesischen Philosophie zu verzeichnen sind, wird in dem Begriff der Achsenzeit erfasst. |                                                                               | | |
| Der Begriff Vorsokratiker gründet auf dem unberührten Diktum Marcus Tullius Ciceros, Sokrates habe die Philosophie vom Himmel auf die Erde geholt (s. Sokratische Wende). Die Vorsokratiker beschäftigten sich vor allem mit Naturphilosophie, Theogonie sowie Kosmogonie und formulierten die Grundfragen der Philosophie. Eine zentrale Frage, die – ähnlich den modernen Kosmologen – vor allem die älteren Vorsokratiker beschäftigte, war die nach der arché (ἀρχή; Arist. Met. I 3, 983 b8), dem Urgrund oder Anfang, aus dem alles entstanden ist. Die Suche galt vor allem dem, was ungeschaffen, anfangs- und endlos und unbewegt ist. |                                                                               | | |
| Periode | Philosoph                                                                     | Philosophie | Allgemeine Geschichte |
| um 624–546 v. Chr. | Thales von Milet                                                              | - Sagte Sonnenfinsternis voraus - Wasser als Urstoff | - um 621 Gesetzgebung Drakons - 594 Reform Solons |
| um 610–547 v. Chr. | Anaximander                                                                   | - Erster Entwurf einer Kosmogonie - Urstoff ist das räumlich und zeitlich Unbeschränkte (Apeiron): bereits Anaximander verwendete also einen über die Erfahrung hinausgehenden metaphysischen Erklärungsbegriff | |
| um 585–525 v. Chr. | Anaximenes                                                                    | - Der Kosmos ist in seiner Substanz von ewigem Bestand - Urstoff (Arché) ist die Luft | - 560 Tyrannis des Peisistratos - um 550 Peloponnesischer Bund |
| um 499–428 v. Chr. | Diogenes von Apollonia (Angesehener Arzt)                                     | - hielt ähnlich wie Anaximenes Luft für den Urstoff - Das Wesen der Seele ist dem Blut beigemischte Luft. - Nous ist die Kraft, die das Universum ordnet und beherrscht und so Denken, Seele und Leben hervorbringt | - 494 Zerstörung Milets durch die Perser in der Schlacht von Lade |
| Die Eleaten stellten eine der ältesten philosophischen Schulen der griechischen Antike dar. Benannt ist sie nach der von Griechen gegründeten, an der westitalienischen Küste gelegenen Stadt Elea. Neben Fragmenten dienen vor allem Aristoteles (Metaphysik) und Simplikios als Quellen. |                                                                               | | |
| Periode | Philosoph                                                                     | Philosophie | Allgemeine Geschichte |
| um 570–470 v. Chr. | Xenophanes                                                                    | - Die Menschen schufen die Götter, Gott aber ist ewig - Wissen ist Vermutung, Wahrheit nicht erkennbar | - Aischylos (525–456) |
| um 515–445 v. Chr. | Parmenides                                                                    | - Denken und Sein sind identisch - Das Seiende ist unvergänglich - Das Nichts kann auch nicht gedacht werden. - Bewegung ist nur eine Illusion - Physisches Geschehen ist „Meinung der Sterblichen“ | - 509–507 Reformen des Kleisthenes - Pindar (518–446) |
| um 490–430 v. Chr. | Zenon von Elea                                                                | - Untersuchte das Raumzeit-Kontinuum - Paradoxien, u. a. Achilles und die Schildkröte und das Pfeil-Paradoxon | - Sophokles (497–406) |
| um 490–430 v. Chr. | Melissos von Elea                                                             | - Nur Fragmente erhalten - Das Sein ist nicht nur zeitlich, sondern auch räumlich unbegrenzt | |
| Andere Philosophen der Vorsokratik |                                                                               | | |
| Periode | Philosoph                                                                     | Philosophie | Allgemeine Geschichte |
| um 540–480 v. Chr. | Heraklit (Auch „Der Dunkle“ genannt)                                          | - Das Gemeinsame der Welt ist das sich ewig wandelnde Feuer - Der Logos ist das Eine, das im Wandel des Werdens Bestand hat (Panta rhei) - Forderte für die Gesellschaft das Gesetz der Ordnung, das unter den Menschen ebenso wie in der Natur gelten soll - Der Streit (polemos) ist der Vater aller Dinge (Dialektik) - Das Wesen der Welt ist die unsichtbare Harmonie der Gegensätze | - 500 Beginn der Perserkriege |
| um 499–428 v. Chr. | Anaxagoras (Musste 434 Athen verlassen und gründete eine Schule in Lampsakos) | - Der Weltgeist (Nous) setzt die Welt aus winzigen Elementen zusammen - Alle Erfahrungsdinge sind auf einfache Stoffe rückführbar. - Der Untergang der Dinge ist Vergeltung von Unrecht. - Astronom: Die Sonne ist ein rotglühender Stein. | - 490 Schlacht bei Marathon |
| um 494–434 v. Chr. | Empedokles                                                                    | - Sein ist der Stoff und das Werden ist die Kraft - Liebe und Hass sind die Urkräfte der vier Elemente (Stammwurzeln aller Dinge) Erde, Wasser, Luft und Feuer. | - 493–429 Perikles |
| → Siehe Liste bekannter Pythagoreer Ausgangspunkt ist eine von Pythagoras in Kroton begründete, religionsähnliche Lebensgemeinschaft. Im weiteren Sinn sind damit alle gemeint, die seither Ideen des Pythagoras aufgegriffen und zu einem wesentlichen Bestandteil ihres Weltbildes gemacht haben. Viele Angaben zu den Pytagoreern sind spekulativ. Schriftliche Berichte gibt es erst spät bei Iamblichos und Porphyrios. |                                                                               | | |
| Periode | Philosoph                                                                     | Philosophie | Allgemeine Geschichte |
| um 580–500 v. Chr. | Pythagoras                                                                    | - Zahl als universelles Prinzip, z. B. in der Musik (vergleiche Pythagoras in der Schmiede) - Die Erde hat Kugelgestalt | |
| um 500 v. Chr. | Alkmaion                                                                      | - Fehlende Harmonie verursacht Krankheit - Das Gehirn ist das Organ der Wahrnehmung | |
| um 500 v. Chr. | Hippasos von Metapont                                                         | - Entdeckte die Inkommensurabilität | |
| um 470–399 v. Chr. | Philolaos von Kroton (Dokumentierte die Lehre des Pythagoras)                 | - Das Wesen der Dinge erkennt man erst, wenn man sie mathematisch beschreiben kann. | |
| um 428–347 v. Chr. | Archytas von Tarent (Begründete die mathematische Mechanik)                   | - Die Zahl ist die Grundlage des Wissens | |
| um 400–335 v. Chr. | Hiketas von Syrakus (Philosoph und Astronom)                                  | - Die Erde rotiert um ihre Achse | |
| unsicher v. Chr. | Ekphantos                                                                     | - Subjektivist, die Erde rotiert um ihre Achse von West nach Ost | |
| Der Atomismus bezeichnet eine kosmologische Theorie, der zufolge das Universum aus kleinsten Teilchen, den Atomen (griechisch átomos, das Unzerschneidbare, Unteilbare), zusammengesetzt ist. Diese wurden als diskret (d. h. voneinander trennbar), unendlich hart, unveränderlich und ewig gedacht. Spätere Atomisten waren Epikur und Lukrez |                                                                               | | |
| Periode | Philosoph                                                                     | Philosophie | Allgemeine Geschichte |
| 5. Jahrhundert v. Chr. | Leukipp (Begründer des Atomismus in der Schule von Abdera)                    | - Apeiron – das Unbegrenzte ist der leere Raum. Begrenzt ist nur (körperlich) Seiendes. - Die wahrgenommenen Eigenschaften der Dinge sind nur Schein, der durch die Kombination der Atome entsteht, die sich gegenseitig anziehen und auch abstoßen. | |
| 460–371 v. Chr. | Demokrit                                                                      | - Wahres Sein (Materie) besteht aus unteilbaren Atomen im leeren Raum - In der Wahrnehmung ist die Wirklichkeit nur Erscheinung; diese hat aber eine Entsprechung zur wahren Welt. - Die Atome haben nur quantitative Eigenschaften (Größe, Gewicht, Härte, Gestalt) - Qualitative Eigenschaften (Farbe, Ton, Geruch, Geschmack) gibt es nur in der Erscheinung - Auch die Seele ist atomistisch (Materialismus); sie besteht aus besonders feinen „Feueratomen“, durch die die Welt belebt ist. - Von den Dingen gehen kleinste Abbilder (eidola = Bildchen) aus, die die Feueratome der Seele anstoßen und so Wahrnehmung erzeugen - Das Denken entsteht als Zusammenstoßen der eidola als Repräsentationen der Dinge und der Feueratome der Seele. - Das wahre Glück entsteht durch Maß und Harmonie, wenn die Feueratome nur sanft bewegt sind. | - Hippokrates von Kos (ca. 460–370) |
| 5.–4. Jahrhundert v. Chr. | Metrodoros von Chios                                                          | - Schüler von Demokrit gilt gelegentlich als Wegbereiter der Pyrrhonischen Skepsis - war Historiker und Meteorologe | |
| 360–320 v. Chr. | Anaxarch                                                                      | - Schüler des Demokrit - Begleitete Alexander | |
| Als Sophisten (altgriechisch σοφισταί sophistaí) bezeichnet man eine Gruppe von Philosophen, die als Lehrer der Weisheit und der schönen Rede z. T. gegen Bezahlung die Lehre der Sprechkunst, des Denkens und Prozessierens anboten. In den Hochzeiten der Sophistik haben ihre Vertreter die Menschen auf die Probleme des subjektiven Faktors im Erkennen und Werten hingewiesen, allerdings im Sinne eines Skeptizismus. In kritischer Sicht wurden Sophisten als „Wortverdreher“ betrachtet. Positiv bewertet kann man sie als Aufklärer des antiken Griechenland ansehen. Bei den Sophisten stand nicht mehr die Natur als Untersuchung im Vordergrund, sondern die Beziehungen der Menschen zueinander. |                                                                               | | |
| Periode | Philosoph                                                                     | Philosophie | Allgemeine Geschichte |
| um 490–411 v. Chr. | Protagoras                                                                    | - Stammte aus der Schule Leukipps - Wahrheit gilt nur für den Wahrnehmenden (reiner Sensualismus) - Es gibt über jeden Gegenstand zwei sich widersprechende Aussagen. - „Der Mensch ist das Maß aller Dinge“ (Relativismus) - Religion und Staat sind natürliche Bedürfnisse - Gerechtigkeitssinn und sittliche Scheu sind Gaben der Götter. | - 480 Schlacht von Salamis |
| 480–411 v. Chr. | Antiphon                                                                      | - Verfasser von Gerichtsreden | - 477 1. Attischer Seebund |
| um 480–380 v. Chr. | Gorgias                                                                       | - Berühmter Rhetoriker; es gibt kein Sein (Nihilismus) | |
| um 480–380 v. Chr. | Hippias                                                                       | - Arbeitete an der Quadratur des Kreises - Gesetze sind von Menschen gemacht und deshalb nicht allgemeingültig. | - Herodot (484–425) |
| um 465–399 v. Chr. | Prodikos                                                                      | - Stellte die Ethik in den Mittelpunkt | - 449 Kalliasfrieden |
| 5. Jahrhundert v. Chr. | Xeniades                                                                      | - es gibt keine wahren Urteile und alle Aussagen der Menschen sind falsch. | |
| unsicher (5. Jahrhundert) v. Chr. | Archelaos                                                                     | - Schüler von Anaxagoras - Das Gerechte und das Schädliche sind Produkt der Konvention. | |
| um 460–403 v. Chr. | Kritias                                                                       | - Athenischer Politiker, Philosoph und Dichter - Moralischer Relativismus - Der Glaube an die Götter beruht auf guter Staatskunst. | |
| um 450 v. Chr. | Thrasymachos                                                                  | - „Gerechtigkeit ist der Nutzen des Stärkeren“ (Zitat in Platons Politeia) | |
| um 436–338 v. Chr. | Isokrates                                                                     | - Betrieb eine Rhetorikschule | |
| † um 375 v. Chr. | Alkidamas                                                                     | - Schüler des Gorgias - wandte sich gegen die Sklaverei | |
| um 400 bis um 350 v. Chr. | Lykophron                                                                     | - Soll Rechtsordnung als Ausgleich von Interessen aufgefasst haben (Arist. Pol. III 9, 1280 b11) - Es gibt keine hoch und niedrig Geborenen. | |
| Griechische Klassik 450–300 v. Chr. Die drei großen Athener Die drei großen Athener prägten das gesamte abendländische Denken. Sokrates zeigte durch den kritischen Dialog, dass kein Wissen gesichert ist und gilt durch seine persönliche Haltung als Vorbild eines Philosophen. Platon schuf die neue Gattung des schriftlichen Dialogs und setzte in der Breite seiner Themen in der Metaphysik und in der Erkenntnistheorie , in der Ethik , der Anthropologie , der Staatstheorie , der Kosmologie , der Kunsttheorie und der Sprachphilosophie neue Maßstäbe des Denkens. Im Gegensatz zu Platon sah Aristoteles die Ideen als in den Dingen befindlich und gab der realen Welt so wieder mehr Gewicht. Hierbei hat er u. a. für Biologie und Medizin , aber auch für die politische Empirie und Theorie Enormes geleistet. In seinem enzyklopädischen Wissensdrang als Philosoph beschäftigten ihn zudem u. a. Dynamik (δύναμις), Bewegung (κίνησις), Form und Stoff . Seine Tugendethik und seine Theorie zur Gerechtigkeit reichen bis in die Gegenwart. Aristoteles begründete die klassische Logik mit ihrer Syllogistik , die Wissenschaftssystematik und die Wissenschaftstheorie . |                                                                               | | |
| Periode | Philosoph                                                                     | Philosophie | Allgemeine Geschichte |
| 469–399 v. Chr. | Sokrates                                                                      | - Überwindung des sophistischen Subjektivismus zugunsten eines sittlichen Individualismus - Begriffe beinhalten einen unveränderlichen Kern, als absoluter Wahrheit - Die Wahrheit muss Schritt für Schritt erkannt werden - Dazu bedient er sich der „Hebammenkunst“ (Mäeutik), indem er Fragen stellt, deren Antworten wiederum Fragen auslösen - Dadurch wird unsere Unwissenheit deutlich („Ich weiß, dass ich nichts weiß!“) - Folge dieses Mangels an Wissen sind moralische Irrtümer - Deshalb ist Wissen (Weisheit) die höchste zu erlangende Tugend - Tugend ist Einsicht in das Gute - Weisheit soll durch Aufklärung und Erziehung erlangt werden - Selbsterkenntnis ist die höchste sittliche Verpflichtung („Erkenne dich selbst“) - Wird als Kritik an den Grundprinzipien der Gesellschaft aufgefasst - Deshalb Hinrichtung durch den Schierlingsbecher | - Thukydides (460–396) - 431–404 Peloponnesischer Krieg - 404–403 Herrschaft der Dreißig |
| 427–347 v. Chr. | Platon                                                                        | - Kritik des Relativismus der Sophistik, der keine wahrhaften Tugenden anerkennt (Theaitetos) - In der Körperwelt, zu der auch das Seelische zählt, gibt es nur Wahrnehmung und Meinungen (doxa) - Daneben gibt es eine unkörperliche Ideenwelt, die durch Begriffe erkannt wird (Phaidros, Höhlengleichnis) und das wahrhaft Seiende ist. Sie ist einfach, veränderungslos, unentstanden und unvergänglich (Symposion 211 b) - Erkenntnis entsteht nicht in der Erfahrung, sondern in der Erinnerung (anamnesis) der Seele (Beispiel: Satz des Pythagoras in Menon) - Die Klärung der Begriffe, des Wortgebrauchs erfolgt in der Dialektik (Sophistes 253 d) - Die Ideen sind Urbilder (paradeigmata) in der Welt des Seienden, die in der Welt des Werdens (genesis) ihre Abbilder (eidola) haben. - Die Einzeldinge sind nie identische Nachahmungen (mimesis) an der Gegenwärtigkeit (parousia) der Ideen - Ideen sind hierarchisch geordnet mit allgemeinsten Begriffen (Sophistes), von denen die Idee des Guten die höchste ist. - Die unsterbliche Seele verbindet Körperwelt (Mut – tymos und Begierde – epitymia) (Timaios) mit der Ideenwelt (Vernunft – logiston) (Phaidon) - Den Seelenteilen entsprechen Kardinaltugenden – Weisheit (sophia), Tapferkeit (andrea) und Selbstbeherrschung (sophresyne). Das richtige Verhältnis wird durch Gerechtigkeit (dikaiosyne) als oberste Tugend hergestellt (Politeia) - Die Rollen im Staat entsprechen den Seelenteilen: Lehrstand der Gebildeten (philosophoi), Wehrstand der Wächter sowie Nährstand der Handwerker und Bauern - Gerechtigkeit herrscht, wenn jeder das Seine tut und dadurch auch das Seine erhält. - Die Brücke zwischen Erscheinungen und Ideen wird durch das weltbildende Göttliche (Demiurg) geschaffen. Das Prinzip des gleich Bleibenden (tauton) und des sich Verändernden (thateron) ist die Weltseele (Timaios). Das Mittel zur Verbindung sind die Prinzipien der Mathematik (siehe Platonische Körper). | - Xenophon (430–354) - Vormacht Spartas - Eudoxos von Knidos (410 oder 408–355 oder 347) Einflussreicher Mathematiker |
| um 384–322 v. Chr. | Aristoteles                                                                   | - Philosophie als erste Wissenschaft untersucht das Seiende als Seiendes - Lehrer Alexander des Großen - die kritische Auseinandersetzung mit der Philosophiegeschichte liefert eine Synthese bisheriger Theorien - kritisiert vor allem die Verdopplung der Welt durch Platon - Axiomatische Methode zur Bestimmung oberster Prinzipien. (Organon) - Lehre von der Substanz und den Kategorien - semantische Theorie der Sprache als symbolische Abbildung. (De Interpretatione) - systematische Einteilung der Wissenschaften - Begründung der formalen Logik als wissenschaftliche Methode gegen die Sophistik - Syllogistik als Schluss aus einer Prämisse und einem Mittelsatz auf ein Besonderes (Deduktion) - Besonderes entsteht aus Allgemeinem, aber in der Erkenntnis muss empirisch von den einzelnen Dingen (phainomena) ausgegangen werden, die das Allgemeine bereits enthalten (Induktion bzw. epagoge) - Grundprinzip der Natur ist Bewegung, in dem die Materie die Form verändert (Werden und Vergehen – Hylemorphismus) - Jedes Werden ist Verwirklichung einer Möglichkeit (Akt und Potenz) - Vier Wirkursachen: causa materialis (Stoff), causa formalis (Form), causa efficiens (Bewirkendes), causa finalis (Ziel) - Kontinuum ist immer wieder Teilbares (Länge, Bewegung, Zeit) - Es gibt kleinste Teilchen (minima naturalia), die (anders als Demokrits Atome) in verschiedenen Situationen ihre Form verändern - Ursprung aller Bewegung und allen Seins ist ein (göttlicher) unbewegter Beweger - einzig die Gegenstände der Mathematik sind unveränderlich - Weil in der Praxis (Ethik, Poietik, Rhetorik) Prämissen nicht allgemeingültig sind, sondern vom Gesprächspartner anerkannt werden müssen, sind Syllogismen in diesem Bereich dialektische Argumente (Topik) - In der Praxis geht es nicht um Wissen (episteme), sondern um Einsicht (phronesis) - Oberstes Ziel ist das Gute als Glückseligkeit (Eudaimonie), die man durch Ausbildung der Tugend erreicht. - Tugend ist ein Mittleres zwischen zwei Extremen (Mesotes-Lehre in der Tugendethik) - Der Mensch ist nicht nur ein Vernunftwesen (zoon logon echon), sondern auch ein Gemeinschaftswesen (zoon politikon) - Eine ideale Staatsverfassung ist ohne Extreme (Tyrannis), allerdings auch nicht die Demokratie, sondern die Politie, in der die Einsichtigen und Tugendhaften regieren. | - Alexander der Große - Euklid (ca. 365 bis ca. 300) |
| Einzelne Schüler des Sokrates werden keiner bestimmten Strömung zugerechnet. |                                                                               | | |
| Periode | Philosoph                                                                     | Philosophie | Allgemeine Geschichte |
| um 465–395 v. Chr. | Kriton                                                                        | - Freund und Zeitgenosse Sokrates’ | |
| um 426–366 v. Chr. | Xenophon                                                                      | - Geschichtsschreiber - Sokratesschüler und zweite Quelle über Sokrates | |
| um 425–355 v. Chr. | Aischines von Sphettos                                                        | - Schüler des Sokrates | |
| Megariker heißen die Anhänger des Sokrates-Schülers Euklid von Megara, welcher das Seiende als das Gute bestimmte. Wegen ihrer logischen Streitigkeiten und dialektischen Spitzfindigkeiten heißen sie auch Eristiker. |                                                                               | | |
| Periode | Philosoph                                                                     | Philosophie | Allgemeine Geschichte |
| um 450–380 v. Chr. | Euklid von Megara                                                             | - Sokratesschüler - Begründer der Megarischen Schule - Entwickelte eine Theorie des Widerlegens - Tugend bzw. Das Gute ist das einzige unveränderliche Sein. | |
| um 400 v. Chr. | Eubulides von Milet                                                           | - Sokratesschüler - Vertreter der Megarischen Schule | |
| um 360–280 v. Chr. | Stilpon                                                                       | - Vertreter der Megarischen Schule - Machte die eristische Dialektik populär | |
| um 300 v. Chr. | Diodoros Kronos                                                               | - Dialektiker der Megarischen Schule - Vorläufer der Stoa | |
| um 300 v. Chr. | Philon von Megara                                                             | - Dialektiker der Megarischen Schule | |
| Mit Elisch-eretrischer Schule wird eine Richtung innerhalb der antiken Philosophie während des 4. und 3. Jahrhunderts v. Chr. bezeichnet, die die Grundsätze der Kyniker und Megariker teilten. |                                                                               | | |
| Periode | Philosoph                                                                     | Philosophie | Allgemeine Geschichte |
| um 400 v. Chr. | Phaidon von Elis                                                              | - Begründer der Elischen Schule, die den Megarikern nahestand | |
| um 350–278 v. Chr. | Menedemos von Eretria                                                         | - Begründer der Eretrischen Schule als Fortsetzung der Elischen Schule | |
| Kernpunkt der Lehre des Kynismus [kyˈnɪsmʊs] (altgriech. κυνισμός kynismós, wörtlich „die Hundigkeit“ im Sinne von „Bissigkeit“) ist eine philosophische Haltung, die die Bedürfnislosigkeit und Unabhängigkeit betont. Scham vor als natürlich empfundenen Gegebenheiten (z. B. Nacktheit) wird verworfen. Oft lebten Kyniker von Almosen. |                                                                               | | |
| Periode | Philosoph                                                                     | Philosophie | Allgemeine Geschichte |
| um 445–365 v. Chr. | Antisthenes                                                                   | - Kyniker, der für eine ursprüngliche Lebensweise eintrat | |
| um 405–320 v. Chr. | Diogenes                                                                      | - Sagte zu Alexander: „Nimm deinen Schatten von mir.“ | |
| um 365–285 v. Chr. | Krates von Theben                                                             | - Stammte aus reichem Hause, lebte mit Hipparchia auf Wanderschaft und hatte Einfluss auf die Stoa. | |
| um 335–252 v. Chr. | Bion von Borysthenes                                                          | - Schrieb Über die Sklaverei, Über den Zorn | |
| 3. Jahrhundert v. Chr. | Menippos von Gadara                                                           | - Satiriker | |
| Neben einem Subjektivismus wurde in dieser Schule eine frühe Form des Hedonismus, bei der es um das Bewusstsein der Selbstbeherrschung in der Lust geht, gelehrt. Hauptquelle ist Diogenes Laertius. |                                                                               | | |
| Periode | Philosoph                                                                     | Philosophie | Allgemeine Geschichte |
| um 435–355 v. Chr. | Aristippos von Kyrene                                                         | - Schüler des Sokrates - Begründer der kyrenaischen Philosophenschule - Genussfähigkeit ist eine Tugend; Lust ist eine sanfte Bewegung - Zum wirklichen Genuss bedarf es Bildung und Wissen. - folgte in der Erkenntnistheorie dem Sensualismus von Protagoras | |
| um 400–330 v. Chr. | Arete von Kyrene                                                              | - Tochter von Aristippos dem Älteren und Mutter von Aristippos des Jüngeren | |
| 4. Jahrhundert v. Chr. | Aristippos der Jüngere                                                        | - Der Enkel untersuchte Triebe und Gefühle. | |
| 4.–3. Jahrhundert v. Chr. | Annikeris                                                                     | - Soll Platon aus der Gefangenschaft von Dionysios I. von Syrakus freigekauft haben. - Geistige Freuden sind besser als leibliche Freuden. - billigte Selbstaufopferung. | |
| 4.–3. Jahrhundert v. Chr. | Hegesias                                                                      | - Glück ist Schmerzlosigkeit und frei sein von Unlust. (Pessimismus) - forderte Nachsicht gegenüber Irrenden. | |
| um 335–270 v. Chr. | Theodoros von Kyrene                                                          | - „Der Atheist“; Ziel ist eine vorurteilsfreie Welterkenntnis - Aufopferung für andere und Einsatz für die Allgemeinheit sind dumm. | |
| Im Hellenismus wurden die klassischen Denkansätze weiter fortgeführt. Es entstand in Alexandria die sehr einflussreiche Alexandrinische Schule, während die Peripatetiker die Denkansätze des Aristoteles weiterentwickelten und die platonische Akademie Platon folgte. Am Übergang vom 4. zum 3. Jahrhundert v. Chr. entstanden mit Stoa und Epikureismus zwei philosophische Schulen, die weit hinaus über Zeit und Ort ihrer Entstehung ausstrahlten und ethische Grundpositionen für ein glückendes Leben markierten. In der Spätantike wurde, obgleich es nach wie vor auch Vertreter von Richtungen wie etwa dem Kynismus gab, der Neuplatonismus als philosophische Richtung maßgeblich. |                                                                               | | |
| Periode | Philosoph                                                                     | Philosophie | Allgemeine Geschichte |
| 408–339 v. Chr. | Speusippos                                                                    | - Neffe und Schüler Platons - Leiter der Akademie (Scholarch) - Verfasser einer Enzyklopädie | |
| 396–314 v. Chr. | Xenokrates                                                                    | - Unterteilte die Philosophie in Logik, Physik und Ethik | - 323–280 Diadochenkämpfe |
| um 390 bis nach 322 v. Chr. | Herakleides Pontikos                                                          | | - Menander |
| † 276 oder 275 | Krantor von Soloi                                                             | - „Über den Kummer“ | |
| um 350 bis um 270/269 v. Chr. | Polemon von Athen                                                             | - Scholarch - Formulierte das Ziel eines naturgemäßen Lebens | |
| † 268–264 v. Chr. | Krates von Athen                                                              | - Scholarch | - Ptolemaios II. fördert das Museion von Alexandria und erweitert die Bibliothek von Alexandria durch Zukäufe u. a. der Bibliothek des Aristoteles |
| 316–241 v. Chr. | Arkesilaos                                                                    | - Scholarch, knüpfte an die sokratische Aporetik an - Lehrte die Urteilsenthaltung (skeptischer Ansatz) | - Lykophron aus Chalkis macht sich durch die Kunst des Anagramms bekannt. - Kallimachos |
| † 207 v. Chr. | Lakydes                                                                       | - Scholarch | - Archimedes - Apollonios von Rhodos verfasst die Argonautensage |
| 214–129 v. Chr. | Karneades                                                                     | - Wahrheit als empirische Evidenz nur mit Wahrscheinlichkeit - Problem des unendlichen Regresses | - 148 Makedonien wird römische Provinz |
| um 185–110 v. Chr. | Kleitomachos                                                                  | - Scholarch, Vertreter der akademischen Skepsis | |
| † 84/83 v. Chr. | Philon von Larissa                                                            | - Lehrer des Antiochos von Askalon | - Heron von Alexandria, Mathematiker und Ingenieur |
| um 140/125–68 v. Chr. | Antiochos von Askalon                                                         | - Verband Platonismus, Peripatetik und Stoa (Eklektizismus), begründete eigene Schule („Alte Akademie“) - Lehrer Ciceros | |
| 116–27 v. Chr. | Marcus Terentius Varro                                                        | - Verfasste umfangreiche Literatur - Enzyklopädie in neun Büchern | - Ägypten wird römische Provinz |
| Peripatos (περίπατος „Wandelhalle“) ist der Name der philosophischen Schule des Aristoteles. Er lehrte zusammen mit seinem engen Freund und Mitarbeiter Theophrast am Lykeion, einem Park mit einem Gymnasion im Süden Athens. Nach Lykon bricht die doxographische Überlieferung ab. Die Anknüpfung an Aristoteles im ersten Jahrhundert vor Christus durch Andronikos wird als Aristotelismus eingeordnet. |                                                                               | | |
| Periode | Philosoph                                                                     | Philosophie | Allgemeine Geschichte |
| um 371–287 v. Chr. | Theophrastos                                                                  | - Nachfolger des Aristoteles - Betont anstatt der causa finalis (Teleologie) die causa efficiens (Naturkausalität) - verfasste botanische Schriften und eine Geschichte der Physik | |
| um 370–300 v. Chr. | Eudemos von Rhodos                                                            | - Konkurrent des Theophrastos um die Schulleitung - Schrieb über Mathematik und Astronomie | |
| um 350 v. Chr. | Aristoxenos                                                                   | - Entwickelte eine Musiktheorie anhand von Empfindungen | |
| vor 340 v. Chr. | Klearchos von Soloi                                                           | - Schrieb Über die Erziehung | |
| unsicher v. Chr. | Dikaiarchos                                                                   | - schrieb über das Leben Griechenlands (bios hellados) eine frühe Kulturgeschichte | |
| unsicher v. Chr. | Kritolaos von Phaselis                                                        | | |
| 340–269 v. Chr. | Straton von Lampsakos                                                         | - Scholarch mit dem Beinamen „der Physiker“ - Interpretierte Aristoteles materialistisch - Die wirkende Kraft der Form ist in der Materie selbst - Denken und Wahrnehmen sind voneinander abhängig | |
| 310–230 v. Chr. | Aristarchos von Samos                                                         | - Entwickelte ein heliozentrisches Weltbild - und hielt die Sonne für einen Fixstern | |
| 3. Jahrhundert v. Chr. | Lykon aus der Troas                                                           | - leitete von 269 bis 226 den Peripatos | |
| 1. Jahrhundert v. Chr. | Andronikos von Rhodos                                                         | - Erneuerer der aristotelischen Philosophie - brachte die Schriften von Aristoteles in die heute bekannte Reihenfolge. | |
| 2. Jahrhundert n. Chr. | Sosigenes der Peripatetiker                                                   | - Anreger des Nikolaus Kopernikus bei der Ausarbeitung seines heliozentrischen Systems | |
| 2. oder 3. Jahrhundert n. Chr. | Alexander von Aphrodisias                                                     | - gilt als der bedeutendste und wirkungsmächtigste Aristoteles-Kommentator der Antike | |
| 5. Jahrhundert n. Chr. | Martianus Capella                                                             | - Definierte den Kanon der sieben freien Künste - Trivium: Grammatik, Rhetorik, Logik - Quadrivium: Arithmetik, Geometrie, Musik, Astronomie | |
| Der antike Epikureismus, auch κῆπος (kêpos, „Garten“) genannt, war eine der vier großen philosophischen Schulen der nachklassischen Antike. Er wird auch als Agnostizismus charakterisiert. |                                                                               | | |
| Periode | Philosoph                                                                     | Philosophie | Allgemeine Geschichte |
| 341–270 v. Chr. | Epikur                                                                        | - Versammelte seine Schüler in einem Garten (Kepos) - Materialistische Grundauffassung (Atomist) - strebte nach dem inneren Seelenfrieden (Unerschütterlichkeit – Ataraxía) - Glück ist Lust mit Maß (also kein reiner Hedonismus) - Das Schöne als geistiger Genuss steht höher als physischer Genuss, der Aufregung bringt. - Der Staat ist ein Vertrag, um sich nicht zu schädigen. Gesetze sind Übereinkunft zum gemeinsamen Nutzen (Utilitarismus) | |
| um 340 bis um 260 v. Chr. | Hermarchos                                                                    | - leitete die Schule nach dem Tode Epikurs | |
| 330–277 v. Chr. | Metrodoros von Lampsakos                                                      | - ein Freund und Schüler Epikurs | |
| 2. Jahrhundert v. Chr. | Demetrios Lakon                                                               | | |
| um 150–70 v. Chr. | Zenon von Sidon                                                               | - Epikureischer Philosoph, Mathematiker und Logiker | |
| um 110–35 v. Chr. | Philodemos von Gadara                                                         | - Epikureischer Philosoph und Dichter | |
| um 97–55 v. Chr. | Lukrez                                                                        | - Philosophischer Schriftsteller - Bewusste Anknüpfung an Epikur | |
| Stoa (griechisch στοὰ ποικίλη – „bemalte Vorhalle“) bezeichnet eine Säulenhalle auf dem Marktplatz von Athen (Agora), in der Zenon von Kition lehrte. Die Philosophie ist auf die kosmologische, ganzheitliche Welterfassung gerichtet. Der Stoiker gelangt durch die Einübung emotionaler Selbstbeherrschung und mit Hilfe von Gelassenheit und Seelenruhe zur Weisheit. |                                                                               | | |
| Periode | Philosoph                                                                     | Philosophie | Allgemeine Geschichte |
| 336–264 v. Chr. | Zenon von Kition                                                              | - Stellte die Logik an die erste Stelle, um Irrtümer zu beseitigen. - Empfindungen sind Abdrücke einzelner Gegenstände in der Seele (Nominalismus) - Gilt mit der Lehre der Katalepsis (Evidenz) als Begründer des Stoizismus. - Der Staat ist eine vernünftige Lebensgemeinschaft aller Menschen | - um 300 Euklid |
| 331–251 v. Chr. | Kleanthes                                                                     | - Verdiente als ehemaliger Faustkämpfer seinen Lebensunterhalt durch Hilfsarbeiten. - Tugendhaftes Handeln ist nur durch Erkenntnis der Wirklichkeit möglich. - Wandte sich gegen die Naturforscher Demokrit und Aristarch | - ab ca. 250 Aufstieg Roms |
| 276–204 v. Chr. | Chrysippos                                                                    | - Schuf mit 705 Büchern die maßgeblichen Grundlagen der Stoa. - Es gibt nur Naturnotwendigkeit (Determinismus) - Wahrnehmung ist eine Eigenschaftsveränderung in der Seele - Begriffe sind Verallgemeinerungen der in der Wahrnehmung vorhandenen Objekte. - Formulierte das stoische Ideal der Freiheit von Affekten - Die Natur ist zweckmäßig. Die Bewertung von Ereignissen als Übel (Unfälle, Krankheiten) erfolgt durch den Menschen - Gerechtigkeit und Menschenliebe sind oberste Pflichten aus der Vernunft | - Archimedes (280–212) |
| um 250 v. Chr. | Ariston von Chios                                                             | - Lehrer des Eratosthenes | |
| 3. oder 2. Jahrhundert v. Chr. | Zenon von Tarsos                                                              | | - Zweiter Punischer Krieg (218 bis 201) |
| um 240–150 v. Chr. | Diogenes von Babylon                                                          | - Lehre über das Lebensziel (Telos) und über ethische Grundsätze - Schuf in der Dialektik eine stoische Bedeutungslehre | - Eratosthenes (276/273–um 194) |
| 201–120 v. Chr. | Polybios                                                                      | - Verfasste eine Universalgeschichte in 40 Büchern. - Entwickelte die Theorie vom Verfassungskreislauf | - 146 Eroberung Karthagos |
| † um 137 v. Chr. | Antipatros von Tarsos                                                         | - Verteidigte die Stoa gegen Karneades | - 133–121 Reformen der Gracchen |
| um 180 v. Chr. | Panaitios von Rhodos                                                          | - Schrieb ein verloren gegangenes Werk über die Pflicht. - Nahm Elemente der skeptischen Akademie in seine Lehre auf (Synkretismus) | |
| 135–51 v. Chr. | Poseidonios                                                                   | - Affekte werden von vernunftlosen Teilen der Seele verursacht | - 82–79 Diktatur Sullas |
| 106–43 v. Chr. | Cicero                                                                        | - Politiker, Anwalt, Rhetoriker - Vertrat eklektisch Lehren der Stoa und der neuen Akademie - Gilt als Inspirator des Humanismus. - es gibt eingeborene Ideen (ideae innatae), insbesondere die Grundbegriffe der Sittlichkeit und des Rechts sowie den Glauben an das Göttliche und an die Unsterblichkeit der Seele - Lehre vom allgemeinen Menschenverstand (consensus gentium) - Lehre vom Naturrecht. Unterschied wie später Kant Legalität (rectum) und Moralität (honestum) | - 70 Konsulat von Pompeius und Crassus - 44 Ermordung Caesars - Sallust (86-35) |
| 1. Jahrhundert v. Chr./1. Jahrhundert n. Chr. | Sotion                                                                        | - Lehrer Senecas | - 1. Jahrhundert v. Chr. Diodor - Horaz (65–8) |
| 4 v. Chr. bis 65 | Seneca                                                                        | - Schriftsteller, der sich auch mit praktischen Fragen der Ethik befasste. | - 12 v. Chr. Augustus Pontifex Maximus - Livius (59–17 n. Chr.) |
| um 30–80 | Gaius Musonius Rufus                                                          | - Zweck der Philosophie ist die Erlangung der Tugend - Lehrer des Epiktet | |
| um 50–138 | Epiktet                                                                       | - Schrieb ein Handbuch der Moral. - „Nicht die Dinge beunruhigen den Menschen, sondern seine Sicht der Dinge.“ | - 54–68 Nero - 79 Untergang Pompejis - Tacitus (58–120) |
| 121–180 | Mark Aurel                                                                    | - Mit seinen „Selbstbetrachtungen“ schuf er sich Leitlinien für sein praktisches Handeln. | |
| Von den meisten Werken der Skeptiker der Antike sind nur Bruchstücke in Form von Zitaten bei anderen Autoren erhalten geblieben; es gibt aber eine große und zusammenhängende Darstellung der Schule („Grundriss der pyrrhonischen Skepsis“) durch ihren letzten bedeutenden Vertreter, Sextus Empiricus. |                                                                               | | |
| Periode | Philosoph                                                                     | Philosophie | Allgemeine Geschichte |
| 360–270 v. Chr. | Pyrrhon von Elis                                                              | - Begründer der Skepsis - Wahrheit ist weder durch Sinneswahrnehmung noch durch Urteile feststellbar. - Weil es kein Wissen gibt, gibt es auch keine Lehre vom rechten Handeln - Der Mensch kennt höchstens seine Gefühlszustände | |
| um 320–230 v. Chr. | Timon von Phleius                                                             | - Schrieb Spottgedichte über die Dogmatiker. | |
| 1. Jahrhundert v. Chr. | Ainesidemos                                                                   | - Forderte die Urteilsenthaltung (Epoché), - Entwickelte zehn Tropen (tropoi – Gründe der Skepsis) | - 43 v. Chr. bis 17 n. Chr. Ovid |
| unsicher | Agrippa                                                                       | - Man kann keine Überzeugung rechtfertigen (Münchhausen-Trilemma) - Fünf Tropen: 1. Widerstreit, 2. unendlicher Regress, 3. Relativität, 4. unerwiesene Voraussetzung, 5. Diallele (Zirkelschluss) | |
| 200–250 | Sextus Empiricus                                                              | - Schriften gegen die Syllogistik und die Religion | |
| um 220 | Diogenes Laertios                                                             | - Verfasste eine griechische Geschichte der Philosophie in zehn Büchern. | |
| In der Spätantike wurde der Neuplatonismus als philosophische Richtung stärker maßgeblich, der in einem wohl wechselseitig verschränkten Prozess anregend und befruchtend auch auf das Denken der christlichen Kirchenväter einwirkte. Der Drang von Philosophen wie Plotin und später Proklos zur Vereinheitlichung (Suche nach dem Einen, dem Göttlichen) mündete in eine Rückwendung zu Platon und in eine Neuausrichtung der platonischen Ideenlehre. Daraus ergaben sich Verknüpfungsmöglichkeiten zwischen Neuplatonismus und christlicher Religion, die bis in den Beginn der mittelalterlichen Philosophie reichten. |                                                                               | | |
| Periode | Philosoph                                                                     | Philosophie | Allgemeine Geschichte |
| um 15 oder 10 v. Chr. bis nach 40 | Philon von Alexandria                                                         | - Gilt als der bedeutendste Denker des hellenistischen Judentums | |
| um 45–125 | Plutarch                                                                      | - Mittelplatoniker - Umfangreiche Schriften zur Ethik - 23 Biografien mit Gegenüberstellung je eines Griechen und Römers | |
| 87–150 | Claudius Ptolemäus                                                            | - Entwickelte das für das Mittelalter maßgebliche geozentrische Weltbild. - Verfasste ein umfangreiches Werk zur Mathematik und Astronomie | |
| 2. Jahrhundert | Albinos                                                                       | - Schrieb eine Einführung in die platonische Philosophie. | |
| 2. Jahrhundert | Alkinoos                                                                      | - Schrieb eine Zusammenfassung platonischer Lehren. | |
| 2. Jahrhundert | Numenios von Apameia                                                          | - Seine neupythagoreischen Schriften beeinflussten den späteren Neuplatonismus. | |
| um 125 bis um 170 | Apuleius                                                                      | - Schriftsteller und Philosoph (Metamorphosen) | |
| um 150–200 | Kelsos                                                                        | - Scharfer Kritiker des Christentums | |
| 150 bis um 215 | Clemens von Alexandria                                                        | - Die richtigen Lehren erreicht man durch einen auf Wissen beruhenden Glauben - Gott selbst ist unsichtbar und unaussprechlich. | |
| 185–253/254 | Origenes                                                                      | - Allegorische Schriftauslegung - Philosophie hat die Aufgabe der Durchdringung der Schriften | |
| um 180–242 | Ammonios Sakkas                                                               | - Begründer des Neuplatonismus - Lehrer Plotins | |
| 205–270 | Plotin                                                                        | - Erforschte die Philosophie der Perser und Inder. - Seine Schriften wurden von Porphyrios geordnet, redigiert und schließlich unter dem Titel Enneaden herausgegeben. - Lehre: Urgrund ist das unbeschreibliche Eine und dessen Emanation, durch die der Geist (nous) entsteht. - Die Weltseele steht als dritte Stufe zwischen dem wahren Sein und der Materie (hyle). - Um mit dem Einen Eins zu werden, muss sich die menschliche Seele von der Sinnlichkeit reinigen (katharsis). | |
| um 212–272 | Kassios Longinos                                                              | - Schüler des Ammonios Sakkas, jedoch selbst noch ein Mittelplatoniker | |
| um 234–304 | Porphyrios                                                                    | - Gilt als entschiedener Gegner des Christentums. - Schrieb eine systematische Einführung in die Kategorien des Aristoteles (Isagoge) - Quelle für den Universalienstreit | |
| um 250–330 | Iamblichos                                                                    | - Erweiterte die Emanationslehre Plotins | - 337 Taufe Konstantins auf dem Sterbelager |
| um 350 | Dexippos                                                                      | - Schüler des Iamblichos | |
| † um 355 | Aidesios                                                                      | - Schüler des Iamblichos | |
| † 372 | Maximos von Ephesos                                                           | - Schüler des Aidesios - Lehrer des späteren römischen Kaisers Julian | |
| 331–363 | Kaiser Julian                                                                 | - Förderer des Neuplatonismus | |
| um 350 bis um 432 | Plutarch von Athen                                                            | - Lehrer des Syrianos und des Proklos | |
| um 370–416 | Hypatia                                                                       | - Mathematikerin, Astronomin, Mechanikerin und Philosophin, Tochter des Theon von Alexandria - Wurde von Christen ermordet | |
| 5. Jahrhundert | Hierokles                                                                     | - Kommentar zu den pythagoreischen Goldenen Versen | |
| † um 437 | Syrianos                                                                      | | |
| 410–485 | Proklos                                                                       | - Leiter der Akademie - Wichtige Quelle für die Scholastik und die Renaissance | - 476 Absetzung des Romulus Augustulus durch Odoaker bedeutet Ende Westroms |
| um 458–540 | Damaskios                                                                     | - Letzter Scholarch der platonischen Akademie - Lehrer des Simplikios, Philosophie der Zeit | - Schließung der Akademie 529 durch Justinian I. |
| um 490–570 | Johannes Philoponos                                                           | - Frühchristlicher Denker und Naturwissenschaftler - Verfasste Aristoteleskommentare | |
| 6. Jahrhundert | Simplikios                                                                    | - Wanderte nach Schließung der Akademie 529 durch Justinian I. nach Persien aus - Verfasste Aristoteleskommentare | |
| Frühe Chinesische Philosophie Konfuzianismus 561–220 v. Chr. Der Konfuzianismus ist eine auf seinen Begründer Kongzi zurückgehende Denktradition, die auf einer Sammlung von Schriften ( Dreizehn Klassiker ) aufbaut, in denen die als beispielhaft angesehenen moralischen und politischen Lehren sowie die Lebensweise des Konfuzius dargestellt und interpretiert werden. |                                                                               | | |
| Periode | Philosoph                                                                     | Philosophie | Allgemeine Geschichte |
| um 561–479 | Konfuzius                                                                     | - Fünf Tugenden: Gegenseitige Liebe, Rechtschaffenheit, Gewissenhaftigkeit, Ehrlichkeit, Gegenseitigkeit (Goldene Regel) - Drei soziale Pflichten: Loyalität, Kindliche Pietät, Wahrung von Anstand und Sitte - Fünf Elementarbeziehungen: Vater-Sohn, Herrscher-Untertan, Ehemann-Ehefrau, Älterer-Jüngerer, Freund-Freund - Fünf klassische Bücher: Buch der Wandlungen (enthält die Lehre von Yin und Yang), Buch der Lieder, Buch der Urkunden, Frühlings- und Herbstannalen, Buch der Riten | - Östliche Zhou-Dynastie - Die Zeit der Frühlings- und Herbstannalen (722 bis 481 v. Chr.) |
| 370–290 | Mengzi                                                                        | - Die Natur des Menschen ist gut - Der Himmel ist das abstrakte oberste Prinzip alles Seienden | |
| um 298–220 | Xunzi                                                                         | - Der Mensch ist von Natur aus böse, kann aber durch Erziehung besser werden. | - Zeit der Streitenden Reiche (475 v. Chr. bis 221 v. Chr.) |
| Der Legalismus entstand in der Zeit der Streitenden Reiche (etwa um 480 v. Chr. bis 221 v. Chr.) und betonte Belohnung und Strafen als Grundprinzipien zur Bewahrung der gesellschaftlichen Ordnung. |                                                                               | | |
| um 280–233 | Han Fei                                                                       | - Gesetze müssen für jedermann gelten, der Mensch wird besser nur durch Androhung von Strafen | |
| um 280–208 | Li Si                                                                         | - Urheber der Bücherverbrennung von 213 - Reformator der chinesischen Schrift | |
| Der Daoismus hat seinen historischen Ursprung im 4. Jahrhundert v. Chr. Seine zentrale Schrift ist das Daodejing. Je nach Strömung kann der Daoismus im Schwerpunkt als Religion, als Weltanschauung oder als Philosophie beschrieben werden. Kernbegriff ist das Dao, ursprünglich nur Weg, Methode, Prinzip, bei Laozi aber das der ganzen Welt zugrunde liegende Allgemeine, der Ursprung der Wirklichkeit, das sich in Licht und Schatten, in Yin und Yang aufspaltet. |                                                                               | | |
| 6. Jahrhundert v. Chr. | Laozi                                                                         | - (Legendärer) Verfasser des Daodejing (Dao = Weg oder Sinn, De = Tugend, Jing = Buch) | |
| um 365–290 v. Chr. | Zhuangzi                                                                      | - Hauptwerk: Das wahre Buch vom südlichen Blütenland (= Zhuangzi) - Betonung des Yin und Yang - Sitten und Gebräuche sind kein Selbstzweck. - Die Dinge und die Welt sind im ewigen Wandel. | |
| um 355–240 v. Chr. | Zou Yan                                                                       | - verband die Lehre vom Yin und Yang mit der Fünf-Elemente-Lehre - Mitglied der Jixia-Akademie | |
| Der Mohismus ist eine dem Konfuzianismus ähnliche Strömung, deren zentraler Begriff die Rechtschaffenheit ist, die vor allem auf erlernten Tugenden beruht. Der Mohismus wandte sich stärker an den einfachen Menschen und betonte hierarchische Strukturen weniger als der Konfuzianismus. |                                                                               | | |
| um 490–380 v. Chr. | Mozi                                                                          | - Pragmatische Förderung der Wohlfahrt - „Diejenigen, die Andere lieben, werden wieder geliebt werden.“ - Allgemeiner Maßstab ist der „Wille des Himmels.“ | |
| Im Neokonfuzianismus, der während der chinesischen Song-Dynastie entstand, sind zusätzlich zum Konfuzianismus Einflüsse aus Buddhismus und Daoismus wirksam. |                                                                               | | |
| 1017–1073 | Zhou Dunyi                                                                    | - Gegensatz von Taiji (dem höchsten Endlichen) und Wuji (dem höchsten Unendlichen) | - Song-Dynastie (960–1279) |
| 1011–1077 | Shao Yong                                                                     | | |
| 1020–1077 | Zhang Zai                                                                     | - Grundbegriff des Qi | |
| 1130–1200 | Zhu Xi                                                                        | - kommentierte das Buch Das Große Lernen - lehrte an der Akademie der Weißen Hirsch-Grotte - schuf die Vier Bücher des Konfuzianismus | |
| 1501–1570 | I Hwang                                                                       | - Brachte den Konfuzianismus nach Korea | - Ming-Dynastie (1368–1644) |
| 1561–1619 | Fujiwara Seika                                                                | - Früher Konfuzianer in Japan | |
| Frühe Indische Philosophie |                                                                               | | |
| Periode | Philosoph                                                                     | Philosophie | Allgemeine Geschichte |
| unsicher | Charvaka                                                                      | - Materialismus | |
| Die Upanishaden sind eine Sammlung philosophischer Schriften des Hinduismus und Bestandteil des Veda. Anerkannt sind 108 Upanishaden, die in der Muktika-Upanishad, einer mindestens 700 Jahre alten Liste, aufgeführt werden. Die Texte wurden sowohl in Prosa als auch in Versform verfasst und stammen in etwa aus der Zeit zwischen 700 v. Chr. und 200 v. Chr. |                                                                               | | |
| 2. Jahrhundert | Gautama (Rishi)                                                               | - Nyaya: Lehre des logischen Schließens | |
| unsicher | Kanada                                                                        | - Vaisheshika: Metaphysik und Naturphilosophie (Atomismus) - Erkenntnis entsteht aus der Untersuchung der Unterschiede | |
| unsicher | Kapila                                                                        | - Samkhya: Bestimmung des Seins durch das Aufzählen seiner Elemente - Dualismus von Prakriti (aktive Urnatur=Materie ohne Bewusstsein) und Purusha (passiver Geist mit Bewusstsein) | |
| unsicher | Patanjali                                                                     | - Yoga als achtgliedrige Übung, die zu einer weltentrückten Erfahrung führt | |
| ca. 200–300 | Jaimini                                                                       | - Mimamsa Sutra: Lehre von Reinkarnation und Karma (atheistisch) - eines der sechs klassischen Systemen der indischen Philosophie (Darshan) | |
| um 788–820 | Shankara                                                                      | - Advaita Vedanta | |
| 1017–1137 | Ramanuja                                                                      | - Vishishtadvaita-Vedanta (Nicht-Dualismus) - Materie und Seelen stellen den Körper Gottes dar - alle Eigenschaften der Schöpfung seien real und unter der Kontrolle Gottes | |
| 1486–1533 | Chaitanya                                                                     | - Achintya Bhedabheda - gleichzeitige Einheit und Verschiedenheit der Wahrheit - alle Seelen und alle Materie (Prakriti) sind Umwandlungen der Energie der höchsten Wahrheit | |
| Der Buddhismus ist eine Lehrtradition und Religion, die hauptsächlich in Süd-, Südost- und Ostasien verbreitet ist. „Buddha“ (wörtlich „Erwachter“) ist ein Ehrentitel, der sich auf ein Erlebnis bezieht, das als Bodhi („Erwachen“), eine fundamentale und befreiende Einsicht in die Grundtatsachen allen Lebens, aus der sich die Überwindung des leidhaften Daseins ergibt, bezeichnet wird. Diese Erkenntnis nach dem Vorbild des historischen Buddha durch Befolgung seiner Lehren zu erlangen, ist das Ziel der buddhistischen Praxis, die die beiden Extreme Askese und Hedonismus sowie generell Radikalismus ablehnt, sondern jeweils einen mittleren Weg sucht. |                                                                               | | |
| um 563–483 v. Chr. | Siddhartha Gautama                                                            | - Es gilt: „Alles ist“ ebenso wie „Nichts existiert“, alles ist im Werden. | |
| um 100–200 n. Chr. | Nagarjuna                                                                     | - Der Versuch, das Rätsel des Seins zu lösen, ist irrational. (Mahayana) - Die richtige Lösung liegt im Weder-noch - Lehre von den zwei Wahrheiten, der vierfachen Beweisführung (ja, nein, teils, weder noch) und der achtfachen Verneinung des Werdens. | - Die Zeit der Shatavahana von etwa 230 v. Chr. bis um 220 n. Chr. |
| um 250–350 n. Chr. | Harivarman                                                                    | - Nihilismus: lehrte ein System, in dem weder Personen noch äußere Objekte wahrhaft existieren (Hinayana) | - Klassische Zeit in Indien Gupta-Reich |
| um 420–500 n. Chr. | Vasubandhu                                                                    | - Realismus: Die körperliche Welt ist real, es gibt nur kein dauerhaftes Selbst (Mahayana) | |
| um 420–500 n. Chr. | Asanga                                                                        | - Idealismus: Wahrheit entsteht weder aus der Bejahung noch aus der Verneinung der Realität - Wahres Sein haben allein die Ideen (Hinayana) - Wechselte später zur Lehre seines Bruders | |
| 7. Jahrhundert | Dharmakirti                                                                   | - buddhistischer Logiker | |
| 1222–1282 | Nichiren                                                                      | - Begründer einer Schule des Buddhismus in Japan, des Nichiren-Buddhismus | |
| Die Philosophie des Mittelalters umfasst sehr vielfältige Strömungen, die sich seit dem Ende der Antike bis zur Reformation in Europa entwickelt haben. Im abendländischen Kulturkreis wird sie in der Patristik durch das Christentum geprägt und getragen. Als „finstere“ Epoche verkannt, war im mittelalterlichen Denken schon vieles angelegt, was Renaissance, Humanismus und schließlich Aufklärung formulierten. Das Wissen der Antike wurde zunächst in Klöstern bewahrt und weitergegeben. Entscheidender ist für den lateinischen Westen der Wissensschatz, der ihm vermittelt über Übersetzungen arabischer und teils auch jüdischer Philosophen zuwächst. Eine Blüte entsteht Ende des 11. Jahrhunderts begleitet von der Gründung der ersten Universitäten, an denen die Artes liberales gelehrt werden. Im 12. Jahrhundert war die byzantinische und islamische Welt Europa noch kulturell und wissenschaftlich hoch überlegen. Mit Untergang des Byzantinischen Reiches überlieferten Gelehrte dieses Wissen im 15. Jahrhundert vermehrt nach Westeuropa und wirkten so mit an der Entstehung der Renaissance.                                                                    |                                                                               | | |
| Als Patristik wird in der christlichen Theologie und Philosophie die Wissenschaft bezeichnet, die sich mit der Zeit der Kirchenväter beschäftigt, das heißt mit der Epoche der Alten Kirche vom 1. Jahrhundert bis zum 7. oder spätestens frühen 8. Jahrhundert. |                                                                               | | |
| Periode | Philosoph                                                                     | Philosophie | Allgemeine Geschichte |
| um 50–97/101 | Clemens von Rom                                                               | - Erster Clemensbrief | |
| um 150 | Hermas                                                                        | - Schrieb kritisch gegen die Philosophie | |
| † 107 | Ignatius                                                                      | | - 64 Brand Roms unter Nero - Märtyrertod von Paulus und Petrus |
| 69–155 | Polykarp                                                                      | | - um 70 Entstehung des Markusevangeliums |
| Im Urchristentum gab es einen Pluralismus von theologischen Sichtweisen. Eines der frühen Probleme des Christentums war, sich in der synkretistischen Kultur des Hellenismus gegenüber synkretistischen Religionen wie Gnostizismus und Manichäismus abzugrenzen, die die christlichen Dogmen ganz oder teilweise mit anderen Religionen oder Eigenkonstruktionen vermischten. Gnostische Bewegungen wurden nach ihren Führern oder Gründern als Valentinianer, Simonianer oder Basilidianer benannt. |                                                                               | | |
| um 125 | Basilides                                                                     | - Die Seele ist ein auf der Erde verirrter Fremdling - Die Sphäre Gottes erreicht man durch die Lösung von allem Irdischen | |
| um 150 | Valentinus                                                                    | | |
| 85–160 | Marcion von Sinope                                                            | - Markionismus | |
| 216–276/277 | Mani                                                                          | - Persische Religion des Manichäismus - Erlösung durch den Sieg des Lichtes über die Finsternis | |
| Die Apologeten haben die christlichen Apologie, die das Christentum im Römischen Reich als vernünftige Religion aufzeigt, gegen Angriffe anderer Religionen und Philosophien verteidigt. |                                                                               | | |
| 100–163 | Justin der Märtyrer                                                           | - Die Philosophie führt zu Gott - Aber letzte Fragen beantwortet nur die Schrift | - 132–135 Bar Kochba Aufstand mit anschließender Zerstreuung der Juden |
| 130–190 | Athenagoras                                                                   | - Bittschrift für die Christen an Kaiser Mark Aurel | |
| unsicher | Tatian                                                                        | - Rede an die Griechen | |
| 120–200 | Irenäus                                                                       | - Kämpfte als Bischof von Lyon gegen die Häretiker - gilt als Begründer der kirchlichen Dogmatik | |
| 160–225 | Tertullian                                                                    | - Schrieb als Erster auf Latein und schuf wichtige Begriffe des Kirchenlateins - Philosophie hat nur eine ergänzende Aufgabe - Der Offenbarungsglaube ist ein Glaube an etwas Übervernünftiges (credo quia absurdum) | - um 200 Beginn des Papsttums |
| 200–258 | Cyprian                                                                       | - Vertrat die Kindstaufe - Entwickelte die Lehre vom Glauben als der Gnade Gottes | - um 200 erste lateinische Bibel (Itala) |
| Erst schrittweise setzten sich die Trinitarier durch, entstand die allegorische Schriftauslegung und eine allmähliche Annäherung des Christentums an den Neuplatonismus. |                                                                               | | |
| Periode | Philosoph                                                                     | Philosophie | Allgemeine Geschichte |
| um 260–336 | Arius von Alexandria                                                          | - Bestritt die Dreieinigkeit Gottes - War Ausgangspunkt für den Arianismus | - 311 Toleranzedikt des Galerius beendet Christenverfolgung |
| 260 oder 264–337 oder 340 | Eusebius von Caesarea                                                         | - Gilt durch seine Chroniken als Begründer der Kirchengeschichte | - 325 Konzil von Nicäa mit Verdammung des Arianismus |
| um 298–373 | Athanasius                                                                    | - Lehrte die Trinität - Entschiedener Gegner des Arius | - 330 Konstantinopel wird Hauptstadt |
| 315–367 | Hilarius von Poitiers                                                         | - Maßgeblicher Vertreter der Trinitarier | |
| 335–394 | Gregor von Nyssa                                                              | - Kirchenvater für die orthodoxe Kirche - Lehrte die Unendlichkeit Gottes und die Dreifaltigkeit | - 391 Christentum als Staatsreligion unter Theodosius |
| 340–397 | Ambrosius von Mailand                                                         | - War ein gemäßigter Trinitarier - Bekehrte Augustinus | - 395 Reichsteilung in West- und Ostrom |
| 354–430 | Augustinus                                                                    | - Schuf die grundlegende Theologie für fast 1000 Jahre - Die Philosophie hat die Aufgabe, die Kirchenlehre (Dogmatik) wissenschaftlich darzustellen und zu begründen - Gnadenlehre: Erlösung von der Erbsünde durch Gottes Willkür (Prädestination) - In der Erlösung offenbart sich Gottes Barmherzigkeit, in der Verdammnis Gottes Gerechtigkeit (Lehre von der doppelten Prädestination) - Gott ist das Eine (unum), Wahre (verum), Gute (bonum), weshalb jede Vernunfterkenntnis Gotteserkenntnis ist. - Auch der Skeptiker muss das Vorhandensein von Empfindungen anerkennen (Innere Erfahrung = Dualismus von Leib und Seele). Die Seele ist das Ganze der Persönlichkeit. - Die Seelentätigkeiten sind Vorstellung (memoria), Urteil (intellectus) und Wille (voluntas). Entsprechend ist die Wirklichkeit bestimmt durch Sein (esse), Wissen (nosse) und Wollen (velle). - Der Antrieb des Menschen ist sein Wille. Die wahre Erfüllung des Willen ist die Anschauung Gottes. - Unterscheidet im Gottesstaat in ein diesseitiges weltliches Reich und einen jenseitigen Gottesstaat (Zwei-Reiche-Lehre) - Ziel ist die Überwindung des weltlichen Reiches zugunsten des Gottesstaates und damit der Überwindung der Entfremdung von Mensch und Gott - Philosophie der Zeit und Philosophie des Zweifels | - 410 Eroberung Roms durch die Westgoten - 429 Vandalen erobern Nordafrika - Der christliche Dichter Prudentius (* 348 – † nach 405) verfasst die Psychomachia |
| 480–524 | Boëthius                                                                      | - Diskutierte im Proklos-Kommentar das Universalienproblem - Schrieb vor seiner Hinrichtung den Trost der Philosophie | - 476 Sturz des letzten weströmischen Kaisers durch Odoaker |
| um 500 | Pseudo-Dionysius Areopagita                                                   | - Unbekannter Schreiber - Alles Sichtbare ist nur ein Gleichnis des Unsichtbaren - Den Aufstieg zum einen erreicht man durch Reinigung, Erleuchtung und Kontemplation | - ca. 600 Ende der Völkerwanderung |
| Scholastik 500–1400 Frühes Mittelalter Die Übergangszeit zwischen Patristik und Scholastik hat kein eigenständiges neues Denken hervorgebracht. Allerdings gab es eine Reihe wichtiger Personen, die an der Tradierung der antiken Bildung maßgeblichen Anteil hatten. |                                                                               | | |
| Periode | Philosoph                                                                     | Philosophie | Allgemeine Geschichte |
| † 636 | Isidor von Sevilla                                                            | - Schrieb eine Enzyklopädie namens Etymologiae | - 507 Chlodwig I. erobert Südgallien, Beginn des Frankenreichs |
| † 662 | Maximus Confessor                                                             | - Kommentierte Augustinus und Boethius | - 568 Langobarden beenden Herrschaft Ostroms in Italien |
| um 673–735 | Beda Venerabilis                                                              | - Historia ecclesiastica gentis Anglorum (Kirchengeschichte des englischen Volkes) - System der Zeitrechnung | |
| 675–750 | Johannes von Damaskus                                                         | - Byzantinischer Kirchenlehrer | - 630 Eroberung Mekkas durch Mohammed - 711 Mauren in Spanien |
| 730–804 | Alkuin                                                                        | - Leitete die Hofschule Karls des Großen (Karolingische Renaissance) - Machte die Sieben Freien Künste (artes liberales) zum verbindlichen Unterrichtsinhalt. | - 751 Pippin der Jüngere begründet des Reich der Karolinger - 800 Kaiserkrönung Karls des Großen |
| 780–856 | Rabanus Maurus                                                                | - Schrieb die Enzyklopädie de universo | - 862 Rurik in Nowgorod |
| 810–877 | Eriugena                                                                      | - Irischer Naturphilosoph, der die Bedeutung der Vernunft betonte. - Eigenes System mit Gott als Ursache und Ziel alles Seienden - Übernahm die Emanationslehre Plotins und lehnte Augustinus’ Prädestination ab | - 871–899 Alfred der Große von England |
| um 950–1028 | Fulbert von Chartres                                                          | - Begründer der Schule von Chartres (Kathedralschule) | |
| um 950–1022 | Notker Teutonicus                                                             | - Erster Aristoteles-Kommentator des Mittelalters | - 936–973 Otto I. Deutscher Kaiser (962) |
| Vor der Entfaltung der lateinischen Scholastik besteht eine arabische und innerhalb derselben auch jüdische akademische Hochkultur, durch welche auch zahlreiche griechische Texte vermittelt, interpretiert und fortgeschrieben werden. Auch in der Medizin, den Naturwissenschaften, der Mathematik, der Jurisprudenz, der Logik usw. holt die westlich-lateinische erst im 12. und 13. Jahrhundert gegenüber der arabischen Kultur auf. |                                                                               | | |
| Periode | Philosoph                                                                     | Philosophie | Allgemeine Geschichte |
| 800–870 | Alkindus (al-Kindī)                                                           | - Übersetzte griechische Texte, begründet die arabische Philosophie - befasste sich u. a. mit peripatetischer Naturphilosophie | - um 570–632 Mohammed - 749 Beginn der Herrschaft der Abbasiden |
| 864–925 | Rhazes (al-Razi)                                                              | - Bedeutender persischer Arzt, Naturwissenschaftler, Philosoph und Schriftsteller | - 976–1025 Kaiser Basileios II. von Byzanz - 998–1030 Mahmud von Ghazni, der den Islam nach Indien bringt. |
| 870–950 | Alpharabius (al-Fārābī)                                                       | - Übersetzt und vermittelt griechische Philosophie - versucht eine Synthese von dem, was er für aristotelisch und platonisch hält - befasste sich auch mit Mathematik und Musik | - 1071 Seldschuken besiegen Byzanz in der Schlacht von Manzikert und erobern Jerusalem |
| 980–1037 | Avicenna (Ibn Sina)                                                           | - Systematische Ausarbeitung der Ansätze Farabis - Konzeptualismus und Emanation | - 1085 Toledo wird von den Christen erobert. |
| 1058–1111 | Algazel (al-Ghazālī)                                                          | - Persischer, ash'aritischer Theologe und Philosoph - greift zahlreiche maßgeblich durch Avicenna vertretene Lehren an | |
| 1126–1198 | Averroes (Ibn Ruschd)                                                         | - Aristoteleskommentare (für die lateinische Philosophie des Mittelalters „Der Kommentator“) - Es gibt genau einen aktiven Intellekt - Philosophie ist eine religiöse Pflicht für Intellektuelle, aber die Religion vermittelt die Wahrheit allen - verteidigt einen radikalen „Aristotelismus“ gegen al-Ghazālī | - Unter Saladin (1137–1193) wird Ägypten wieder sunnitisch. - 1187 Saladin schlägt die Kreuzfahrer am See Genezareth |
| 1332–1406 | Ibn Chaldun                                                                   | - Arabischer Historiker - Beschreibt geschichtliche Zusammenhänge mit Interessen, die heute „soziologisch“ heißen würden | - 1326 Orhan I. erobert Bursa |
| Die Frühscholastik ist die Zeit der Schulphilosophie, in der herausragende Denker sich nicht mehr auf die klösterliche Kontemplation beschränken, sondern mit Argumenten der Vernunft offensichtliche Widersprüche in den kirchlichen Lehren hinterfragen und diskutieren wollten. Oft brachten solche Diskussionen sie in Gefahr. Sie wurden als Ketzer verurteilt und mussten ihre Thesen widerrufen, wenn sie keine Risiken für Leib und Leben eingehen wollten. Dennoch fanden sich immer wieder freie Geister, die aus Überzeugung für die Vernunft eintraten. |                                                                               | | |
| Periode | Philosoph                                                                     | Philosophie | Allgemeine Geschichte |
| † 1088 | Berengar von Tours                                                            | - Sah im Abendmahlstreit Brot und Wein nur als sinnbildlich an. - Argumentierte, dass er in der Vernunft nach dem Bilde Gottes geschaffen sei. | - 987–1328 Kapetinger in Frankreich - 1024–1125 Salier in Deutschland |
| 1005–1089 | Lanfrank von Bec                                                              | - Wollte im Abendmahlsstreit nicht der Vernunft, sondern nur den Autoritäten folgen. | - 1046 Synode von Sutri - Absetzung dreier rivalisierender Päpste |
| 1006–1072 | Petrus Damiani                                                                | - Kämpfte gegen die Sittenlosigkeit der römischen Geistlichkeit. - Prägte den Spruch von der Philosophie als der Magd der Theologie. | - 1054 Trennung (Schisma) Roms von der Ostkirche |
| 1033–1109 | Anselm von Canterbury                                                         | - Wandte die Dialektik als Methode auf die christliche Gotteslehre an. - führte den ontologischen Gottesbeweis - Bekannte mit Augustinus Credo ut intelligam (ich glaube, um zu verstehen). | - 1066 Wilhelm der Eroberer siegt bei Hastings und wird zum König von England gekrönt. |
| 1050–1120 | Roscelinus                                                                    | - Radikaler Nominalist - Leitete daraus einen Tritheismus ab | - 1074 Verfügung des Zölibat durch Papst Gregor VII. - 1077 Gang nach Canossa |
| † 1121 | Wilhelm von Champeaux                                                         | - Realist im Universalienstreit, der sich gegen Roscelin durchsetzte. - Gründer des Stiftes Saint-Victor | - 1096–1099 Erster Kreuzzug mit Eroberung Jerusalems |
| † nach 1124 | Bernhard von Chartres                                                         | - War stark vom Platonismus geprägt. - Universalien sind gleich den platonischen Ideen | - um 1100 Gründung der Universität von Bologna |
| 12. Jahrhundert | Bernardus Silvestris                                                          | - Cosmographia, Gedicht über die Erschaffung der Welt mit Bezügen zum Timaios - ebenfalls Chartres, aber nicht identisch mit Bernhard von Chartres | - 1119 Gründung des Templerordens |
| 1079–1142 | Peter Abaelard                                                                | - Bedeutendster Philosoph der Frühscholastik - Vermittelte im Universalienstreit mit dem Konzeptualismus - Entwickelte die scholastische Methode fort (sic et non) - Empfindung als verworrene Vorstellung wird durch den Verstand zu Begriffen und Urteilen verarbeitet. - Schrieb zum Frieden zwischen den Religionen und entwickelte eine Gesinnungsethik (Die Moral liegt im inneren Entschluss.) - Hatte ein berühmtes Verhältnis zu Heloisa | |
| 1080–1145 | Gilbert von Poitiers                                                          | - Vertreter des Realismus im Universalienstreit - Unterschied begrifflich Gott und Gottheit sowie Individualität und Singularität | - 1122 Wormser Konkordat beendet Investiturstreit |
| 1097–1147 | Hugo von St. Viktor                                                           | - Verband Mystik mit Naturforschung - Drei Erkenntnisweisen: 1. äußere Welt in der Vernunft (cogitatio), 2. innere Welt in den Empfindungen (meditatio), 3. Gott im Glauben (contemplatio) | - um 1125 Erfindung des Bleistifts |
| † nach 1150 | Wilhelm von Conches                                                           | - Stark physikalisch geprägtes Weltbild | - 1138–1152 Konrad III. erster Staufer |
| † 1151 | Thierry von Chartres                                                          | - Moderne Interpretation der Schöpfungsgeschichte | - 1152–1190 Friedrich I., Barbarossa |
| 1090–1160 | Adelard von Bath                                                              | - Erkannte beim Studium in Spanien die Überlegenheit der arabischen Wissenschaften - Übersetzte arabische Texte und verbreitete deren Wissen in der Mathematik, Medizin und Astronomie | |
| 1100–1160 | Petrus Lombardus                                                              | - Schrieb die als Lehrwerk lange gültigen Sentenzen. | - 1147–1149 Zweiter Kreuzzug wird zum Fehlschlag |
| um 1100–1160 | Hermann von Carinthia                                                         | - Philosoph, Astronom, Astrologe, Mathematiker, Übersetzer und Autor | - 1154–1189 Heinrich II. von England |
| 1115–1180 | John of Salisbury                                                             | - Konzeptualist, Sekretär von Thomas Becket - Staatstheorie mit der Pflicht zu Sittlichkeit und Tugend für Staatsvertreter | - 1170 Ermordung von Thomas Becket - Sturmflut verwüstet Niederlande |
| 1120–1202 | Alanus ab Insulis                                                             | - Entwarf eine axiomatische Theologie ausgehend von der Einheit des Einen. | - 1189–1192 Dritter Kreuzzug, Barbarossa ertrinkt im Saleph |
| um 1130–1202 | Joachim von Fiore                                                             | - Allegorische Schriftauslegung. - Geschichte ist gegliedert die die Trinität | |
| In der jüdischen Philosophie entwickelte sich im Mittelalter ähnlich wie bei den arabischen Denkern eine starke Nähe zum Aristotelismus. |                                                                               | | |
| Periode | Philosoph                                                                     | Philosophie | Allgemeine Geschichte |
| 1020–1068 | Gabirol                                                                       | - Der göttliche Wille ist die Quelle des Lebens | |
| 1100–1189 | Abraham ibn Daud                                                              | - Chronist, Aristoteliker und Astronom | |
| 1135–1204 | Maimonides                                                                    | - Zweifelnde sollen durch Vernunft zum Glauben finden. - Tugendethik | |
| 1288–1344 | Levi ben Gershon                                                              | - Averroist | |
| Die Hochscholastik wurde zur Blüte des Aristotelismus. Verglichen mit der auf Augustinus zurückgehenden Ablehnung der Naturwissenschaften und der stark untergeordneten Rolle der Vernunft entstand nun eine weitere Öffnung und Liberalisierung. Es gab immer mehr einzelne Denker, die die Erkundung der Natur durch Experimente forderten, weil nur so wirkliche neue Erkenntnis zu gewinnen sei. Allerdings entstand in der Kirche auch Gegenwehr. Eine zu offene sich auf Aristoteles berufende kritische Vernunft wurde als Averroismus mit Verboten belegt. |                                                                               | | |
| Periode | Philosoph                                                                     | Philosophie | Allgemeine Geschichte |
| 1170–1253 | Robert Grosseteste                                                            | - Griff naturwissenschaftliche Fragen auf | - 1182–1226 Franz von Assisi - 1190 Gründung des Deutschen Ordens - um 1200 Gründung der University of Cambridge |
| 1170–1245 | Alexander von Hales                                                           | - Früher Aristoteliker - Schrieb Quaestiones nach der scholastischen Methode | - 1204 Vierter Kreuzzug mit Eroberung Konstantinopels - Kaisertum von Byzanz |
| um 1154 – nach 1220 | Alfred von Sareshel                                                           | - früher Aristotelismus; Das Herz ist das Haus der Seele, die die Entelechie des Leibes ist. | |
| 1221–1274 | Bonaventura                                                                   | - Betonte die Erleuchtung durch Gott - Kontemplation ist die höchste Stufe der Nachfolge Christi | - 1206 Dschingis Khan einigt die Mongolen |
| 1200–1280 | Albertus Magnus                                                               | - Beeindruckte durch umfangreiches naturwissenschaftliches Wissen - Lehrte als einer der ersten Aristoteles - Das „natürliche Licht“ (lumen naturale) der Erkenntnis der Philosophie steht im Einklang mit der Offenbarung, welche aber umfassender ist. | - 1207 Sängerstreit auf der Wartburg - um 1210 Parzival von Wolfram von Eschenbach |
| 1225–1274 | Thomas von Aquin                                                              | - Einklang von Wissenschaft und Vernunft - Wahrheit = adaequatio rei et intellectus - Vorrang der Offenbarungslehren (Sakramente, jüngstes Gericht, Jungfräuliche Geburt) - Gott als Verursacher (causa effiziens) und Endzweck (causa finalis) - Kardinaltugenden - Unsterblichkeit der Seele, die sowohl reiner Geist als auch Entelechie des Leibes ist. - Nach göttlichem Plan ist Zweck des Staates die Tugend unter dem Naturrecht (lex naturalis) zu verwirklichen. | - 1212 Kinderkreuzzug - 1215 Magna Carta - 1218 Jadebusen entsteht durch Sturmflut - 1228/29 Fünfter Kreuzzug - Friedrich II. König von Jerusalem |
| † 1284 | Siger von Brabant                                                             | - Averroist - Wollte Aristoteles ohne Offenbarungslehren unterrichten | - 1273–1291 Rudolf I. von Habsburg - um 1290 Ausweisung der Juden aus England |
| † 1286 | Boetius von Dacien                                                            | - ebenfalls Averroist | |
| † 1290 | Wilhelm de la Mare                                                            | - „Correctorium“ als franziskanische Kritik an Thomas | |
| 1214–1294 | Roger Bacon                                                                   | - Früher Emprist mit praktischen Experimenten - Wendete sich gegen Vorurteile, Gewohnheit und Mangel an Selbstkritik. - Autorität der Theologie ist allein Gottes Wille. | - 1282 Eduard I. erobert Wales |
| 1226–1277 | Petrus Hispanus                                                               | - Kompendium der Logik | - 1291 Akkon fällt an die Mameluken |
| 1217–1293 | Heinrich von Gent                                                             | - Wollte gegen Thomas’ Intellektualismus zurück zu Augustinus | - 1298 Reiseberichte des Marco Polo |
| 1243–1316 | Aegidius Romanus                                                              | - erstellte Katalog von 95 Irrlehren der Philosophen, die zu den Pariser Verurteilungen führte. | - um 1294 Gründung der Hanse - 1307 Rütlischwur |
| In der Spätscholastik schlug das Pendel erneut um. Viele Denker erkannten nun, dass eine rein auf Logik und Vernunft aufgebaute Glaubenslehre nicht mehr durchhaltbar war und forderten die Trennung von Glauben und Vernunft. Bildung verbreitete sich auch durch die fortschreitenden Universitätsneugründungen immer mehr und ging Schritt für Schritt auch auf bürgerliche Kreise über, die ihren Lebensunterhalt nicht mehr im Rahmen kirchlicher Institutionen verdienten. |                                                                               | | |
| Periode | Philosoph                                                                     | Philosophie | Allgemeine Geschichte |
| vor 1250 bis nach 1305 | Gottfried von Fontaines                                                       | - Aristoteliker im Universalienstreit | |
| 1250–1320 | Dietrich von Freiberg                                                         | - Vertrat das Prinzip der Kohärenz - kritisierte verschiedene Positionen des Thomismus - thematisierte den Unterschied von Intellectus agens und intellectus possibilis - unterschied in der Vier-Elemente-Lehre zwischen einem bloßen Gemisch (confusio) und einer Verbindung (mixtio) - Erforschte das Prinzip des Regenbogens | |
| 1266–1308 | Johannes Duns Scotus                                                          | - Gegenspieler von Thomas (Logiker und Mathematiker) - Der Wille hat Vorrang vor der Vernunft. Das Gute wird durch den Willen bestimmt und steht höher als das Wahre - Erste Schritte zur Trennung von Theologie und Philosophie: Weder der zeitliche Anfang der Welt noch die Unsterblichkeit der Seele lassen sich beweisen. | - 1303 Philipp IV. setzt Papst Bonifaz VIII. fest, um dessen Weltherrschaftsanspruch zu brechen (Beginn der Säkularisierung in Frankreich) |
| 1265–1321 | Dante Alighieri                                                               | - Entwarf ein von der Kirche unabhängiges Staatskonzept | - 1309 Papst Clemens V. verlegt seine Residenz nach Avignon |
| 1274/1275–nach 1344 | Walter Burley                                                                 | - Gegner des Nominalismus des Wilhelm von Ockham | |
| um 1275 oder 1290–1342 oder 1343 | Marsilius von Padua                                                           | - Staatstheoretiker, Politiker und ein bedeutender Vertreter des scholastischen Aristotelismus | - um 1310 allgemeiner Kälteeinbruch führt zu Hungersnöten in Europa und Asien und zu Bevölkerungsrückgängen |
| 1280–1347 | Wilhelm von Ockham                                                            | - Ockhams Rasiermesser - Beiträge zur Logik und zur Sprachphilosophie - Begriffe sind nicht Abbilder, sondern nur Zeichen (Nominalismus bzw. Terminismus) - Forderte Trennung von Kirche und Staat und musste deshalb nach München fliehen. | - um 1328 Erfindung der Sägemühle - 1328–1589 Haus Valois in Frankreich - 1339–1453 Hundertjähriger Krieg |
| um 1280–1322 | Petrus Aureoli                                                                | - Vertrat einen Konzeptualismus und ähnliche Positionen wie Scotus und Ockham | |
| um 1285/1289–1328 | Johann von Jandun                                                             | - averroistischer Philosoph, Theologe und politischer Theoretiker | |
| um 1300 bis nach 1350 | Nicolaus von Autrecourt                                                       | - Kritik des Substanzbegriffs und der traditionellen Kausalitätslehre | - 1341 erste Erwähnung eines Kölner Karnevalszuges |
| 1300–1358 | Johannes Buridan                                                              | - Befasste sich mit der Willensfreiheit - (Buridans Esel) | - 1348 Gründung der Universität Prag - 1348–1350 Pest |
| 1316–1390 | Albert von Rickmersdorf                                                       | - Rektor der Wiener Universität | - 1356 Goldene Bulle durch Kaiser Karl IV. |
| 1330–1382 | Nikolaus von Oresme                                                           | - Hielt heliozentrisches Weltbild für möglich | - 1381 englischer Bauernaufstand |
| 1335–1396 | Marsilius von Inghen                                                          | - Mitbegründer der Universität Heidelberg | - 1396 Türken besiegen Kreuzfahrer in der Schlacht von Nikopolis |
| † um 1420 | William Penbygull                                                             | - Anhänger Wycliffs, Universalienrealist | |
| 1340–1420 | Pierre d’Ailly                                                                | - Lehrte als Skeptiker den Primat des Willens. | - um 1400 Aufstieg des Hauses Medici |
| um 1385–1436 | Raimundus Sabundus                                                            | - Philosoph und Theologe - „Zwei-Bücher-Metapher“ - Theologia naturalis seu liber creaturarum. (1436) | |
| Wie auch andere Zeiten war das Mittelalter stets begleitet von mystischem Denken, von der Überzeugung, dass die wahre Erfüllung nur in der Kontemplation und in einem unmittelbaren Glauben zu erreichen ist. |                                                                               | | |
| Periode | Philosoph                                                                     | Philosophie | Allgemeine Geschichte |
| 1090–1153 | Bernhard von Clairvaux                                                        | - Die eigentliche Tugend des Christen ist die Demut - Gegenspieler Abaelards | |
| 1098–1179 | Hildegard von Bingen                                                          | - Allgemeine Lebensregeln und medizinische Texte | |
| 1135–1202 | Joachim von Fiore                                                             | - Erwartete das jüngste Gericht um 1260 | |
| † 1206 | Amalrich von Bena                                                             | - Gott lebt in allen Kreaturen (Pantheismus) - musste 1204 widerrufen | |
| 1232–1316 | Raimundus Lullus                                                              | - Averroist - Magische Wahrheitsscheibe aus Begriffskombinationen | |
| 1250/1260–1310 | Marguerite Porete                                                             | | |
| 1260–1328 | Meister Eckhart                                                               | - Vernunft ohne Kontemplation ist nicht vollendet | |
| 1295–1366 | Heinrich Seuse                                                                | | |
| 1300–1366 | Johannes Tauler                                                               | | |
| Die Philosophie der Renaissance und des Humanismus und damit die studia humanitatis war in ihrer Arbeitsweise noch ganz mittelalterlichen Traditionen verbunden, arbeitete also spekulativ und textbezogen, sie öffnete sich aber mehr und mehr auch bereits vorhandenen naturwissenschaftlichen Fragestellungen und Methoden, die dann das beherrschende Thema der Philosophie der Neuzeit bilden werden. Für diese Epoche spricht man auch vom Renaissance-Humanismus. Renaissance bedeutet Wiedergeburt. Die Periode wird so bezeichnet, weil die Texte der antiken griechischen und römischen Philosophen neu rezipiert wurden und zugleich eine Loslösung von den mittelalterlichen Schulen der Scholastik erfolgte. |                                                                               | | |
| In einer Zeit immer stärker wachsender und von der Kirche immer unabhängiger werdender Städte Italiens waren es vor allem die Dichter und Künstler, die schon sehr früh die Freiräume nutzten und eigenständige Sichtweisen auf die Welt entwickelten. |                                                                               | | |
| Periode | Philosoph                                                                     | Philosophie | Allgemeine Geschichte |
| 1305–1374 | Francesco Petrarca                                                            | - Gegner der Scholastik und des Aristotelismus | |
| 1313–1375 | Boccaccio                                                                     | - Begründer der italienischen Novelle | |
| 1452–1519 | Leonardo da Vinci                                                             | - Künstler, Architekt, Techniker und Anatom | |
| 1475–1564 | Michelangelo                                                                  | - Herausragender Maler und Bildhauer | |
| Die Humanisten gingen von dem allgemeinen Grundsatz der universalen Vorbildlichkeit der Antike aus. Prägend für die Bewegung war das auf Cicero zurückgehende Konzept der Humanität (humanitas). Dies verfolgte man durch das Studium des antiken Wissens (studia humanitatis), die besondere Pflege der Sprache und eine Betonung der Ästhetik. |                                                                               | | |
| Periode | Philosoph                                                                     | Philosophie | Allgemeine Geschichte |
| 1380–1449 | Poggio Bracciolini                                                            | - Einer der wichtigsten Humanisten und Wegbereiter der italienischen Renaissance; der einige der bedeutendsten Werke der Antike wiederentdeckte | |
| 1369–1444 | Leonardo Bruni                                                                | - Republikanischer Kanzler in Florenz | - 1361 Türken erobern Adrianopel |
| 1396–1459 | Giannozzo Manetti                                                             | - Übersetzung des Aristoteles - Wichtiges Werk; das Traktat De dignitate et excellentia hominis (1452) - Der Mensch, wird in seiner Körperlichkeit – anatomisch korrekt – als perfekt, ebenso wie die menschlichen Seele beschrieben - Die Vorstellung eines „Elend des Menschen“ (miseria hominis) wird abgelehnt | - 1389 Schlacht auf dem Amselfeld - Serbien wird türkisch. |
| um 1406–1457 | Lorenzo Valla                                                                 | - italienischer Humanist mit epikureischer Orientierung, Rhetoriker - Untersuchung der Freiheit des menschlichen Willens - Für eine positive Bewertung der Lust | - 1410 Schlacht bei Tannenberg |
| 1444–1485 | Rudolf Agricola                                                               | - Schrieb über die dialektische Denkmethode | - 1431 Verbrennung Jeanne d’Arcs |
| um 1450–1536 | Faber Stapulensis                                                             | - Erste französische Bibelübersetzung | |
| 1454–1494 | Angelo Poliziano                                                              | - Unterrichtete in Florenz griechische und lateinische Literatur | - 1453 Ende des Hundertjährigen Kriegs |
| 1455–1522 | Johannes Reuchlin                                                             | - Hebraist - Trat gegen den Strom für Toleranz gegenüber den Juden ein. | - 1453 Eroberung von Byzanz durch Mehmed II. |
| 1459–1508 | Conrad Celtis                                                                 | - Dichter, Kartograph und Historiograph | - 1485 Heinrich VII., erster König aus dem Haus Tudor |
| 1461–1535 | Ulrich Zasius                                                                 | - Vertreter einer humanistischen Jurisprudenz | - 1492 Kapitulation Grenadas |
| 1466–1536 | Erasmus von Rotterdam                                                         | - Kirchenkritischer Augustiner, aber gegen die Kirchenspaltung - Gegner Luthers in der Frage des Freien Willens - Für religiöse Toleranz und Ächtung von Nationalismus und Krieg. | - 1495 Reichstag zu Worms (Ewiger Landfrieden, Reichskammergericht) - 1517 Selim I. erobert Ägypten |
| 1486–1535 | Agrippa von Nettesheim                                                        | - Wissenschaft als „heilige Magie“ (gegen Zauberer) - in Gott sind alle Ideen vorhanden (Neuplatonismus) | |
| 1492–1540 | Juan Luis Vives                                                               | - frühe pädagogische Schriften | |
| 1497–1560 | Philipp Melanchthon                                                           | - Verband Gedanken der Reformation mit der Philosophie des Aristoteles | - 1529 Erste Wiener Türkenbelagerung |
| 1515–1563 | Sebastian Castellio                                                           | - Widersacher Calvins - Früher Vertreter des Rationalismus, setzte die Vernunft über die Dogmen; zum Beispiel wird das Abendmahl rein symbolisch gedeutet | - Étienne Dolet wurde am 3. August 1546 auf den Place Maubert in Paris hingerichtet. |
| 1517–1572 | Petrus Ramus                                                                  | - Wollte eine neue Logik entwickeln - Wurde in der Bartholomäusnacht ermordet | - 1556 Trennung der Habsburger in einen spanischen und einen österreichischen Teil |
| 1547–1606 | Justus Lipsius                                                                | - Umfangreicher Briefverkehr u. a. mit Montaigne - Lehrte Philosophie mit Bezug zum Stoizismus | |
| 1533–1592 | Michel de Montaigne                                                           | - Begründer der Essayistik - Humanist und Skeptiker | - 1581 Utrechter Union - 1562–1598 Hugenottenkriege |
| Die Philosophie der Renaissance schwenkte insbesondere im republikanischen Umfeld der Medici verstärkt zum Platonismus, nachdem auch bisher unbekannte Schriften infolge des Falls von Konstantinopel nach Italien gelangt waren. Im Vordergrund standen weniger Themen der Metaphysik, sondern Fragen der Ethik (Toleranz, Freiheit) und der politischen Philosophie (Volkssouveränität, Völkerrecht). |                                                                               | | |
| Periode | Philosoph                                                                     | Philosophie | Allgemeine Geschichte |
| 1355–1450 | Georgios Gemistos Plethon                                                     | - Kam aus Byzanz und übersetzte Platon - Regte bei den Medici die Neubegründung der Akademie an. | |
| 1394–1476 | John Fortescue                                                                | - Die Autorität des Königs beruht auf öffentlicher Zustimmung und nicht auf Gottes Gnade | - Ende des Hundertjährigen Krieges 1453 |
| 1395–1472/1484 | Georg von Trapezunt                                                           | - Verfechter der Philosophie des Aristoteles | |
| 1401–1464 | Nikolaus von Kues                                                             | - Die Mathematisierung der Gegenstände der Erfahrung sind Deutungen des Menschen. - Gott als Einheit der räumlich-zeitlichen Unendlichkeit - Zusammenfallen des Gegensätzlichen in der Vernunft | |
| 1403–1472 | Bessarion                                                                     | - Byzantiner und Platoniker - Begründete eine bedeutende Bibliothek | |
| 1433–1499 | Marsilio Ficino                                                               | - Erster Leiter der neuen Akademie in Florenz | - Die osmanische Eroberung von Konstantinopel 1453 |
| 1462–1524 | Pietro Pomponazzi                                                             | - Wollte Aristoteles ohne Thomismus und Averroismus - Lehnte Unsterblichkeit der Seele ab. | |
| 1463–1494 | Giovanni Pico della Mirandola                                                 | - Trat für die Menschenwürde ein. - Seine 900 Thesen wurden vom Papst verboten. | |
| 1469–1527 | Niccolò Machiavelli                                                           | - Politische Herrschaft ist nicht unter moralischen, sondern unter nützlichen Aspekten zu beurteilen - Die drei Staatszwecke der Republik sind Freiheit der Bürger, Größe und Gemeinwohl | |
| 1473–1538 | Agostino Nifo                                                                 | - übersetzte die Werke des Averroes, vielgelesener Aristoteliker | - Hernán Cortés besiegte 1521 die Azteken und wird Generalgouverneur von Neuspanien. |
| 1478–1535 | Thomas Morus                                                                  | - Schrieb eine Utopie über die beste Verfassung des Gemeinwesens ohne Privateigentum, mit Bildung für alle und Religionsfreiheit | |
| 1498–1576 | Mario Nizolio                                                                 | - verteidigte Cicero gegen Pseudophilosophen | |
| 1506–1582 | George Buchanan                                                               | - Volkssouveränität beinhaltet Widerstandsrecht | - Elisabeth I. wurde 1558 inthronisiert, Elisabethanisches Zeitalter - Baubeginn des Petersdom in Rom von 1502 bis 1626. |
| 1529–1597 | Francesco Patrizi                                                             | - Kritiker des Aristotelismus | - 1521 Magellan stirbt auf der ersten Weltumseglung |
| 1530–1596 | Jean Bodin                                                                    | - Im Naturrecht ist alleine das Volk der Souverän | - Die Hugenottenkriege 1562 bis 1598 in Frankreich. |
| 1533–1589 | Jacopo Zabarella                                                              | - Methodologie und Logik | |
| 1541–1603 | Pierre Charron                                                                | - Schrieb ein bekanntes moralphilosophisches Werk | - Konzil von Trient von 1562 bis 1563 - 1563 Baubeginn des Escorial in Madrid durch Philipp II. |
| 1548–1617 | Francisco Suárez                                                              | - Spätscholastiker - Vertrat aber die Freiheit des Einzelnen und die Idee des Staatsvertrages | - Die Weltumsegelung von Francis Drake (The Famous Voyage) 1577 bis 1580 |
| 1583–1640 | Uriel da Costa                                                                | - jüdischer Kritiker des Judentums - früher Vertreter eines Deismus | |
| 1585–1619 | Lucilio Vanini                                                                | - wurde in Paris als Ketzer verbrannt | - Spanische Armada unter Alonso Pérez de Guzmán bricht 1588 nach England auf |
| Die durch die Verkrustung der Kirche in der Scholastik ausgelöste Diskussion um ihre Reformbedürftigkeit führte unter der Überschrift „Zurück zur Schrift“ zur Reformation. Religiöse Riten wie Wallfahrten, Kasteiungen u. ä. wurden ebenso abgelehnt wie Ablassbriefe und Ämterkauf. Was alleine zählte, war das Wort, durch das der Mensch zu Gott findet. Dies war das Motiv zur wirkungsmächtigen Bibelübersetzung. |                                                                               | | |
| Periode | Philosoph                                                                     | Philosophie | Allgemeine Geschichte |
| 1330–1384 | John Wyclif                                                                   | - Bestritt den politischen Machtanspruch des Papstes | - 1377 Papst Gregor XI. verlegt die Residenz zurück nach Rom - 1378 Doppelpapst und „großes Abendländisches Schisma“ |
| 1369–1415 | Jan Hus                                                                       | - Die Bibel ist die einzige Autorität - Begründete die Bewegung der Hussiten | - 1415–1436 Hussitenkriege |
| 1483–1556 | Martin Luther                                                                 | - Gilt als geistiger Vater der Reformation - Gegen Ablassbriefe, Ämterkauf, Wallfahrten und Kasteiungen - Allein der Glaube, Allein die Schrift, Allein die Gnade | - 1414–1418 Konzil von Konstanz beendet das Schisma - 1524–1526 Deutscher Bauernkrieg |
| 1484–1531 | Ulrich Zwingli                                                                | - Wandte sich mit Luther gegen Ablasskrämer und mit Erasmus gegen den Krieg. | - 1484 Bulle des Papstes zur Hexenverfolgung |
| 1493–1573 | Johann Pfeffinger                                                             | - Hielt 1539 die erste evangelische Predigt in der Nikolaikirche in Leipzig. - Löste den Synergistischen Streit aus | |
| 1499–1560 | Johannes a Lasco                                                              | - Aus Polen stammender Reformator Frieslands | - 1525 Der Ordensstaat des Deutschen Ordens wird zu Preußen umgewandelt. - 1540 Gründung des Jesuitenordens |
| 1509–1564 | Johannes Calvin                                                               | - Verfasste den Genfer Katechismus und eine Kirchenordnung mit strenger Kirchenzucht | - 1607 Ansiedlung von Protestanten in Ulster - Erster Hugenottenkrieg (1562–1563) |
| Den Übergang in die neue Zeit weisen auch sehr deutlich die italienischen Naturphilosophen, die erheblichen Mut beweisen mussten, weil sie immer wieder der Gefahr ausgesetzt waren, dass ihre neuen Erkenntnisse von der Kirche abgelehnt und sie von der Inquisition verfolgt wurden. Schrittweise setzten sie auch mit hohen persönlichen Opfern durch, dass die Ergebnisse empirischer Forschung nicht geleugnet werden konnten. |                                                                               | | |
| Periode | Philosoph                                                                     | Philosophie | Allgemeine Geschichte |
| 1473–1543 | Nikolaus Kopernikus                                                           | - Heliozentrisches Weltbild aufgrund von Beobachtungen | - 1487/88 Diaz entdeckt das Kap der guten Hoffnung |
| 1493–1541 | Paracelsus                                                                    | - Kritisierte die herkömmliche Medizin - Formulierte die Signaturenlehre zum Auffinden von Heilmittelträgern - Verwendete alchemistische Techniken zur Extraktion von Wirkstoffen - Entwickelte pharmazeutische Kenntnisse (Laudanum) | - 1492 Kolumbus entdeckt Amerika |
| 1501–1576 | Gerolamo Cardano                                                              | - Erfand als Mediziner und Mathematiker das Kardangelenk | - 1497–1499 Vasco da Gama entdeckt den Seeweg nach Indien |
| 1509–1588 | Bernardino Telesio                                                            | - Licht und Wärme sind bewegende Urkräfte - gründete eine Akademie der Naturforscher | - 1499 Amerigo Vespucci erforscht die Ostküste Südamerikas |
| 1519–1603 | Andrea Cesalpino                                                              | - Botaniker und Physiologe | - Societas Jesu, SJ gegründet am 15. August 1534 von einem Freundeskreis um Íñigo López de Loyola |
| 1548–1600 | Giordano Bruno                                                                | - Starb wegen Pantheismus durch die Inquisition auf dem Scheiterhaufen - Verkündete die Unendlichkeit des Universums als System zahlloser vergänglicher Welten und Gott als Quelle ewigen Wandels - Gott ist das Lebensprinzip jedes Einzeldings, des größten und des kleinsten - Theorie der Monaden | - 1543 Spanien gründet das Vizekönigreich Peru |
| 1564–1642 | Galileo Galilei                                                               | - Fallgesetze als Ausgangspunkt der Mechanik - Das Buch der Natur ist in der Sprache der Mathematik geschrieben. - Systematisches Experiment durch Eingriffe in die Natur - wahre Naturerkenntnis ist quantitativ | - 1602 Gründung der Niederländischen Ostindien-Kompanie |
| 1568–1639 | Tommaso Campanella                                                            | - Utopie: Der Sonnenstaat - Verbrachte durch die Inquisition 27 Jahre im Kerker - alles Wissen ist Wahrnehmung (Sensualismus) - alle Welterkenntnis hat ihren Ursprung in der Selbsterkenntnis | |
| 1571–1630 | Johannes Kepler                                                               | - Bestätigte Kopernikus mathematisch | |
| 1592–1655 | Pierre Gassendi                                                               | - Bestätigte als Astronom Berechnungen Keplers - Setzte sich als Atomist philosophisch mit Aristoteles und Epikur auseinander | - Robert Boyle (1627–1692) entwickelt einen modernen Elementbegriff und fordert eine systematische auf exakten Experimenten beruhende Naturwissenschaft |
| Die Philosophie in der Zeit von Barock und Aufklärung (17. und 18. Jahrhundert) ist ein Abschnitt der Philosophiegeschichte, der einerseits vom neuen naturwissenschaftlichen Weltbild und den dazugehörigen mathematischen Methoden (analytische Geometrie, Analysis) bestimmt war; andererseits trieb das Streben nach Freiheit und Bürgerrechten auf Umwälzungen zu, die in der Französischen Revolution gipfelten. Der Ansatz des Rationalismus, der das Subjekt und die Vernunft in den Vordergrund stellte, stand im Widerstreit zu dem des Empirismus, der in seiner philosophischen Welterklärung nur solche Hypothesen akzeptierte, die sich auf sinnliche Wahrnehmung zurückführen lassen. |                                                                               | | |
| Der Rationalismus (von lateinisch ratio – Vernunft) ist eine Annahme, der zufolge der Verstand die objektive Struktur der Wirklichkeit zu erkennen vermag, und zwar sowohl auf physikalischem, metaphysischem als auch auf moralischem Gebiet. |                                                                               | | |
| Periode | Philosoph                                                                     | Philosophie | Allgemeine Geschichte |
| 1596–1650 | René Descartes                                                                | - Systematischer Zweifel verdrängt nicht die Gewissheit eigenen Bewusstseins (Cogito ergo sum) - es gibt evidente Vorstellungen (eingeborene Ideen), insbesondere das Dasein Gottes (eigener Gottesbeweis) und die Wahrheiten der Mathematik - begründet mit der Entgegensetzung von ausgedehnter Materie (res extensa) und Geist (res cogitans) eine dualistische Weltsicht - Auch als Mathematiker (Analytische Geometrie) und Wissenschaftstheoretiker bedeutend | - 20. März 1602 Gründung der Niederländischen Ostindien-Kompanie - 1618 Prager Fenstersturz - 1618–1648 Dreißigjähriger Krieg - 1630 Schweden tritt in den Krieg ein. |
| 1623–1662 | Blaise Pascal                                                                 | - Mathematiker (Wahrscheinlichkeitsrechnung, Pascalsches Dreieck), Naturforscher (Vakuum) und Literat - erfand eine Rechenmaschine, die Pascaline - nahm mit den Lettres provinciales Stellung zugunsten der Jansenisten - Pensées sind persönliche Gedanken über Leiden und Glauben | - 1634 Ermordung Wallensteins |
| 1632–1677 | Baruch de Spinoza                                                             | - Begründer der modernen Bibelkritik - Die Erkenntnis Gottes aus der Vernunft hat Vorrang vor der Offenbarung (Bibel) - Metaphysik - Eine Substanz ist Ursprung allen Seins (Monismus) - Diese eine Substanz ist Gott - Alles Sein hat Anteil an dieser Substanz (Pantheismus) - Jeder körperliche Vorgang hat ein geistiges Pendant und umgekehrt (Parallelismus von Körper und Geist) - Erkenntnistheorie - Nur adäquate Ideen führen zu wahrer Erkenntnis - Nur auf Gott bezogene Ideen können adäquat sein - Ethik - Erziehung zur Vernunft (nur diese liefert adäquate Ideen) - Streben nach adäquaten Ideen - Selbstbestimmung durch adäquate Handlungen - Es gibt keine absolute Freiheit - Freiheit heißt vielmehr Handeln aus adäquaten Ursachen und Ideen - Politische Philosophie - Im Naturzustand strebt alles danach, sein Sein zu erhalten - Eine staatliche Gemeinschaft erhöht die Chance auf Selbsterhaltung - Der Staat strebt ebenfalls nach Selbsterhaltung - Diese ist aber nur gewährleistet, wenn vernünftig (im Sinne der Bürger) regiert wird | - 1648 Westfälischer Friede - 1648 Anerkennung der Niederlande |
| 1646–1716 | Leibniz                                                                       | - Kleinste Einheit aller Dinge sind die Monaden - Eine Monade ist der Kraftpunkt einer Substanz - Mechanistisches Weltbild - Prästabilierte universelle Harmonie - Die Welt ist die bestmögliche aller Welten - Gott als vollkommenstes Seiendes, als unendliches Ganzes (Infinitesimal) der Welt - Gottesbeweis nach dem alles, was vollkommen ist, auch existieren muss - Rechtfertigung des Übels in der Welt (Theodizee) - Kriterium menschlichen Handelns muss Gottes Wille sein - Entwickelt maßgeblich die mathematische Logik weiter - Entdecker der Infinitesimalrechnung (zeitgleich mit Isaac Newton) | - Robert Hooke (1635–1703) entwirft eine Luftpumpe zum Nachweis des luftleeren Raumes; für ihn ist Materie aus unsichtbar kleinen, schwingenden Teilchen aufgebaut |
| Der Okkasionalismus (von lateinisch occasio, Gelegenheit, Anlass) vertrat die zentrale These, dass Körper und Geist keinen kausalen Einfluss aufeinander haben, sondern durch Gott vermittelt sind. |                                                                               | | |
| Periode | Philosoph                                                                     | Philosophie | Allgemeine Geschichte |
| 1625–1699 | Arnold Geulincx                                                               | - Gott ist „gelegentlich“ in jeder Handlung tätig - er verbindet Rationalismus und Mystizismus - er leugnet jeden kausalen oder auf Kausalität begründenden Zusammenhang zwischen Körper und Geist | - 1648–1653 Fronde |
| 1626–1684 | Géraud de Cordemoy                                                            | - Physiologe - Cartesianer und Okkasionalist - Vertreter des Atomismus mit großen Einfluss auf die französischen Philosophen des Materialismus | - Hexenprozesse von Salem (Salem witch trials) im Jahr 1692 in Neuengland |
| 1638–1715 | Nicolas Malebranche                                                           | - Das Zusammenspiel von Leib und Seele wird von Gott hervorgerufen | |
| Andere Philosophen |                                                                               | | |
| Periode | Philosoph                                                                     | Philosophie | Allgemeine Geschichte |
| 1557–1638 | Johannes Althusius                                                            | - Der Staat beruht auf einem Gesellschaftsvertrag. - Das Volk ist politisch und religiös autonom. | |
| 1575–1624 | Jakob Böhme                                                                   | - Mystiker: Gott als Leben, Kraft und Wille - Die Welt ist wie ein Baum, von de Wurzel bis zur Blüte vom Lebenssaft des Einen durchdrungen. - Setzte sich für die Idee des Freien Willens und die persönliche Freiheit ein. | |
| 1583–1645 | Hugo Grotius                                                                  | - Begründer des Völkerrechts - unveräußerliches Recht an der Person | |
| 1624 getauft -1677 | Angelus Silesius                                                              | - Mystiker, bekannt für seine Epigramme | |
| 1668–1744 | Giambattista Vico                                                             | - Geschichtsphilosoph | - Georg Ernst Stahl (1659–1734) experimentierte mit chemischen Verbindungen und erweiterte die Phlogistontheorie |
| Der Empirismus (griechisch εμπειρισμός, Erfahrung) ist eine erkenntnistheoretische Richtung in Philosophie und Psychologie, die alle Erkenntnisse aus Sinneserfahrungen ableitet. Als logischer Empirismus und Konstruktiver Empirismus wirkt er bis in die Gegenwartsphilosophie. |                                                                               | | |
| Periode | Philosoph                                                                     | Philosophie | Allgemeine Geschichte |
| 1561–1626 | Francis Bacon                                                                 | - Wissen ist Macht - Forderte naturwissenschaftliche Forschung (ars inveniendi) - Induktion als Fortschritt vom Konkreten zum Allgemeinen - Schrieb die Utopie: Neu Atlantis | - 1599–1658 Oliver Cromwell |
| 1588–1679 | Thomas Hobbes                                                                 | - Alle Naturerkenntnis basiert auf Geometrie - Philosophie ist die Lehre von der Bewegung der Körper - Staatsphilosophie - Im Naturzustand herrscht ein Kampf aller gegen alle (bellum omnium contra omnes) - Es gibt keine naturgegebenen Rechte, die das Miteinander regeln (homo homini lupus est) - Die Sicherheit des Einzelnen ist permanent gefährdet - Deshalb schließen die Menschen einen (unkündbaren) Gesellschaftsvertrag - Ziel ist die Schaffung einer öffentlichen Ordnung - Die individuelle Freiheit wird zugunsten der Sicherheit eingeschränkt - Die Ausübung der Staatsgewalt wird auf einen Souverän übertragen - Die Macht des Souveräns ist absolut und ungeteilt (absolutistische Staatstheorie) - Widerstand ist nur bei einer Gefährdung des Selbstbehauptungsrechts des Einzelnen oder des Volkes legitim - Seine Legitimation erhält der Souverän vom Volk und nicht mehr von Gott | - 1642–1649 Englischer Bürgerkrieg - 1660 Stuart-Restauration der Monarchie |
| 1611–1677 | James Harrington                                                              | - Politischer Philosoph - Utopie: The commonwealth of Oceana | |
| 1632–1704 | John Locke                                                                    | - Frage nach dem letzten Grund von Sein ist nicht beantwortbar - Empirismus - Das Bewusstsein ist bei Geburt eine tabula rasa - „Nichts ist im Verstand, was nicht vorher in den Sinnen gewesen ist“ (Sensualismus) - Der Verstand verarbeitet die Sinneswahrnehmungen weiter - Mechanistisches Weltbild - Staatsphilosophie - Privateigentum, Freiheit und Leben sind von Gott verliehene Naturrechte - Jeder ist bei der Durchsetzung dieser Rechte aber auf sich allein gestellt - Der Naturzustand ist also ein Rechtsraum ohne Rechtsgleichheit und Rechtssicherheit - Zur Herstellung von Rechtsgleichheit und -sicherheit schließen die Menschen einen Gesellschaftsvertrag - Die Aufgabe, die Naturrechte durchzusetzen wird darin treuhänderisch an die politische Gemeinschaft (Staat) delegiert - Höchstes Organ ist die Legislative (die Regierung), sie repräsentiert das Volk - und kontrolliert die Exekutive, den Monarchen (konstitutionelle Monarchie) - Die Legislative ist absetzbar, wenn sie den Gesellschaftsvertrag bricht - Das Volk ist somit Souverän, der Herrscher erhält seine Legitimation vom Volk und ist nicht mehr Herrscher von Gottes Gnaden - Hatte wesentlichen Einfluss auf die Verfassung der Vereinigten Staaten | - 1679 Habeas Corpus Act - 1688 Glorious Revolution - 1689 Bill of Rights - 1686 das newtonsche Gravitationsgesetz wurde in seinem Werk Philosophiae Naturalis Principia Mathematica formuliert |
| 1685–1753 | George Berkeley                                                               | - Empirist und Idealist - Sein ist Wahrgenommen werden (esse est percipi) - Die Welt ist ein Phänomen menschlichen Bewusstseins | - 1707 Realunion von England und Schottland |
| 1694–1746 | Francis Hutcheson                                                             | - Empirist und Ökonom, der die Moral in den Vordergrund stellte. | - 1757 Schlacht bei Plassey – Beginn der britischen Kolonialherrschaft in Indien |
| 1711–1776 | David Hume                                                                    | - Empirist mit Skepsis - Kausalanalyse: Untersucht das Wesen kausaler Beziehungen und die menschliche Erkenntnis darüber - Induktionsproblem: Problematisiert induktive Schlüsse aus der Erfahrung - Religionskritiker und Ökonom | - 1759/60 England erobert Quebec und Montreal - 1773 Boston Tea Party |
| 1723–1790 | Adam Smith                                                                    | - Begründer der Politischen Ökonomie und Arbeitswerttheorie. Er war nicht nur bedeutender Ökonom und liberaler Staatstheoretiker, sondern auch Moralist, der den externen Beobachter erfand. | - 1783 Friede von Paris beendet Amerikanischen Unabhängigkeitskrieg - 1759–1806 William Pitt der Jüngere |
| Cambridger Platoniker |                                                                               | | |
| Periode | Philosoph                                                                     | Philosophie | Allgemeine Geschichte |
| 1614–1687 | Henry More                                                                    | - Briefwechsel mit Descartes - Kritisierte ein mechanistisches Weltbild, den Materialismus und den Atheismus - auch der Geist hat räumliche Ausdehnung in einer eigenen Sphäre - der Raum ist absolut, homogen, immateriell und unendlich - Forderung nach rationaler Nachvollziehbarkeit der Glaubensinhalte und Ablehnung des religiösen Dogmatismus - Die grundlegenden ethischen Prinzipien sind sie dem Menschen angeboren und mathematischen Axiomen vergleichbar. - lehrte die Präexistenz der Seele | - Englischer Bürgerkrieg von 1642 bis 1649 zwischen König Karl I. („Cavaliers“) gegen das englische Parlament („Roundheads“) |
| 1617–1688 | Ralph Cudworth                                                                | - Kritisierte Atheismus und Determinismus, auch die calvinistischen Lehre von der „doppelten Prädestination“ - Nahm die Unabhängigkeit des Intellekts von der Sinneswahrnehmung an | |
| Weitere britische Aufklärer |                                                                               | | |
| Periode | Philosoph                                                                     | Philosophie | Allgemeine Geschichte |
| 1643–1727 | Isaac Newton                                                                  | - Herausragender Naturwissenschaftler, Hauptwerk: Philosophiae Naturalis Principia Mathematica - Schuf mit den Newtonschen Gesetzen eine neue Theorie der Bewegung mit der Gravitation als Grundlage der Klassischen Mechanik - gab im Bereich der Optik eine Erklärung des Lichtspektrums und vertrat gegen Huygens eine Teilchentheorie des Lichts - Vertrat gegen Leibniz eine Theorie des absoluten Raumes und der absoluten Zeit - entwickelte parallel zu Leibniz die Infinitesimalrechnung - kritisierte den Rationalismus von Descartes und Leibniz - befürwortete in der Nachfolge Galileis stark die experimentelle, induktive Methode und wandte sich gegen eine spekulative Philosophie („Hypothesen bilde ich nicht“) - formulierte als Regeln des Philosophierens Einfachheit, Anerkennung der Kausalität, Ableitung von Lehrsätzen aus der Erfahrung und Nachweis der Gesetzmäßigkeiten durch Experimente - Naturerscheinungen sind auf mathematische Gesetze zurückzuführen - Kritisierte die Trinitätslehre und vertrat die Auffassung, dass Gott als geistiges Prinzip in der Wechselwirkung aller Körper präsent ist, wenn er dieses will. | |
| 1671–1713 | Lord Shaftesbury                                                              | - Schrieb über Freiheit und Moral - Wandte sich gegen Hobbes’ Egoismus | - Act of Union 1707 Vereinigung des Königreichs England und des Königreichs Schottland - Kleine Eiszeit Kälteperioden mit mehreren Temperaturminima, etwa von 1675 bis 1715 |
| 1675–1729 | Samuel Clarke                                                                 | - versuchte die Natürliche Theologie und die Moral neu zu begründen - wandte sich ebenso gegen Pantheismus wie gegen Skeptizismus - stritt mit Leibniz in berühmten Briefen über den Atheismus-Vorwurf gegen Newton | |
| 1678–1751 | Lord Bolingbroke                                                              | - Bewirtete Voltaire im Exil | - Thomas Newcomen konstruierte 1712 erste verwendbare Dampfmaschine |
| 1721–1793 | William Robertson                                                             | - Schottischer Historiker und Sozialethiker des Scottish Enlightenment. | |
| 1723–1816 | Adam Ferguson                                                                 | - Schottischer Historiker und Sozialethiker der Aufklärung - Mitbegründer der wissenschaftlichen Disziplin Soziologie | |
| 1728–1777 | Thomas Reid                                                                   | - Begründer der schottischen Schule - Common-Sense-Philosophie als Kritik Humes | |
| 1729–1797 | Edmund Burke                                                                  | - Antiaufklärer - Hierarchie im Staat ist natur- und gottgegeben. | |
| 1737–1794 | Edward Gibbon                                                                 | - Historiker - The History of the Decline and Fall of the Roman Empire | |
| Das Zeitalter der Aufklärung ist eine Epoche in der geistigen Entwicklung der westlichen Gesellschaft im 17. bis 18. Jahrhundert, die besonders durch das Bestreben geprägt ist, das Denken mit den Mitteln der Vernunft von althergebrachten, starren und überholten Vorstellungen, Vorurteilen und Ideologien zu befreien und Akzeptanz für neu erlangtes Wissen zu schaffen. Es ist die Bewegung der Säkularisierung und eine Abkehr von der absolutistischen hin zu einer demokratischen Staatsauffassung. Der Liberalismus mit seinem Konzept der Menschen- und Bürgerrechte kam auf. Aufklärung im Sinn einer Herrschaft der Vernunft fand schon im 17. Jahrhundert statt. Aufklärung als bürgerliche Emanzipation erstreckt sich etwa von 1730 bis 1800. Diese Periode wurde vor allem durch die von Diskussionen um die mehrfach verbotene Encyclopédie in Frankreich bestimmt („le siècle des lumières“: das Zeitalter der Lichter). Im Politischen hatte sie ihren Höhepunkt in der französischen Revolution. |                                                                               | | |
| Periode | Philosoph                                                                     | Philosophie | Allgemeine Geschichte |
| 1612–1694 | Arnauld                                                                       | - Vertreter des Jansenismus in Port Royal - schrieb über den Einfluss der Grammatik auf die Lautbildung - mit Pierre Nicole Verfasser der Logik von Port-Royal | - 1661 Ludwig XIV. übernimmt selbst die Regierung - Devolutionskrieg von 1667 bis 1668 |
| 1612–1694 | Meslier                                                                       | - katholischer Priester, (curé; abbé) - vertrat einen konsequent materialistischen, atheistischen Standpunkt - er schrieb eine radikale Kirchen- und Religionskritik | |
| 1647–1706 | Bayle                                                                         | - hugenottischer Frühaufklärer, erforschte den Halleyschen Kometen - forderte Gewissensfreiheit und Toleranz in der Religion - Dictionnaire historique et critique | - 1618–1693 Colbert, der „Erfinder“ des Merkantilismus - 1766 Lothringen kommt zu Frankreich |
| 1657–1757 | de Fontenelle                                                                 | - Frühaufklärer und Schriftsteller - blieb der Cartesianischen Physik verhaftet, auch nachdem sie durch die Arbeiten Isaac Newtons überholt war - 1752 vertrat er in seiner Théorie des tourbillons cartésiens die Wirbeltheorie von Descartes aus dem Jahre 1644 | - Niederländisch-Französischer Krieg von 1672 bis 1678 |
| 1689–1755 | Montesquieu                                                                   | - Geschichtsphilosoph und Staatstheoretiker - Lieferte mit der Idee der Gewaltenteilung eine wichtige Grundlage für die amerikanische Verfassung | - Étienne François Geoffroy (1672–1731) veröffentlicht 1718 Tabellen chemischer Affinitäten, mit denen Stoffe nach ihrer relativen Bindungsstärke geordnet werden |
| Als die Enzyklopädisten werden die 144 Beiträger der Encyclopédie ou Dictionnaire raisonné des sciences, des arts et des métiers bezeichnet. Aber nicht alle französischen Aufklärer waren Enzyklopädisten. |                                                                               | | |
| Periode | Philosoph                                                                     | Philosophie | Allgemeine Geschichte |
| 1694–1778 | Voltaire                                                                      | - Kritiker des Absolutismus, des Klerus und der Feudalherrschaft - Enzyklopädist | - 1673–1678 Holländischer Krieg - Erdbeben von Lissabon 1755 |
| 1698–1759 | Maupertuis                                                                    | - Entdeckte das Prinzip der kleinsten Wirkung | - Krieg gegen die Liga von Augsburg 1688–1697 - Spanischer Erbfolgekrieg 1701–1713 |
| 1706–1749 | Émilie du Châtelet                                                            | - Mathematikerin und Physikerin - Übersetzte Newtons Philosophiae Naturalis Principia Mathematica ins Französische, wobei sie die Notation von Leibniz verwendete - Schrieb mit Voltaire eine Einführung in die Principia Mathematica - Arbeitete mit Willem Jacob ’s Gravesande über kinetische Energie, wobei sie die Position von Leibniz gegen Newton stützte - Beeinflusste Maupertuis und de La Mettrie mit ihren Überlegungen zur Bewegung, zum freien Willen, sowie zur denkenden Materie, zu Zahlen und dem Weg zu einer substantiellen Metaphysik - Ihr Werk Institutionen der Physik diente teilweise als Grundlage der Encyclopédie im Bereich der Physik - Lehnte wie Voltaire Offenbarungsreligionen ab - Forderte die Teilhabe von Frauen an allen Menschenrechten | |
| 1709–1751 | La Mettrie                                                                    | - Materialist, Atheist und Religionskritiker - Die Seele ist eine Körperfunktion - Schuldgefühl („remords“) ist Erzübel des Menschen - Angefeindet von frz. Aufklärern (F.A. Lange: „Prügelknabe“) | |
| 1712–1778 | Rousseau                                                                      | - Erziehungs- und Staatsphilosoph - Enzyklopädist - Wegbereiter der Französischen Revolution - Der Mensch ist von Natur aus gut - Friedfertiger, auf Freiheit und Gleichheit Aller beruhender Naturzustand - Entfremdung und Verfall des Naturzustandes, u. a. durch Entstehung von Privateigentum - Gesellschaftsvertrag (contrat social) hebt diese Entfremdung auf (zurück zur Natur) - Volonté générale (allgemeiner Wille) als Regulativ ist Hauptbestandteil des Vertrags - Modell einer radikalen Demokratie | - Ludwig XIV. Louis le Grand stirbt am 1. September 1715 |
| 1713–1784 | Diderot                                                                       | - Mitherausgeber der Encyclopédie - Der Erkenntnisprozess als eine Wechselwirkung zwischen Beobachtung, kombinierender Reflexion und Experiment - Die sensibilité universelle ist der Materie zu eigen und ermöglicht den Übergang vom anorganisch, toten zum organisch, lebenden Zustand - Materialist - Enzyklopädist | - Regentschaft des Philippe II. d’Orléans von 1715 bis 1723 (Régence) - Ludwig XV. übernimmt 1726 die Regierungsgeschäfte Frankreichs - Louis Antoine de Bougainvilles Weltumseglung 1766–1769 |
| 1715–1771 | Helvétius                                                                     | - Sensualist und Materialist | - 1717–1780 Maria Theresia - Der Arzt, Apotheker, Chemiker Gabriel-François Venel (1723–1775) liefert in der Encyclopédie 673 Beiträge über die Themen Chemie, Pharmazie, Physiologie und Medizin |
| 1715–1780 | Condillac                                                                     | - Sensualist wie John Locke - Unterschied natürliche Zeichen und künstliche Zeichen (Sprache und Schrift) | - Katharina die Große 1729–1796 - Siebenjähriger Krieg 1756–1763 |
| 1717–1783 | d’Alembert                                                                    | - Mathematiker und Physiker - Mitherausgeber der Encyclopédie, Enzyklopädist | - Frühe Form des Rokoko (Regence) von 1715 bis 1730 - Frankreich kauft Korsika von der Republik Genua 1768 |
| 1723–1789 | d'Holbach                                                                     | - Materialist, der die Religion als die größte Feindin der Moral sah. - Mitarbeiter der Encyclopédie. - Wichtigstes Werk Système de la nature ou des loix du monde physique & du monde moral (1770) | - 1789 Französische Revolution |
| 1735–1820 | Robinet                                                                       | - Sensualist - Enzyklopädist | - Blüte des Rokoko von 1730 bis 1770 - 1793 Hinrichtung Ludwig XVI. |
| 1740–1814 | de Sade                                                                       | - radikalisierte den französischen Materialismus zum Amoralismus | |
| 1743–1794 | Condorcet                                                                     | - Liberaler Enzyklopädist - Legte seinen Adelstitel ab. - Trat für das Frauenwahlrecht, die Abschaffung der Sklaverei und für den Freihandel ein | - Terrorregime Robespierres 1794 - Napoleon wird Oberbefehlshaber der französischen Streitkräfte 1796 |
| 1748–1836 | Sieyes                                                                        | - Vertreter des Dritten Standes - trug maßgeblich zur neuen Verfassung bei - vertrat eine repräsentative Demokratie - setzte Trennung von Staat und Kirche durch | |
| 1760–1797 | Babeuf                                                                        | - Ideengeber des Frühsozialismus - Kritiker des Direktoriums und Begründer der Verschwörung der Gleichen | - Frankreich erklärt Preußen und Österreich den Krieg 1792 |
| In der Nachfolge von Leibniz war die deutsche Aufklärung geprägt durch den Rationalismus und die von Christian Wolff ausgehende Schule des Wolffianismus. Ursprünglich selbst in dieser Tradition stehend, wurde Immanuel Kant zum Mahner, der in seinen drei Kritiken auf die Grenzen der Vernunft verwies. Indem er die spekulative Metaphysik aufhob und nach den Bedingungen der Möglichkeit von Erkenntnis fragte, gab er der abendländischen Philosophie eine neue Denkrichtung. |                                                                               | | |
| Periode | Philosoph                                                                     | Philosophie | Allgemeine Geschichte |
| 1632–1694 | Samuel von Pufendorf                                                          | - Naturrechtsphilosoph, Historiker sowie Natur- und Völkerrechtslehrer am Beginn des Zeitalters der Aufklärung - Befürwortung eines einheitlichen Völkerrechts - Beeinflusst die Naturrechtler Christian Thomasius, Christian Wolff und Karl Anton von Martini - betonte die Menschenwürde - entwarf eine Pflichtethik | - Dreißigjähriger Krieg von 1618 bis 1648, Friedensschluss im Friedenskongress von Münster und Osnabrück 1641–1648 - Johann Joachim Becher (1635–1682) untersuchte Verbrennungsprozesse und entwickelte die Theorie des Phlogistons |
| 1655–1728 | Christian Thomasius                                                           | - Mitinitiator der deutschen Aufklärung - hält als erster Philosoph Vorlesungen in deutscher Sprache | - 1701 Friedrich III. von Brandenburg wird Friedrich I. von Preußen - die 15-jährige Magd Dorothee Elisabeth Tretschlaff war das letzte Todesopfer der Hexenverfolgung in Brandenburg am 17. Februar 1701 |
| 1679–1754 | Christian Wolff                                                               | - rationalistische, in Deutschland im 18. Jahrhundert vorherrschende Lehre (in Austausch mit Leibniz fortentwickelt) - Schuf grundlegende Begriffe wie „Bedeutung“, „Aufmerksamkeit“, „an sich“ | - 1703 Gründung von Sankt Petersburg – Peter der Große |
| 1700–1766 | Johann Christoph Gottsched                                                    | - Schüler Wolffs - Übersetzte das Lexikon von Bayle | - 1713–1740 Friedrich Wilhelm I., der Soldatenkönig |
| 1712–1775 | Christian August Crusius                                                      | - Gegner Wollfs - Unterscheidung Erkenntnisgrund und Realgrund | - 1740–1786 Friedrich II., der alte Fritz oder Friedrich der Große |
| 1714–1762 | Alexander Gottlieb Baumgarten                                                 | - Begründer der Ästhetik (im Rahmen der Wolffschen Systematik) - Schrieb das Lehrbuch, nach dem Kant unterrichtete. | - 1756–1763 Siebenjähriger Krieg |
| 1724–1804 | Immanuel Kant                                                                 | - Vollender der Aufklärung - Kritik der reinen Vernunft - Was kann ich wissen? - Bestimmung der Grenzen menschlicher Erkenntnis - Synthese von Empirismus und Rationalismus - Das „Ding an sich“ ist für den Menschen nicht erkennbar - Transzendentaler Idealismus - Kopernikanische Wende - Kritik der praktischen Vernunft - Was soll ich tun? - Kategorischer Imperativ - Vernunft- und Pflichtethik - Kritik der Urteilskraft - Vermittlung zwischen Natur und Freiheit - Teleologie - Ästhetik - Geschichte, Politik, Religion - Was darf ich hoffen? - Die Religion innerhalb der Grenzen der bloßen Vernunft (Positive Religion ist „Afterdienst“) - Zum ewigen Frieden (Philosophischer Entwurf zur Frage des Friedens zwischen Staaten in Form eines Friedensvertrages) - Idee zu einer allgemeinen Geschichte in weltbürgerlicher Absicht (Ziel des Zusammenlebens ist eine bürgerliche 'Republik) | - 1772 erste Teilung Polens - 4. April 1775 im Fürststift Kempten wird der Anna Schwegelin wegen Teufelsbuhlschaft als letzter Hexe auf heutigem deutschen Boden der Prozess gemacht. |
| 1753–1807 | Christian Jakob Kraus                                                         | - Philosoph und Ökonom in der Spätzeit der Aufklärung - Bedeutender Vertreter einer liberalen geistigen Strömung und hinsichtlich auf die preußischen Verhältnisse mit einer radikalen Grundhaltung. - Unter dem Einfluss von Immanuel Kant und Johann Georg Hamann | |
| 1728–1777 | Johann Heinrich Lambert                                                       | - Mathematiker und Erkenntnistheoretiker - Stand mit Kant in regem Briefkontakt. | |
| 1729–1781 | Lessing                                                                       | - Schriftsteller, der sich für Toleranz der Religionen einsetzte - Gab wichtige Impulse in der Ästhetik | |
| 1729–1786 | Moses Mendelssohn                                                             | - Wirkte für die Verbindung der Religionen - Freund Lessings | |
| 1736–1805 | Johannes Nikolaus Tetens                                                      | - Nähe zu Leibniz und Wolff | - 1786–1797 Friedrich Wilhelm II. |
| 1742–1798 | Christian Garve                                                               | - Populärphilosoph und Empirist - Anonyme, verstümmelnde Rezension der „Kritik der reinen Vernunft“ | - 1797–1840 Friedrich Wilhelm III. |
| Spanische bzw. Hispanoamerikanische Aufklärung |                                                                               | | |
| Periode | Philosoph                                                                     | Philosophie | Allgemeine Geschichte |
| 1676–1764 | Benito Jerónimo Feijoo                                                        | - Förderte als Vorläufer der Aufklärung das wissenschaftliche Denken in Spanien. - Versuchte Aberglauben und Volksglauben zu widerlegen. | |
| 1725–1803 | Pablo de Olavide                                                              | - Afrancesado, hatte starke Beziehungen zu den Ideen der französischen Aufklärung - Philanthrop - Spätwerk El Evangelio en triunfo o historia de un filósofo desengañado (1797) ist eine Apologie des Christentums | - Polnischer Erbfolgekrieg (1733–1738) |
| 1723–1802 | Pedro Rodríguez de Campomanes                                                 | - Übersetzte Werke von Adam Smith | - Österreichischer Erbfolgekrieg (1740–1748) |
| 1747–1795 | Eugenio Espejo                                                                | - verbindet die Ideen der Aufklärung mit der sozialen und kulturellen Wirklichkeit des kolonialen Quito. - tritt das Ideal der Gleichheit von Indígenas, Mestizen und europäischen Kolonialisten ein | - Neuaufteilung der Hispanoamerikanischen Provinzen 1782 bis 1786 unter Karl III. von Spanien |
| Prosveščenie oder Aufklärung erhielt ab der zweiten Hälfte des 18. Jahrhunderts im russischen Zarenreich, vor allem unter dem Einfluss von Katharina II. als Repräsentantin eines aufgeklärten Absolutismus, die Bedeutung für zentrale Begriffe wie Bildung, europäische Zivilisation, Emanzipation der menschlichen Verstandeskräfte, Modernisierung und Organisation des russischen Staatswesens aber auch im engeren Sinne die Teilhabe Russlands an der europäischen Emanzipationsbewegung der Zeit der Aufklärung. |                                                                               | | |
| Periode | Philosoph                                                                     | Philosophie | Allgemeine Geschichte |
| 1749–1802 | Alexander Nikolajewitsch Radischtschew                                        | - Gegner der Leibeigenschaft - Ideen der Aufklärung (Naturrecht) - Gegner des Obskurantismus | - Großer Nordischer Krieg von 1700 bis 1721 |
| 1711–1765 | Michail Wassiljewitsch Lomonossow                                             | - Dichter, Naturwissenschaftler und Reformer der russischen Sprache - Gegner der Phlogistontheorie - Geprägt durch Christian Wolff | - Russisch-Türkischer Krieg von 1768 bis 1774 |
| 1704–1795 | Iwan Iwanowitsch Bezkoi                                                       | - Gründung des ersten einheitlichen russischen Systems für die öffentlichen Bildung - Enge Kontakte zu den Enzyklopädisten, so zu Jean-Jacques Rousseau, Denis Diderot | - Pugatschow-Aufstand oder auch Russischer Bauernkrieg von 1773 bis 1775 |
| Die Philosophie des 19. Jahrhunderts reicht von der Romantik und dem Idealismus als einen der Höhepunkte der deutschen Philosophie über die vor allem in Frankreich und England starke Gegenbewegung des Positivismus, den Materialismus von Marx und Feuerbach und so starke Einzeldenker wie Schopenhauer, Nietzsche und Kierkegaard bis hin zum Neukantianismus, Pragmatismus und zur Lebensphilosophie. Sie zerfällt damit in so viele verschiedene Richtungen, dass sie nicht mehr mit einem zusammenfassenden Periodenbegriff bezeichnet und zusammengefasst werden kann. |                                                                               | | |
| Die Romantik ist als Gegenbewegung zur vernunftbetonten Zeit der Aufklärung zu verstehen. Bei Vernunft und Wissenschaftlichkeit kommen Gefühl, Harmoniebedürfnis und die Sehnsucht nach einer heilen Welt zu kurz. Neben einem hohen Interesse für Literatur und Musik waren Romantiker daher auch oftmals stark religiös orientiert. |                                                                               | | |
| Periode | Philosoph                                                                     | Philosophie | Allgemeine Geschichte |
| 1730–1788 | Johann Georg Hamann                                                           | - Wandte sich nach seiner Bekehrung gegen die Differenz von Glaube und Vernunft in der Aufklärung - Sah gegen Kant die Sprache als Quelle des Erkenntnisvermögens | - Novalis (1772–1801) |
| 1743–1819 | Friedrich Heinrich Jacobi                                                     | - Philosophie führt zu Atheismus und Fatalismus - Vernunft bezieht sich auf die Rezeption übersinnlicher Dinge, die man nur glauben kann. | - Caspar David Friedrich (1774–1840) - William Turner (1775–1851) |
| 1744–1803 | Johann Gottfried Herder                                                       | - Schüler, Bewunderer und später heftiger Kritiker Kants - Dichter, Humanist, Theologe und Philosoph - Gab wichtige Impulse für die Sprachphilosophie und die philosophische Anthropologie | - Ludwig van Beethoven (1770–1827) - Carl Maria von Weber (1786–1826) - Franz Schubert (1797–1828) |
| 1759–1805 | Friedrich Schiller                                                            | - Professor für Geschichte und/oder Philosophie in Jena - zunächst Universalgeschichte, dann Kunst und Natur als Themen | - Robert Schumann (1810–1856) - Frédéric Chopin (1810–1849) |
| 1765–1841 | Franz von Baader                                                              | - Versuchte mit dem Konzept einer Weltseele den Primat des Subjekts zu überwinden. | |
| 1772–1829 | Friedrich Schlegel                                                            | - Kultur- und Sprachphilosoph - Begründer der romantischen Schule | - Karl Friedrich Schinkel (1781–1841) prägt den Klassizismus in Preußen. |
| 1768–1834 | Friedrich Schleiermacher                                                      | - Gegenspieler Hegels an der Berliner Universität - Bedeutende Impulse für die Hermeneutik | - Ludwig Tieck (1773–1853) - E. T. A. Hoffmann (1776–1822) - Heinrich Heine (1797–1856) |
| Der Deutsche Idealismus ist gleichsam eine Überhöhung der romantischen Ideen und wird oft noch der Periode der Romantik zugerechnet (um 1790–1850), wobei weder Hegel noch Fichte der Romantik unmittelbar zuzurechnen sind. Kennzeichnend für die drei herausragenden Philosophen ist das spekulative System, in dem das Ich, das Absolute bzw. der Geist die Grundlagen der Welt bestimmt. Das Ding an sich ist nicht wie noch bei Kant nicht erkennbar, vielmehr ist es dem Idealismus daran gelegen, diesen von Kant erstellten 'Block' vor dem absoluten Wissen verschwinden zu lassen. Die von Kant klar unterschiedenen Grenzen zwischen Glauben und Wissen, zwischen Sein und Sollen werden als ungelöste Fragen aufgefasst, die in einem System des Geistes überwunden werden müssen. Geist und Natur, Endliches und Unendliches, Subjekt und Objekt, Vernunft und Offenbarung sind als (rationale) Einheit zu denken und aus einem absoluten Prinzip zu begründen. |                                                                               | | |
| Periode | Philosoph                                                                     | Philosophie | Allgemeine Geschichte |
| 1762–1814 | Fichte                                                                        | - Aus der Vernunft des Subjekts entstehen Materie, Geist und die Ideen als objektive Wirklichkeit - Das handelnde Ich produziert das Nicht-Ich, das Gegenstand der Naturwissenschaft ist. - Aus dem Bewusstsein um das aktive Ich entsteht das Wissen um die Freiheit. | - 1803 Reichsdeputationshauptschluss - 1805 Schlacht von Trafalgar - 1805 Schlacht bei Austerlitz - 1804 Code civil |
| 1775–1854 | Schelling                                                                     | - Das Ich und die daseiende Welt sind vereint im Bewusstsein von Subjekt und Objekt - Alles enthält zwei gegensätzliche Kräfte – Endlichkeit und Unendlichkeit etc. | - 1806 Rheinbund - 1806 Kontinentalsperre |
| 1770–1831 | Hegel                                                                         | - Der gesamte Weltprozess ist Selbstentfaltung des absoluten Geistes (Weltgeist) - Er entlässt sich in die fremde Form der Natur und kommt durch die Geschichte hindurch im Menschen zu sich - Dialektik als Entwicklungsprinzip: These – Antithese – Synthese - Logik (These) - Wissenschaft von der reinen, noch nicht entäußerten, raum- und zeitlosen Idee (der Idee an sich) - In der reinen Idee stellt sich Gott dar - Naturphilosophie (Antithese zur Logik) - Wissenschaft von der Idee in ihrem Anders-sein als räumlichen und zeitlichen Bedingungen unterworfener entäußerter, entfremdeter Idee - Geistphilosophie (Synthese aus Logik und Naturphilosophie) - Wissenschaft von der Idee, die aus dem Anders-sein zu sich zurückkehrt - Subjektiver Geist (These) - Betrachtet wird der einzelne Mensch - Der Geist wird sich hier erstmals seiner selbst bewusst - Objektiver Geist (Antithese) - Betrachtet wird das Kollektiv (Familie, Gesellschaft, Staat) im geschichtlichen Kontext - Ziel der Geschichte ist die Verwirklichung des Weltgeistes, er lenkt den Verlauf der Geschichte - Der Verlauf der Geschichte muss also vernünftig sein - Der subjektive Geist tritt in die objektive Ordnung ein, es gelten überindividuelle Gesetze (Ethik) - Staat als konkrete Gestalt der sittlichen Idee - Absoluter Geist (Synthese von subjektivem und objektivem Geist) - Der Geist ist aus dem Anders-sein zurückgekehrt und ganz bei sich selbst - Kunst: durch äußere Sinnlichkeit offenbarte Harmonie - Religion: durch innere Gegenwart offenbarte Harmonie - Philosophie: Synthese von Kunst und Religion, es herrscht der reine Gedanke, die Idee ist zu sich selbst gekommen | - 1807 Verbot des Sklavenhandels in Großbritannien und USA - 1807 Bauernbefreiung in Preußen - 1808 Städteordnung in Preußen - 1808 1. Brockhaus - 1808 Russland annektiert Finland |
| Hegelianismus ist eine Sammelbezeichnung für die sich an Hegel anschließenden oder sich auf ihn berufenden philosophischen Strömungen im 19. und 20. Jahrhundert. |                                                                               | | |
| Periode | Philosoph                                                                     | Philosophie | Allgemeine Geschichte |
| 1780–1846 | Philipp Konrad Marheineke                                                     | - Theologe, versuchte im Anschluss an das Systemdenken Hegels Glauben und Wissen in Einklang zu bringen | - 1809 Bildungsreform in Preußen (Wilhelm von Humboldt) |
| 1781–1861 | Carl Friedrich Göschel                                                        | - Suchte in den Aphorismen über Nichtwissen und absolutes Wissen Theologie und Philosophie zu verbinden | - 1810 Gewerbefreiheit in Preußen |
| 1786–1869 | Johannes Schulze                                                              | - vertrat als Verfechter des Neuhumanismus die Notwendigkeit enzyklopädischer Allgemeinbildung - verhalf als Kulturpolitiker vielen Hegelianern zu einer Stelle an den Universitäten Preußens | - 1811 Paraguay wird unabhängig |
| 1786–1853 | Georg Andreas Gabler                                                          | - verteidigte die Hegelsche Philosophie gegen Trendelenburg | - 1811 Maschinenstürmer in England (Luddismus) |
| 1798–1839 | Eduard Gans                                                                   | - Rechtsphilosoph, Begründer der Vergleichenden Rechtswissenschaft in Deutschland - Gegner der Historischen Rechtsschule um Savigny | - 1812 Judenemanzipation in Preußen |
| 1791–1866 | Leopold von Henning                                                           | - Redaktion der „Jahrbücher für wissenschaftliche Kritik“ („Berliner Jahrbücher“), des publizistischen Organs der Hegelschule | - 1813 Völkerschlacht bei Leipzig |
| 1801–1893 | Karl Ludwig Michelet                                                          | - gründete 1843 die Philosophische Gesellschaft zu Berlin - wendete Hegelscher Methoden und Prinzipien auf Fragen der antiken Philosophiegeschichte an - wollte Hegels Lehre zu einer die Wirklichkeit verändernden „Philosophie der Tat“ weiterentwickeln | - 1814 Napoleon geht nach Elba |
| 1801–1871 | Ludwig Boumann                                                                | - ästhetische Schriften - kritisierte Michelets Rechtsphilosophie | - 1815 Wiener Kongress (Deutscher Bund, Restauration) |
| 1802–1873 | Heinrich Gustav Hotho                                                         | - setzte Hegels Philosophie insbesondere im Bereich der Ästhetik und Kunstgeschichte um | - 1815 Schlacht bei Waterloo |
| 1805–1873 | Karl Rosenkranz                                                               | - Stellte im Gegensatz zu vielen Hegelianern gegen die Dialektik den Harmoniegedanken in den Vordergrund und wurde von Michelet und Ferdinand Lassalle heftig kritisiert | - 1815 Ceylon wird britische Kolonie |
| 1805–1892 | Johann Eduard Erdmann                                                         | - Stellt die Philosophiegeschichte als eine kontinuierliche Fortschreibung der Aufgabe dar, die wesentlichen Fragen des Lebens von Anbeginn der Zeiten an zu beantworten. | |
| Die Junghegelianer oder Linkshegelianer waren eine Gruppe deutscher Intellektueller in der Mitte des 19. Jahrhunderts. Von Hegel übernahmen die Junghegelianer die Dialektik, verstanden als Prinzip der geschichtlichen Entwicklung und Methode, das Bestehende am Maßstab der Vernunft zu kritisieren. Dagegen wandten sie sich gegen den bei Hegel systemimmanenten Konservativismus, wonach alles Bestehende als notwendig erklärt wird und im Grunde vernünftig ist. |                                                                               | | |
| 1808–1874 | David Friedrich Strauß                                                        | - Sorgte mit dem Werk „Das Leben Jesu, kritisch bearbeitet“ für die Spaltung der Hegelianer | - 1816 Unabhängigkeit der Vereinigten Staaten am Río de la Plata (Argentinien) |
| 1804–1872 | Ludwig Feuerbach                                                              | - Materialist („Der Mensch ist, was er isst“) - Auch Gedanken und Ideen sind Erscheinungsformen der Materie - Religion ist ein anthropologisches Phänomen - „Der Mensch schuf Gott nach seinem Bilde“ | - 1836 Der große Trek in Südafrika - 1837 Göttinger 7 - 1839–1842 Erster Opiumkrieg (Hongkong wird Kolonie) - 1839 Verbot der Kinderarbeit in Preußen |
| 1806–1856 | Max Stirner                                                                   | - „Mir geht nichts über Mich“ - Geist, Religion, Werte sind nichts als „Sparren“ | - 1844 Weberaufstand - 1846 USA annektieren Texas |
| 1814–1876 | Bakunin                                                                       | - Begründer des politischen Anarchismus | |
| 1818–1883 | Karl Marx                                                                     | - Historischer Materialismus, definiert menschliche Arbeit als die alles begründende Wirklichkeit - Die materielle Basis (Produktionsverhältnisse), bestimmt den ideologischen (geistigen) Überbau (Basis-Überbau-Schema) - Stellt damit die Philosophie Hegels „vom Kopf auf die Füße“ - Gesellschaftlicher Wandel ergibt sich aus der Dialektik des Geschichtsprozesses - Nächste Stufe der geschichtlichen Entwicklung ist der Kommunismus - Er beinhaltet u. a. die Aufhebung der Entfremdung des Menschen - „Proletarier aller Länder, vereinigt euch!“ (Kommunistisches Manifest) - „Die Philosophen haben die Welt nur verschieden interpretiert; es kommt aber darauf an, sie zu verändern.“ (11. der Feuerbachthesen) - Hauptwerk Das Kapital befasst sich mit der Entstehung und dem Wesen des Kapitalismus | - 1846–1847 Ernteausfälle führen zu Hungersnöten in Europa - 1848 Jahr der Revolutionen - 1848 Nationalversammlung in der Frankfurter Paulskirche - 1851 Erste Weltausstellung in London |
| 1820–1895 | Friedrich Engels                                                              | - Philosophischer Wegbegleiter und (auch finanzieller) Förderer von Karl Marx - Hat an der Theorie und den Werken von Karl Marx mitgearbeitet - Herausgeber von Marx-Werken nach dessen Tod | - 1854–1856 Krimkrieg |
| 1809–1882 | Bruno Bauer                                                                   | | |
| 1802–1880 | Arnold Ruge                                                                   | | |
| 1807–1887 | Friedrich Theodor Vischer                                                     | | |
| Ausland |                                                                               | | |
| 1792–1867 | Victor Cousin                                                                 | - Verbreitete als erster Hegels Philosophie in Frankreich | |
| 1817–1883 | Bertrando Spaventa                                                            | - Italienischer Idealist | |
| Historismus bezeichnet eine im 19. und 20. Jahrhundert in Deutschland einflussreiche philosophische und geschichtswissenschaftliche Strömung. Sie hebt die Geschichtlichkeit des Menschen hervor, seine Verankerung in einer Tradition und das Bewusstsein, durch die Vergangenheit geprägt zu sein, und betrachtet jegliche Ideen und Institutionen wie Staat und Nation nicht als rationale Ergebnisse gesellschaftlicher Prozesse, sondern als organische, geschichtlich hervorgebrachte Wesenhaftigkeiten. Geschichte soll im Historismus nicht durch philosophische oder metaphysische Überbauten erklärt werden, stattdessen soll ein Verständnis für die Individualität der einzelnen Epochen und Geschehnisse entwickelt werden. |                                                                               | | |
| Periode | Philosoph                                                                     | Philosophie | Allgemeine Geschichte |
| 1776–1831 | Barthold Georg Niebuhr                                                        | - Begründer der Historiografie | - 1819 USA erwirbt Florida von Spanien |
| 1778–1841 | Friedrich Ast                                                                 | - Systematische Geschichtsphilosophie, Platonforscher | |
| 1795–1886 | Leopold von Ranke                                                             | - Objektivität historischer Erkenntnisse | - 1821 Risorgimento in Italien |
| 1805–1859 | Alexis de Tocqueville                                                         | - begründete die Vergleichende Politikwissenschaft - politische Gleichheit führt zur Verringerung der Selbstverantwortung | |
| 1808–1884 | Johann Gustav Droysen                                                         | - Hermeneutik in der Geschichtswissenschaft | - 1821 Mexiko wird unabhängig |
| 1834–1896 | Heinrich von Treitschke                                                       | - Preußens Glanz und Gloria - Antisemit | - 1829 Emanzipation der Katholiken in Großbritannien |
| 1817–1903 | Theodor Mommsen                                                               | - Liberaler Gegner im Antisemitismusstreit | - 1929 Frieden von Edirne bringt Griechenland die Unabhängigkeit |
| 1818–1897 | Jacob Burckhardt                                                              | - Bedeutender Kulturhistoriker | - 1830 Frankreich beginnt Eroberung von Algerien |
| 1826–1871 | Friedrich Ueberweg                                                            | - Philosophiehistoriker und Aristoteliker | - 1832 Hambachfest |
| 1862–1954 | Friedrich Meinecke                                                            | - Begründer der Ideengeschichte | - 1834 Deutscher Zollverein |
| 1866–1952 | Benedetto Croce                                                               | - Sozialhistoriker | - 1835 Erste Eisenbahn in Deutschland (Adler) |
| Während sich die Philosophie des deutschen Idealismus überwiegend mit Grundfragen des Geistes und der Erkenntnis beschäftigte, fanden in den Naturwissenschaften und in der Technik deutlichere Fortschritte und ein rasanter Erkenntniszugewinn statt. Ein Gegengewicht zum Idealismus ist das Wiedererstarken des Empirismus. Seine spezifische Ausprägung im 19. Jahrhundert fand er vor allem in Frankreich und in England im sogenannten Positivismus. Hierunter ist eine Philosophie zu verstehen, in der die Welt durch die Naturwissenschaften und die in ihr definierten Objekte erklärt werden soll. |                                                                               | | |
| Periode | Philosoph                                                                     | Philosophie | Allgemeine Geschichte |
| 1775–1836 | André-Marie Ampère                                                            | - unterschied kosmologische und noologische Wissenschaften - Relationsbegriffe wie Raum, Zeit, Zahl, Kausalität haben absolute Gültigkeit | |
| 1798–1857 | Auguste Comte                                                                 | - Vertrat einen strikten Determinismus und ein mechanistisches Weltbild - Weltdeutung nach den drei Stadien theologisch, metaphysisch, positiv | - Jöns Jakob Berzelius (1779–1848) |
| 1748–1832 | Jeremy Bentham                                                                | - Begründer des Utilitarismus | - Friedrich Fröbel (1782–1852) |
| 1794–1866 | William Whewell                                                               | - breite naturwissenschaftliche Bildung, Wissenschaftstheoretiker - Seine Untersuchungen zur Induktion beeinflussten Charles S. Peirce' Theorie der Abduktion. | |
| 1806–1873 | John Stuart Mill                                                              | - Ökonom und wichtiger Vertreter des Liberalismus - Erweiterte den Utilitarismus und forderte Wahlrecht für alle Assoziationspsychologie und Induktionstheorie - Vertrat im Gegensatz zu Bentham keinen quantitativen, sondern einen qualitativen Utilitarismus - trat für die Gleichberechtigung ein | - Louis Daguerre (1787–1851) |
| 1825–1895 | Thomas Henry Huxley                                                           | - Agnostizismus und Epiphänomenalismus | - Michael Faraday (1791–1867) |
| 1820–1903 | Herbert Spencer                                                               | - Evolutionismus als Anwendung Darwins auf die Gesellschaft | - Charles Lyell (1797–1875) |
| 1773–1843 | Jakob Friedrich Fries                                                         | - Wollte die Philosophie Kants mit neueren psychologischen Erkenntnissen verbinden | - Justus von Liebig (1803–1873) |
| 1776–1841 | Johann Friedrich Herbart                                                      | - Logik als Wissenschaft von den Bedingungen der Bedeutung der Begriffe - Herausragender Pädagoge | - Charles Darwin (1809–1882) |
| 1781–1848 | Bernard Bolzano                                                               | - Bedeutender Logiker | - Robert Wilhelm Bunsen (1811–1899) |
| 1808–1896 | Ernst Kapp                                                                    | - erstmals Philosophie der Technik | - Werner von Siemens (1816–1892) |
| 1817–1895 | Carl Vogt                                                                     | - Mediziner, Zoologe, „1848er“, Materialismusstreit | |
| 1822–1893 | Jakob Moleschott                                                              | - Energie als Naturkreislauf - Populärphilosoph | - 1857–1858 Sepoy-Aufstand in Indien |
| 1824–1899 | Ludwig Büchner                                                                | - Sensualist und Populärphilosoph | - 1861–1865 Sezessionskrieg |
| 1818–1896 | Emil Heinrich Du Bois-Reymond                                                 | - Über die Grenzen der Naturerkenntnis (mechanistische Naturerklärung) - ignoramus et ignorabimus | - James Prescott Joule (1818–1889) |
| 1836–1913 | Wilhelm Schuppe                                                               | - Einheit von Logik und Erkenntnistheorie - Begründer der Immanenzschule | - William Thomson, 1. Baron Kelvin (1824–1907) |
| 1837–1885 | Ernst Laas                                                                    | - Allein der Empirismus ist wissenschaftlich berechtigt. | - James Clerk Maxwell (1831–1879) |
| 1838–1916 | Ernst Mach                                                                    | - bedeutender Naturwissenschaftler und Empirist - Die Bedeutung einer Theorie hängt von ihrem Nutzen ab. | - Alfred Nobel (1833–1896) |
| 1843–1896 | Richard Avenarius                                                             | - Mit Mach Begründer des Empiriokritizismus | - Robert Koch (1843–1910) |
| 1834–1919 | Ernst Haeckel                                                                 | - Verbreitete die Evolutionstheorie - Setzte Gott mit den Naturgesetzen gleich - Entwickelt den naturwissenschaftlich begründeten Monismus | - Alexander Graham Bell (1847–1922) |
| 1817–1881 | Rudolf Hermann Lotze                                                          | - Bekämpfte den Vitalismus - Der letzte Weltgrund ist die Persönlichkeit - Schuf mit dem Begriff der Geltung eine Grundlage für die Wertphilosophie | - Thomas Alva Edison (1847–1931) |
| 1873–1942 | Heinrich Gomperz                                                              | - Später Vertreter des Empiriokritizismus | |
| Das 19. Jahrhundert brachte einige große Philosophen hervor, deren Auffassungen gleichsam nicht in eine Schublade passen, also nicht einer der anderen Kategorien zugeordnet werden können. Vor allem sind es Philosophen, die mit neuen Gedanken und Konzepten wirkungsmächtig waren und viel stärker als die „Richtungsphilosophen“ Beachtung auch im 20. Jahrhundert fanden. |                                                                               | | |
| Periode | Philosoph                                                                     | Philosophie | Allgemeine Geschichte |
| 1767–1835 | Wilhelm von Humboldt                                                          | - Humanist und Bildungspolitiker - Die Eigenart der Sprachgemeinschaft bestimmt das Selbstverständnis - Der Staatsmann ist Volksvertreter und nicht Erzieher | - 1862 Otto von Bismarck wird Ministerpräsident von Preußen |
| 1788–1860 | Arthur Schopenhauer                                                           | - Die Außenwelt ist Erscheinung - Vorstellungen in Raum und Zeit sind durch den Willen erzeugt - Der Egoismus als Haupttriebfeder kann nur in der Kunst aufgehoben werden - Ethik auf Grundlage des Mitleids | - 1864 Gründung des Roten Kreuzes - 1864–1867 Maximilian als Kaiser von Mexiko |
| 1802–1872 | Friedrich Adolf Trendelenburg                                                 | - Aristoteliker | - 1864 Deutsch-Dänischer Krieg |
| 1813–1855 | Søren Kierkegaard                                                             | - (Mit-)Begründer der Existenzphilosophie - Religion ist keine Angelegenheit der Erkenntnis, sondern des Glaubens - Gott ist tiefgehend anders - Jeder Mensch steht mit seinen existentiellen Problemen als Einzelner vor Gott - Grundkategorien sind Existenz, Angst, Freiheit, Entscheidung - Es gibt keinen objektiven Halt, der Einzelne ist immer wieder auf seine eigene Existenz zurückgeworfen - Aufgabe des Menschen ist die Verwirklichung seines Selbst - Dabei Unterscheidung dreier Existenzformen - Ästhetische Existenz: Zustand der Verzweiflung; der Mensch lebt vom Äußerlichen und Sinnlichen - Ethische Existenz: Unabhängigkeit vom Äußeren; der Mensch führt ein ernstes bewusstes Leben, in dem er sich als Sünder erkennt und sich aus seiner Verzweiflung befreit - Religiöse Existenz: Glaube an Gott, der allein den Menschen von der Sünde befreien kann; vollendete Existenz des Menschen als Selbst | - 1865 Ermordung Abraham Lincolns - 1866 Deutscher Krieg – der Norddeutsche Bund entsteht. |
| 1840–1912 | Gideon Spicker                                                                | - strebte nach einer Religion in philosophischer Form auf naturwissenschaftlicher Grundlage | |
| 1844–1900 | Friedrich Nietzsche                                                           | - Verabscheut alle Ideologien („Götzen“), insbesondere die der Moderne - Wegbereiter postmodernen Denkens - Deutet das menschliche Leben als Kampf zwischen aktiver und reaktiver Kraft - Dieser Kampf schwächt den Menschen, das Leben verkümmert, es verliert an Macht - Kritik der herrschenden Moral - Herrenmoral vs. Sklavenmoral - Die herrschende christliche Moral ist Sklavenmoral - Stellt der jüdisch-christlichen Tradition die griechisch-antike Tradition gegenüber - und im Bereich der Kunst das appolinisch Rationale dem dionysisch Künstlerischen gegenüber - Fordert „Umwertung aller Werte“, also Herstellung einer Herrenmoral, als natürlicher Weltordnung - Ziel ist der Übermensch (Affe – Mensch – Übermensch) - Der Übermensch ist gekennzeichnet durch - den Willen zur Macht - den Glauben an die ewige Wiederkunft des Gleichen - die Liebe zum Schicksal (amor fati) - das Wissen um den Tod Gottes („Gott ist tot“) - die Überwindung des Gegeneinander von reaktiver und aktiver Kraft, um die eigene Vitalität und Stärke (die aktive Kraft) zu steigern | - 1867 USA kauft Alaska von Russland - 1869 Eröffnung des Suez-Kanals - 1869 Central Pacific Railroad und Union Pacific Railroad schließen die Lücke der Eisenbahnverbindung von Küste zu Küste. |
| Als Neukantianismus wird eine philosophische Strömung bezeichnet, die sich nach dem Abebben des Idealismus als Gegenbewegung zu dem sich immer mehr ausbreitenden, stark in den Naturwissenschaften verwurzelten Materialismus entwickelte. Hierbei wurde die Forderung erhoben, wieder direkt auf Immanuel Kant zurückzugehen und eine Philosophie zu entwickeln, die den Ansprüchen der damals modernen Wissenschaften genügte. |                                                                               | | |
| Periode | Philosoph                                                                     | Philosophie | Allgemeine Geschichte |
| 1814–1908 | Eduard Zeller                                                                 | - Begründer der Erkenntnistheorie als Disziplin | - 1869 Gründung der SPD |
| 1824–1907 | Kuno Fischer                                                                  | - Philosophiehistoriker | - 1870 Erstes Vatikanisches Konzil (Unfehlbarkeit des Papstes) |
| 1828–1878 | Friedrich Albert Lange                                                        | - kritische “Geschichte des Materialismus” | |
| 1840–1912 | Otto Liebmann                                                                 | - Auf Kant muss zurückgegangen werden | - 1870 Heinrich Schliemanns erste Grabung nach Troja |
| 1842–1918 | Hermann Cohen                                                                 | - Nicht Begriffe, sondern Urteile sind Grundlage menschlichen Denkens - Begründer der Marburger Schule | - 1870 Nach Kriegserklärung durch Frankreich siegt Preußen in der Schlacht bei Sedan |
| 1844–1924 | Alois Riehl                                                                   | - Kritizismus zur Aktualisierung Kants | - 1871 Kaiserkrönung Wilhelm I. |
| 1848–1915 | Wilhelm Windelband                                                            | - Lehre von den allgemeingültigen Werten - Wahrheit im Denken, Gutheit im Wollen und Schönheit im Fühlen - Kant verstehen heißt über ihn hinausgehen | - 1871 Henry Morton Stanley findet David Livingstone |
| 1849–1921 | Franz Staudinger                                                              | - ethischer Marxist - Wegbereiter der Konsumgenossenschaft | - 1873 Wiener Börsenkrach: Große Depression mit 1. Weltwirtschaftskrise |
| 1852–1933 | Hans Vaihinger                                                                | - Philosophie des Als Ob - Begründer der Kant-Studien | - 1873 Dreikaiserabkommen |
| 1854–1924 | Paul Natorp                                                                   | - Befasst sich vor allem mit der Logik der Wissenschaften. - Lehnt die Existenz des Dings an sich und vom Verstand unabhängiger Anschauungen ab. | - 1875 Dritte Französische Republik |
| 1856–1938 | Rudolf Stammler                                                               | - Rechtsphilosophie | - 1876 Schlacht am Little Big Horn River endet mit der Niederlage von General Custer - 1976 Die Abenteuer des Tom Sawyer |
| 1860–1928 | Karl Vorländer                                                                | - Geschichtsphilosoph und Marxist - Kant Biograph und Herausgeber | - 1878 Berliner Kongress |
| 1863–1936 | Heinrich Rickert                                                              | - Wertphilosophie - Kulturwissenschaft versus Naturwissenschaft | - 1878 Gesetz gegen die gemeingefährlichen Bestrebungen der Sozialdemokratie („Sozialistengesetz“) - 1878–1880 Fjodor Dostojewski schreibt Die Brüder Karamasow |
| 1869–1947 | Jonas Cohn                                                                    | - Sache und Erkenntnis werden nur gemeinsam durch dialektisches Denken erkennbar - Wertethiker | - 1979 Zweibund zwischen Deutschland und Österreich |
| 1869–1955 | Robert Reininger                                                              | - Psychophysisches Problem und Wertphilosophie | - 1881 Dreikaiservertrag zwischen Deutschland, Österreich und Russland |
| 1875–1915 | Emil Lask                                                                     | - Kategorienlehre und Urteilslehre | - 1881–1885 Herrschaft des Mahdi - 1882 Dreibund durch Beitritt Italiens zum Zweibund |
| 1874–1945 | Ernst Cassirer                                                                | - Geschichte der Erkenntnistheorie - Philosophie der symbolischen Formen - Anthropologie | - 1883 Krankenversicherung für Arbeiter - 1883 Erstausgabe von Die Schatzinsel als Buch - 1883–1885 Also sprach Zarathustra erscheint |
| 1875–1947 | Richard Hönigswald                                                            | - Das Grundproblem des Gegebenen - Allgemeine Methodenlehre | - 1884 Salpeterkrieg - 1884 Mark Twain veröffentlicht Die Abenteuer des Huckleberry Finn |
| 1877–1942 | Bruno Bauch                                                                   | - Rezipierte Frege - Vaterländische Position in der NS-Zeit | |
| 1878–1946 | Arthur Liebert                                                                | - Wie ist kritische Philosophie überhaupt möglich? | - 1884 Beginn der Publikation des Oxford English Dictionary |
| Die Vertreter des Psychologismus gehören nicht einer einheitlichen Schule an und sind in Aspekten ihrer Philosophie auch anderen Richtungen zuzuordnen. Ihnen gemeinsam ist, dass das Denken als psychische Funktion aufgefasst wird und dieser Aspekt in ihrer Philosophie eine wesentliche Rolle spielt. Beim Psychologismus im engeren Sinne sind Gedanken immer ein Ausdruck von Motivation. Infolgedessen können sie niemals wahr oder falsch sein. Diese Betrachtung führt zu einem Konflikt mit der Logik. |                                                                               | | |
| Periode | Philosoph                                                                     | Philosophie | Allgemeine Geschichte |
| 1798–1854 | Friedrich Eduard Beneke                                                       | - Forderte eine antiidealistische Philosophie auf Basis einer induktiven Psychologie. | |
| 1801–1887 | Gustav Theodor Fechner                                                        | - Wollte nur physikalisch messbare Vorgänge in der Psychologie betrachten. | |
| 1818–1903 | Alexander Bain                                                                | - Mitbegründer der Assoziationspsychologie | |
| 1832–1920 | Wilhelm Wundt                                                                 | - Vertrat einen psychophysischen Parallelismus - Begründer des ersten Instituts für experimentelle Psychologie - Arbeiten zur Logik und zur Induktion | |
| 1838–1917 | Franz Brentano                                                                | - Begründer der Aktpsychologie - Prägte den Begriff der Intentionalität | - 1884 Deutsches Reich erwirbt Kolonien (Kamerun, Südwestafrika, Togo u. a.) |
| 1842–1906 | Eduard von Hartmann                                                           | - Kritischer Realismus - Philosophie des Unbewussten | - 1885 Berliner Kongokonferenz, weitere Kolonie in Ostafrika (Ruanda-Urundi) |
| 1847–1914 | Anton Marty                                                                   | - Schüler Brentanos, Studien zu den Sprachfunktionen | - 1886 Goldrausch in Südafrika |
| 1848–1936 | Carl Stumpf                                                                   | - Schüler Brentanos und Lehrer Husserls | - 1886 Erstes Automobil von Carl Friedrich Benz - 1886 Einweihung der Freiheitsstatue |
| 1851–1914 | Theodor Lipps                                                                 | - Im Zentrum seiner Reflexionen stand die 'innere Erfahrung', die auch in seiner psychologischen Ästhetik der leitende Faktor seines Philosophierens war. | - 1887 Annexion von Macau durch Portugal |
| 1853–1920 | Alexius Meinong                                                               | - Versuchte die Gegenständlichkeit von Gefühlen und Begehrungen zu zeigen. | |
| 1859–1932 | Christian von Ehrenfels                                                       | - Schüler Brentanos, Vordenker der Gestalttheorie | |
| 1861–1934 | James Mark Baldwin                                                            | - übergreifendes ästhetisches Erleben, Baldwin-Effekt | |
| 1873–1926 | Rudolf Eisler                                                                 | - Anhänger Wundts, Lexikograph, Kantspezialist | |
| Der Pragmatismus (von griech. pragma „Handlung“, „Sache“) bezeichnet eine philosophische Grundhaltung, die das Erkennen und die Wahrheitsbildung eng mit den Handlungen, die in der Lebenswelt ausgeführt werden, verbindet. Sie geht davon aus, dass auch das theoretische Wissen dem praktischen Umgang mit den Dingen entspringt und auf diesen angewiesen bleibt. Der Pragmatismus stellt die erste eigenständige US-amerikanische philosophische Strömung dar. |                                                                               | | |
| Periode | Philosoph                                                                     | Philosophie | Allgemeine Geschichte |
| 1839–1914 | Charles S. Peirce                                                             | - Herausragender Mathematiker und Logiker (Abduktion als dritte Schlussweise; Peirce-Funktion; Standardnotation der Prädikatenlogik; Existential Graphs) - Kategorien der Erstheit, Zweitheit und Drittheit - Erkenntnis ist ein Wechsel zwischen Überzeugung und Zweifel (Pragmatische Maxime) - Formulierte den Fallibilismus - Schuf mit seiner Semiotik Grundlagen der Sprachphilosophie | - 1887 Frankreich begründet Indochina |
| 1842–1910 | William James                                                                 | - Skeptiker und strikter Empirist - Theorien sind wahr bei praktischer Relevanz - The Will to Believe - Der Pragmatismus | - 1888 Dreikaiserjahr |
| 1859–1952 | John Dewey                                                                    | - Pragmatismus im Bereich der Pädagogik und Soziologie | - 1889 Alters- und Invalidenversicherung im Deutschen Reich |
| 1863–1931 | George Herbert Mead                                                           | - Symbolischer Interaktionismus - Sozialbeheaviorismus | - 1890 Wilhelm II. entlässt Bismarck |
| 1864–1937 | F. C. S. Schiller                                                             | - Pragmatismus als „Humanismus“ zur Rechtfertigung des Fortschritts- und Freiheitsgedankens | - 1890 Deutschland tauscht Sansibar gegen Helgoland |
| Lebensphilosophie ist eine Richtung der Philosophie, die in Frankreich und in Deutschland als Gegenentwurf zu den Naturwissenschaften und der einseitigen Betonung der Rationalität entwickelt wurde. Das Werden des Lebens, die Ganzheitlichkeit kann demnach nicht allein mit Begriffen und Logik erfasst und beschrieben werden. Zu einem umgreifenden Leben gehören ebenso nicht-rationale, kreative und dynamische Elemente. |                                                                               | | |
| Periode | Philosoph                                                                     | Philosophie | Allgemeine Geschichte |
| 1833–1911 | Wilhelm Dilthey                                                               | - Begründung der Geisteswissenschaften als eigenständigen Wissenschaftsbereich - Erleben von Zusammenhängen – Unterschied von Erklären und Verstehen - Ausweitung der Hermeneutik auch auf Kunst, Recht und Religion | - 1895 Kaiser-Wilhelm-Kanal - 1895 Allgemeines Wahlrecht in Neuseeland – auch für Frauen - 1894–1895 Erster Japanisch-Chinesischer Krieg. Japan erhält im Frieden von Schmonoseki Formosa - 1895 Die Zeitmaschine von H. G. Wells erscheint |
| 1846–1926 | Rudolf Eucken                                                                 | - arbeitete über Der Sinn und Wert des Lebens und Geistige Strömungen der Gegenwart - philosophischer Gegner des befreundeten Ernst Haeckel | - 1896 Frankreich annektiert Madagaskar |
| 1859–1941 | Henri Bergson                                                                 | - Erlebte Zeit als Seelenzustand - Erkenntnis des ganzheitlichen Wesens bedarf der Intuition | - 1896 Erste Olympiade der Neuzeit |
| 1861–1949 | Maurice Blondel                                                               | - Entwickler der Philosophie der Aktion. - Seine Denkweise ist geprägt von der Offenbarung Gottes in katholischer Tradition. | |
| 1858–1918 | Georg Simmel                                                                  | - Wahrheit ist ein von der Psyche unabhängig geltendes Reich - Sollen ist eine ursprüngliche Kategorie - Philosophie des Geldes: Geld wird Gott - Begründer der Stadtsoziologie | - 1896 Sieg Abessiniens über Italien - 1896 Theodor Herzl: Der Judenstaat - 1896 Türkisch-Griechischer Krieg - 1896 Utah wird 45. Bundesstaat der USA |
| 1867–1941 | Hans Driesch                                                                  | - Vertreter des Neovitalismus | - 1897 Korea löst sich von China - 1897 Goldrausch zum Klondike River - 1897 1. Zionistischer Weltkongress in Basel - 1897 Erfindung der Cornflakes - 1897 An der Universität Wien werden Frauen als ordentliche Hörerinnen an der Philosophischen Fakultät zugelassen |
| 1872–1956 | Ludwig Klages                                                                 | - Gegensatz von Leib und Seele - Erkenntnistheorie als Bewusstseinswissenschaft | - 1898 Spanisch-Amerikanischer Krieg - 1898 Annexion der Republik Hawaii durch die USA - 1898 Wilhelmina von Oranien-Nassau wird Königin der Niederlande - 1898 Pierre und Marie Curie entdecken gemeinsam mit Gustave Bémont das Radium |
| 1878–1965 | Georg Misch                                                                   | - Dilthey-Schüler, Geschichte der Autobiographie | |
| 1882–1929 | Erich Becher                                                                  | - Es gibt überindividuell Seelisches | - 1899 Philippinisch-Amerikanischer Krieg - 1899 erste Haager Friedenskonferenz - 1899 Gründung der Emschergenossenschaft - 1899–1902 Zweiter Burenkrieg in Südafrika |
| Mit den im Zuge der Industrialisierung sich immer mehr verstärkenden Phänomenen der Massengesellschaft, mit den durch die explosionsartige Entwicklung der Wissenschaften ausgelösten neuen Weltbildern (Relativitätstheorie, Quantenphysik, Psychoanalyse, Molekularbiologie, Informationstechnik, Gentechnik), den globalen Auswirkungen menschlichen Handelns (Völkermord durch den Nationalsozialismus, Nord-Süd-Konflikt, Umweltkatastrophen, drohende Klimakatastrophe) war die Philosophie des 20. Jahrhunderts mit zum Teil grundlegend neuen Perspektiven befasst. Dies führte zu einer starken Heterogenität philosophischer Konzepte, die eine Einteilung in klassische Schulen kaum mehr möglich macht. Eine Klassifizierung des philosophischen Denkens in der Philosophie der Gegenwart verstößt immer gegen die tatsächlich vorhandene Vielfalt in der Kombination der einzelnen Positionen. Systematisch gemeinsam ist der Philosophie des 20. Jahrhunderts die Betonung der Bedeutung der Sprache. |                                                                               | | |
| Die dynamische Entwicklung der Naturwissenschaften seit dem 19. Jahrhundert hatte zu einer grundlegenden Veränderung des allgemeinen Weltbildes geführt, die mit der Relativitätstheorie und der neuen Atomphysik ihren Höhepunkt erreichte. Die Vorstellung allgemeingültiger Naturgesetze, die seit Isaac Newton herrschte, musste in Frage gestellt werden. Wenn auch für die Naturwissenschaftler in ihrer täglichen Arbeit die Frage der Weltanschauung im Hintergrund steht, haben sich doch eine Reihe prominenter Vertreter hierzu reflektierend geäußert. |                                                                               | | |
| Periode | Philosoph                                                                     | Philosophie | Allgemeine Geschichte |
| 1856–1939 | Sigmund Freud                                                                 | - Arzt, Neurologe, Begründer der Psychoanalyse - Begriffe wie das Ich, Es, Über-Ich | |
| 1858–1947 | Max Planck                                                                    | - Entdeckte das Wirkungsquantum - Wegbereiter Einsteins | - 1900 Boxeraufstand in China - 1900 In Deutschland treten das Bürgerliche Gesetzbuch (BGB) und das Handelsgesetzbuch (HGB) in Kraft. - 1900 Der Dichter und Politiker Paul Déroulède wird in Frankreich wegen Hochverrats zu zehn Jahren Verbannung verurteilt. - 1900 Pariser Weltausstellung - 1900 direkter Telegraphenverkehrs zwischen Deutschland und den USA mittels Überseekabel                                                                                       |
| 1870–1937 | Alfred Adler                                                                  | - Mediziner, Begründer der Individualpsychologie | - 1901 der einheitliche Bundesstaat Australien entsteht - 1901 Norwegen führt als erstes europäisches Land das allgemeine Frauenstimmrecht auf kommunaler Ebene ein. - 1901 Deutsche Truppen unterdrücken in der Kolonie Kamerun bei Garua einen Aufstand der Fulbe. - 1901 Der Anarchist Leon Czolgosz verübt auf der Panamerikanischen Ausstellung in Buffalo ein Attentat auf den US-Präsidenten William McKinley. - 1901 Die Wuppertaler Schwebebahn nimmt den Betrieb auf. |
| 1875–1961 | Carl Gustav Jung                                                              | - Mediziner, Analytische Psychologie | - 1902 Ende des Burenkrieges mit dem Friedensvertrag von Vereeniging - 1902 Unabhängigkeit Kubas mit Unterstützung der USA - 1902 Léon-Philippe Teisserenc de Bort entdeckt die Stratosphäre und die Tropopause. - 1902 Der Assuan-Staudamm wird offiziell eingeweiht. |
| 1875–1965 | Albert Schweitzer                                                             | - Lambaréné - Bedeutende moralphilosophische Arbeiten: Ehrfurcht vor dem Leben - Pazifismus statt Abschreckung | |
| 1879–1955 | Albert Einstein                                                               | - Seine Relativitätstheorie veränderte das Weltbild - „Gott würfelt nicht“ – suchte nach dem Nachweis für den Determinismus | - 1904 Entente Cordiale zwischen Großbritannien und Frankreich - 1904 Friedrich August III. wird König von Sachsen. - 1904 Aufstand der Herero und Nama - 1904 Die Pferdedroschken in Paris führen erstmals Taxameter ein. |
| 1879–1963 | Karl Bühler                                                                   | - Bedeutender Sprachtheoretiker - Vertreter der Würzburger Schule | - 1905 Norwegen löst sich von Schweden - 1905 Russische Revolution - 1905 In Deutsch-Ostafrika bricht der Maji-Maji-Aufstand aus. - 1905 Mit dem preußischen Wassergesetz wird der Bau des Mittellandkanals beschlossen. - 1905 Bertha von Suttner erhält als erste Frau den Friedensnobelpreis für ihr Werk Die Waffen nieder!. |
| 1882–1961 | Percy Williams Bridgman                                                       | - Hochdruck-Physiker - Operationalismus | - 1906 Wilhelm Voigt besetzt das Rathaus von Köpenick. - 1906 Die Arbeit von Kindern unter 10 Jahren wird im Deutschen Reich in Familienbetrieben erlaubt. - 1906 Alois Alzheimer diagnostiziert erstmals die Alzheimer-Krankheit. |
| 1885–1962 | Niels Bohr                                                                    | - Das Prinzip der Komplementarität zeigt, dass alle Forschung theoriegeladen ist. | - 1906 Erdbeben in San Francisco - 1906 Die Brücke veranstaltet ihre erste Ausstellung in Dresden. - 1906 Grubenunglück von Courrières in Nordfrankreich - 1906 erste Montessori-Schule in Rom |
| 1887–1961 | Erwin Schrödinger                                                             | - Die Wellenmechanik als weitere Grundlage der modernen Physik - Schrödingers Katze und Quantensprung | - 1907 Gesetz betreffend das Urheberrecht an Werken der bildenden Künste und der Photographie - 1907 3.000 britische Suffragetten demonstrieren in London für die Einführung des Frauenwahlrechts. |
| 1894–1964 | Norbert Wiener                                                                | - Begründer der Kybernetik | - 1908 Henry Ford baut das erste T-Modell - 1908/09 Aufstand der Jungtürken |
| 1900–1958 | Wolfgang Pauli                                                                | - Trug wesentlich zur Quantenmechanik Heisenbergs bei - Briefwechsel mit C. G. Jung zum psychophysischen Problem | - 1909 Robert Peary erreicht den Nordpol |
| 1901–1972 | Ludwig von Bertalanffy                                                        | - Theoretische Biologie, allgemeine Systemtheorie, Fließgleichgewicht | |
| 1901–1976 | Werner Heisenberg                                                             | - Die Unbestimmtheitsrelation erschütterte den Determinismus | |
| 1903–1989 | Konrad Lorenz                                                                 | - Vergleichende Verhaltensforschung (Ethologie) - Evolutionäre Erkenntnistheorie | |
| 1904–2005 | Ernst Mayr                                                                    | - Theoretische Biologie, Hauptvertreter der synthetischen Evolutionstheorie | - 1910 Japan annektiert Korea - 1910 Sturz der Monarchie in Portugal - 1910 Gründung der Odenwaldschule - 1910 Die Ratten von Gerhart Hauptmann |
| 1912–2007 | Carl Friedrich von Weizsäcker                                                 | - Quantenphysiker, Astrophysiker und Philosoph - Verband Religion, asiatische Kontemplation und Philosophie - Philosophie der Zeit | - 1911 Mongolei proklamiert Unabhängigkeit von China - 1911 Roald Amundsen erreicht den Südpol - 1911 Alter Elbtunnel in Hamburg wird eingeweiht |
| 1923–2007 | Stephen Mason                                                                 | - Geschichte der Naturwissenschaft in der Entwicklung ihrer Denkweisen | - 1912 Ende des Chinesischen Kaiserreichs - 1912 Untergang des britischen Luxusdampfers Titanic - 1912 Anton Köllisch synthetisiert erstmals den Ecstasy-Wirkstoff MDMA |
| 1925–2005 | Rupert Riedl                                                                  | - Meeresforschung, Systemtheorie der Evolution - Evolutionäre Erkenntnistheorie | - Gründung der DLRG am 19. Oktober 1913 - 1914 Eröffnung des Panamakanals |
| Die Erfolge der Naturwissenschaften führten einerseits zu einem nahezu ungehemmten Fortschrittsglauben. Gleichzeitig entstanden durch starkes Bevölkerungswachstum immer stärker ausgeprägte Phänomene der Massengesellschaft und Zweifel an den traditionellen Werten. Vor allem die Erfahrungen des Ersten Weltkrieges verstärkten pessimistische Sichten auf die sich neu formierenden kulturellen Verhältnisse. |                                                                               | | |
| 1856–1915 | Karl Lamprecht                                                                | - Sah gegen den Historismus Regelmäßigkeiten in der Geschichte. | - 1914 Beginn Erster Weltkrieg |
| 1861–1925 | Rudolf Steiner                                                                | - Anthroposophie in Medizin (Weleda), Architektur und Landwirtschaft (Demeter) - Waldorfpädagogik, Heilpädagogik, Eurythmie - voraussetzungslose Erkenntnistheorie („Wahrheit und Wissenschaft“ – 1891) - Menschen als Leib –Seele – Geist sowie als Empfindungsseele – Verstandesseele – Bewusstseinsseele - Ziel: Ich-Transformation vom vergänglichen Einzel-Ich zum ewigen All-Ich - Es gibt eine sinnliche und eine geistige Wirklichkeit - Unterscheidung der Erkenntnisstufen sinnlich – imaginativ – inspirativ – intuitiv - Die geistige Wirklichkeit kann mit unserem „geistigen Auge“ wahrgenommen werden (Theosophie) - Mystische Meditation als Methode zur Schulung der gesamtheitlichen Erkenntnisfähigkeit | |
| 1880–1936 | Oswald Spengler                                                               | - Untergang des Abendlandes - Pessimistische Kulturphilosophie | - 1914 Schlacht bei Tannenberg - 1914 Erste Schlacht an der Marne |
| 1872–1945 | Johan Huizinga                                                                | - zeigt in Herbst des Mittelalters einen fließenden Übergang zur Renaissance - entwickelt in Homo ludens eine Theorie des Spiels (Ludologie) | |
| 1872–1933 | Theodor Lessing                                                               | - Eigene Wertethik: Mindere den Schmerz - Philosophie der Tat (Bezüge zu Schopenhauer und Nietzsche) - Von Nationalsozialisten ermordet | |
| 1879–1960 | Herman Nohl                                                                   | - Ästhetik und Geisteswissenschaftliche Pädagogik | - 1915 Deutsches U-Boot versenkt Lusitania |
| 1880–1962 | Theodor Litt                                                                  | - Kulturphilosoph und Pädagoge | - 1915 Schlacht bei Ypern (erstmals Giftgas) |
| 1880–1948 | Ernst von Aster                                                               | - Geschichte der Philosophie, Psychoanalyse | - 1915–1917 Völkermord an den Armeniern |
| 1882–1963 | Eduard Spranger                                                               | - Knüpfte an die Lebensphilosophie an | - 1917 Uneingeschränkter U-Boot-Krieg führt zum Kriegseintritt der USA |
| 1883–1953 | José Ortega y Gasset                                                          | - Nähe zur Lebensphilosophie | - 1917 Balfour-Deklaration |
| 1885–1981 | William James Durant                                                          | - Kulturgeschichte der Menschheit aus ganzheitlicher Perspektive - menschliches Verhalten als Konstante | |
| 1889–1966 | Siegfried Kracauer                                                            | - Kennzeichnete Medien, insbesondere den Film, und Technik als ambivalent - Beurteilte die politische Orientierung des Kleinbürgertums bereits 1930 als labil - Kritisierte die Eindimensionalität und Geschlossenheit von Theorien | |
| 1889–1975 | Arnold J. Toynbee                                                             | - Geschichte ist evolutionär und ergebnisoffen - Abkehr vom Eurozentrismus | - 1917 Oktoberrevolution - 1918 14-Punkte-Programm von Woodrow Wilson |
| 1892–1964 | Alexandre Koyré                                                               | - Wissenschaftsgeschichte - Hegel | - 1918 Friede von Brest-Litowsk |
| 1895–1985 | Susanne K. Langer                                                             | - Kulturphilosophie als Symbolische Logik - Symbolphilosophie mit großer Nähe zu Ernst Cassirer | |
| 1903–1974 | Joachim Ritter                                                                | - Praktische Philosophie als Hermeneutik - Historisches Wörterbuch der Philosophie (Hrsg.) | - 4. November 1918 Kieler Matrosenaufstand - 9. November 1918 Philipp Scheidemanns Ausrufung der Republik in Deutschland |
| 1904–1965 | Hans Barth                                                                    | - Ideengeschichte der Politik; Wahrheit und Ideologie | |
| 1907–1981 | Othmar Anderle                                                                | - „Theoretische Geschichte“ als Fach - Geschichtsforschung hat den wissenschaftstheoretischen Anforderungen aller empirischen Wissenschaften zu entsprechen | - 1918–1920 Russischer Bürgerkrieg |
| 1911–1995 | Emil Cioran                                                                   | - Aphoristiker und radikaler Kulturkritiker – von Nietzsche inspiriert - Vorwegnahme der Dekonstruktion | |
| 1920–1996 | Hans Blumenberg                                                               | - Metaphorologie - Schiffbruch mit Zuschauer | - 1919 Ermordung von Rosa Luxemburg und Karl Liebknecht |
| 1926–2006 | Clifford Geertz                                                               | - Ethnologe und Kulturphilosoph | |
| * 1926 | Hermann Lübbe                                                                 | - Transzendentalphilosophie und Geschichte | |
| 1927–2018 | Robert Spaemann                                                               | - Ethik auf christlicher Grundlage | |
| 1928–2015 | Odo Marquard                                                                  | - Skeptische Philosophie der Endlichkeit | |
| 1943–1998 | Panajotis Kondylis                                                            | - Begründung von Normen ist der vergebliche Versuch einem sinnlosen Leben einen Sinn zu geben - Betrachtungen zur Ideengeschichte der Aufklärung, des Konservativismus und des 20. Jahrhunderts | |
| Ist eine philosophische Strömung, die in den ersten Jahrzehnten des 20. Jahrhunderts von Edmund Husserl geprägt wurde. Ihre Vertreter sehen den Ursprung der Erkenntnisgewinnung in unmittelbar gegebenen Erscheinungen, eben den Phänomenen. Die formalen Beschreibungen der Phänomene geben grundsätzlich den Anspruch aller phänomenologischen Ansätze wieder, seien es philosophische oder naturwissenschaftliche, literarische oder psychische. |                                                                               | | |
| Periode | Philosoph                                                                     | Philosophie | Allgemeine Geschichte |
| 1859–1938 | Edmund Husserl                                                                | - Begründer der „Phänomenologie“ als strenge Wissenschaft - Wahrheit als Evidenz - Wesensphilosophie - Untersuchung des Bewusstseins und seiner Produkte (Phänomene) - Bewusstseinsinhalte sind eigenständig und somit nicht bloß „subjektiv verzerrte“ objektive Welt - Bewusstsein ist immer intentional, d. h. auf etwas gerichtet - Phänomene sind unmittelbar (intuitiv) voraussetzungslos erfahrbar - Ablehnung des Psychologismus - Methode der eidetischen Reduktion (Wesensschau) - Später Hinwendung zur transzendentalen Phänomenologie, in der er Kants Trennung von Verstand und Sinnlichkeit aufhebt - Demzufolge ist Bewusstsein absolute welterzeugende Instanz (transzendentales Bewusstsein) - Wertphilosophie - Werte können phänomenologisch gefühlt werden | - 1919 Friedrich Ebert wird Reichspräsident - 1919 Gründung des Völkerbundes (ohne USA) - 1919 Versailler Vertrag |
| 1870–1941 | Alexander Pfänder                                                             | - Mensch als leiblich-seelisch-geistige Dreieinigkeit | - 1920 Kapp-Putsch |
| 1880–1937 | Moritz Geiger                                                                 | - Phänomenologie des ästhetischen Genusses | - 1920 Teilung Irlands |
| 1881–1966 | Ludwig Binswanger                                                             | - psychiatrische Daseinsanalyse, Orientierung auch an Heidegger | - 1921 Ermordung Matthias Erzbergers |
| 1883–1917 | Adolf Reinach                                                                 | - Phänomenologie in der Rechtswissenschaft - entwickelte vor der Sprachphilosophie eine Theorie der Sprechakte | - 1922 Ägypten wird Königreich - 1922 Gründung der UdSSR - Benito Mussolinis Marsch auf Rom |
| 1886–1957 | Antonio Banfi                                                                 | - Kulturphilosoph, Kritiker Croces - verbreitete die Ideen Husserls in Italien | - 1923 Gründung der Türkei unter Mustafa Kemal Atatürk |
| 1888–1966 | Hedwig Conrad-Martius                                                         | - Untersuchte das Problem der Realität | - 1923 Hyperinflation in Deutschland |
| 1889–1977 | Dietrich von Hildebrand                                                       | - phänomenologische Wertphilosophie | - 1923 Hitlerputsch in München |
| 1889–1964 | Oskar Becker                                                                  | - Phänomenologie der Geometrie - negative Rolle in der NS-Zeit | - 1923–1925 Ruhrbesetzung |
| 1891–1942 | Edith Stein                                                                   | - Katholische Nonne jüdischer Herkunft; in Auschwitz ermordet - Philosophische Begründung der Psychologie | - 1924 Tod Lenins - 1924 Dawes-Plan |
| 1893–1970 | Roman Ingarden                                                                | - Phänomenologie im Bereich der Kunst | - 1925 Vertrag von Locarno |
| 1896–1991 | Hans Reiner                                                                   | - phänomenologisch fundierte Wertethik | - 1925 Reza Khan Pahlavi wird Schah im Iran |
| 1899–1959 | Alfred Schütz                                                                 | - Begründer der phänomenologischen Soziologie | - 1926 Militärputsch Piłsudskis |
| 1900–1973 | Aurel Kolnai                                                                  | - Fragen der Ethik - Phänomenologie der feindlichen Gefühle | |
| 1900–2002 | Hans-Georg Gadamer                                                            | - Hermeneutik | |
| 1902–1991 | Ludwig Landgrebe                                                              | - phänomenologisch fundierte Transzendentalphilosophie der Geschichte | - 1926 Aufnahme Deutschlands in den Völkerbund |
| 1905–1975 | Eugen Fink                                                                    | - Arbeitete in der NZ-Zeit als Privatassistent von Husserl - untersuchte das Phänomen der „Welt“ | - 1926 Hirohito wird Kaiser in Japan |
| 1903–1991 | Otto Friedrich Bollnow                                                        | - Verband die Phänomenologie mit - Existenzphilosophie, Hermeneutik und Pädagogik | - 1927 Charles Lindbergh überquert den Atlantik - 1927 Metropolis von Fritz Lang |
| 1906–1994 | Max Müller                                                                    | - entwickelt „Metahistorik“ aus Existenzphilosophie, Phänomenologie und klassischer Metaphysik | |
| 1906–1995 | Emmanuel Levinas                                                              | - Kritik der Ontologie - Widerstand gegen die Totalität - Philosophie zum anderen | - 1928 Der Zauberberg von Thomas Mann |
| 1907–1977 | Jan Patočka                                                                   | - Die natürliche Welt als philosophisches Problem | - 1929 Young-Plan |
| 1908–1961 | Maurice Merleau-Ponty                                                         | - Phänomenologie des Leibes und der Wahrnehmung | - 1929 Schwarzer Freitag (25. 10.) läutet Weltwirtschaftskrise ein |
| 1918–2015 | Walter Biemel                                                                 | - Philosophie der Kunst, Heidegger-Schüler | |
| 1922–2002 | Michel Henry                                                                  | - Begründer der „radikalen Lebensphänomenologie“ | |
| 1923–2004 | Heinrich Rombach                                                              | - Entwickelte eine Strukturontologie | |
| 1928–2021 | Hermann Schmitz                                                               | - Die Neue Phänomenologie untersucht alltägliche und unmittelbare Erfahrungen | |
| * 1934 | Bernhard Waldenfels                                                           | - Phänomene der Leiblichkeit und die Herausforderung durch das Fremde | |
| Der Neuhegelianismus ist eine zusammenfassende Bezeichnung für eine Bestrebung zur Erneuerung der philosophischen Gedankengänge Hegels etwa ab dem ersten Drittel des 20. Jahrhunderts. Ihr Ziel ist die Abwehr des Positivismus in geisteswissenschaftlichen Gegenstandsbereichen. Diese uneinheitliche Strömung in der Philosophie ist besonders in Deutschland, aber auch in Frankreich, England, den Niederlanden, Italien, Russland, Skandinavien und den USA verbreitet. |                                                                               | | |
| Periode | Philosoph                                                                     | Philosophie | Allgemeine Geschichte |
| 1832–1917 | Adolf Lasson                                                                  | | |
| 1846–1924 | Francis Herbert Bradley                                                       | - Britischer Idealismus | |
| 1848–1923 | Bernard Bosanquet                                                             | | |
| 1849–1919 | Josef Kohler                                                                  | | |
| 1854–1924 | G.J.P.J. Bolland                                                              | | |
| 1855–1916 | Josiah Royce                                                                  | | |
| 1862–1932 | Georg Lasson                                                                  | | |
| 1866–1925 | John McTaggart Ellis McTaggart                                                | - The Unreality of Time | |
| 1866–1952 | Benedetto Croce                                                               | | |
| 1869–1944 | Léon Brunschvicg                                                              | | |
| 1874–1944 | Giovanni Gentile                                                              | | |
| 1884–1974 | Richard Kroner                                                                | | |
| 1884–1964 | Theodor Haering                                                               | | |
| 1887–1969 | Hans Freyer                                                                   | | |
| 1902–1968 | Alexandre Kojève                                                              | - Wiederbelebung der Philosophie Hegels in Frankreich - wirkte auf den Existenzialismus und den Poststrukturalismus | |
| 1903–1993 | Karl Larenz                                                                   | | |
| 1907–1968 | Jean Hyppolite                                                                | | |
| * 1952 | Pirmin Stekeler-Weithofer                                                     | | |
| * 1960 | Vittorio Hösle                                                                | | |
| Kritischer Realismus |                                                                               | | |
| Periode | Philosoph                                                                     | Philosophie | Allgemeine Geschichte |
| 1854–1923 | Wilhelm Jerusalem                                                             | - pragmatische Wahrheitstheorie - Prinzip der Denkökonomie - Übersetzer von James | |
| 1859–1938 | Samuel Alexander                                                              | - Space, Time, and Deity | |
| 1861–1947 | Alfred North Whitehead                                                        | - „Principia Mathematica“ mit Russell - Entwurf einer spekulativen Metaphysik in Prozess und Realität - Begründer der Prozessphilosophie - Anreger der Prozesstheologie | |
| 1862–1915 | Oswald Külpe                                                                  | - Vertreter der Würzburger Schule und der Denkpsychologie - Kantianer | |
| 1863–1952 | George Santayana                                                              | - Die Realitätsvorstellung beruht auf einem rationalen Instinkt („Animal Faith“) - vier Seinsbereiche: Wesen, Materie, Wahrheit und Geist - der Geist verleiht der Welt Sinn | |
| 1873–1922 | Arthur O. Lovejoy                                                             | | |
| 1882–1950 | Nicolai Hartmann                                                              | - Ontologie zur Überwindung des Gegensatzes von Materialismus und Idealismus (Schichtenstruktur des Seins) - Das ideale Sein (Mathematik, Wesenheiten, Werte) ist zeitlos und unbegrenzt. - Das reale Sein (Unorganisches, Leben, Seele, Geist) ist zeitlich und individuell - materiale Wertethik | |
| 1888–1967 | Aloys Wenzl                                                                   | - Verschiedene Wirklichkeitsschichten | |
| Philosophische Anthropologie |                                                                               | | |
| Periode | Philosoph                                                                     | Philosophie | Allgemeine Geschichte |
| 1864–1944 | Jakob Johann von Uexküll                                                      | - Schuf wesentliche Grundlagen in der Biologie und Medizintheorie - Unterscheidung von Merkwelt und Wirkwelt - Biosemiotik | |
| 1874–1928 | Max Scheler                                                                   | - Materiale Wertethik - Wesen des Menschen ist der Geist | |
| 1888–1965 | Erich Rothacker                                                               | - Kulturanthropologie - problematische Nähe zum Nationalsozialismus | |
| 1892–1985 | Helmuth Plessner                                                              | - Exzentrische Positionalität: der Mensch ist Leib und hat einen Leib (Selbstbewusstsein) - anthropologische Gesetze von der natürlichen Künstlichkeit, vermittelten Unmittelbarkeit, dem utopischen Standort - Die verspätete Nation - Grenzen der Gemeinschaft - Der Mensch spielt in der Öffentlichkeit eine Rolle. Dort ist der Ort der Scham | |
| 1904–1976 | Arnold Gehlen                                                                 | - Der Mensch als Mängelwesen - Kultur und Institutionen als Kompensation | |
| 1913–1994 | Michael Landmann                                                              | - Der Mensch als Schöpfer und Geschöpf der Kultur | |
| * 1928 | Helmut Fahrenbach                                                             | - Anthropologie und Existentialismus | |
| * 1943 | Karl-Siegbert Rehberg                                                         | - Knüpft an die Institutionenlehre Gehlens an | |
| Existenzphilosophie fasst eine Reihe von philosophischen Ansätze des 19. und 20. Jahrhunderts zusammen. Sie fragen nach dem Sinn und der Bedeutung der individuellen Existenz des Menschen den sie in den Mittelpunkt ihrer Betrachtung stellen. Die einzelnen Philosopheme wenden sich gegen eine einseitige rationalistische Position und stellen ein existenzielles Denken, das ganzheitlich den Geist, die Seele und den Körper einbezieht, in den Vordergrund. |                                                                               | | |
| Periode | Philosoph                                                                     | Philosophie | Allgemeine Geschichte |
| 1874–1948 | Nikolai Alexandrowitsch Berdjajew                                             | - christlicher Existenzialist, die „ungeschaffene Freiheit“ gründet im Nichts | |
| 1878–1960 | Paul Häberlin                                                                 | - Philosophie des großen JA | |
| 1883–1969 | Karl Jaspers                                                                  | - Der Mensch kann das Umgreifende in seiner Ganzheit nicht erfassen - Grenzsituationen zeigen die Fragwürdigkeit der wissenschaftlichen Weltauffassung | |
| 1883–1951 | Louis Lavelle                                                                 | - verband Existenzphilosophie mit einer personalisierten Spiritualität | |
| 1889–1941 | Hans Lipps                                                                    | - Existenzphilosophie auf sprachphilosophischer Basis | |
| 1889–1976 | Martin Heidegger                                                              | - phänomenologische Ontologie – Sein = In-der-Welt-Sein - ontologische Differenz zwischen Sein und Seiendem - Existenzialien – Freilegung der Sorge – Herausstellen der „Zeitlichkeit“ - Hermeneutischer Zirkel als Kritik an der Vorstellung einer exakten Erkenntnis | |
| 1888–1974 | Jean Wahl                                                                     | - Verband Hegel, Kierkegaard und Heidegger - Impulsgeber für den französischen Existenzialismus | |
| 1890–1965 | Heinrich Barth                                                                | - Erscheinung und Wirklichkeit | |
| 1898–1983 | Xavier Zubiri                                                                 | - forderte eine neue, an den naturwissenschaften orientierte Ontologie | |
| 1901–1990 | Nicola Abbagnano                                                              | - Existenz ist Seinssuche | |
| 1897–1973 | Karl Löwith                                                                   | - stoische und skeptische Philosophie | |
| 1902–1968 | Alexandre Kojève                                                              | - von Marx beeinflusste Hegel-Interpretation | |
| 1902–1991 | Ernesto Grassi                                                                | - Ohnmacht der rationalen Sprache | |
| 1903–1993 | Hans Jonas                                                                    | - Philosophie des Organischen - Das Prinzip Verantwortung - Macht oder Ohnmacht der Subjektivität? | |
| 1905–1950 | Emmanuel Mounier                                                              | - maßgeblicher Vertreter des Personalismus | |
| 1905–1980 | Jean-Paul Sartre                                                              | - Beeinflusst von Hegel, Husserl, Heidegger - Vertreter der atheistischen Existenzphilosophie - Hauptwerk: „Das Sein und das Nichts“ - Der Mensch ist zur Freiheit verurteilt - Er muss sich seine Werte und Normen selbst schaffen - Er ist für sein Handeln selbst verantwortlich - Sein Handeln ist nicht determiniert - Er muss seinem Leben selbst einen Sinn geben - Aus dieser Verantwortung resultiert die Grundangst des Menschen - Anhänger des Anarchismus - Ablehnung einer jeden auf Macht basierenden Regierung (z. B. der Demokratie), da sie nicht herrschaftsfrei sind und somit nicht die Verwirklichung wahrer Freiheit erlauben - Nur Anarchismus (=Herrschaftslosigkeit) ermöglicht wirkliche Freiheit des Menschen | - 1940 Niederlage Frankreichs |
| 1905–1975 | Wilhelm Weischedel                                                            | - Der Gott der Philosophen - Kritik am dogmatischen Skeptizismus und Nihilismus - Philosophieren ist radikales Fragen ohne Aussicht auf endgültige Antworten | |
| 1913–1960 | Albert Camus                                                                  | - Die Sinnlosigkeit der Welt ist Fakt - Sisyphos als Sinnbild der absurden Lebenssituation des Menschen | - 1954–1962 Algerienkrieg |
| 1921–2008 | Karl Albert                                                                   | - „Ontologische Erfahrung“, Studien zu Platon | |
| Der Begriff Transzendentalphilosophie umfasst philosophische Systeme und Ansätze, die die Grundstrukturen des Seins nicht durch eine Ontologie, sondern im Rahmen des Entstehens und Begründens von Wissen über das Sein beschreiben. |                                                                               | | |
| Periode | Philosoph                                                                     | Philosophie | Allgemeine Geschichte |
| 1901–1974 | Wolfgang Cramer                                                               | - „Erleben“ als Grundform aller Subjektivität - Ontologie der Subjektivität - Idee des „Ich denke“ durch „Wegdenken von Denken“ | |
| 1913–2004 | Hermann Krings                                                                | - Transzendentalphilosoph - Die Idee der Freiheit als Basis menschlicher Vernunft | |
| 1917–2000 | Hans Wagner                                                                   | - Theorie der Reflexion - Problem der Geltung | |
| 1922–2017 | Karl-Otto Apel                                                                | - Transformation der Transzendentalphilosophie - Diskursphilosophie | |
| 1927–2022 | Dieter Henrich                                                                | - Untersuchungen über das Selbstbewusstsein - Erforschung und Interpretation des Deutschen Idealismus und Immanuel Kants | |
| * 1930 | Harald Holz                                                                   | - Transzendentaler Relationismus | |
| 1933–2002 | Henri Lauener                                                                 | - Offene Transzendentalphilosophie - konstruktiver Dialog mit Quine und Davidson | |
| * 1936 | Gerold Prauss                                                                 | - nichtempirische Theorie der auf Raum und Zeit beruhenden Subjektivität als Intentionalität | |
| * 1936 | Peter Rohs                                                                    | - Feldtheorie der Zeit | |
| * 1939 | Wolfgang Kuhlmann                                                             | - bejaht die Möglichkeit einer Letztbegründung - Vertreter der Diskursethik | |
| Sie trägt den Namen für eine zu Beginn des 20. Jahrhunderts in Kyōto entstandenen Schulrichtung der Philosophie in Japan und markiert den Beginn der systematischen Auseinandersetzung mit der westlichen Geistestradition. |                                                                               | | |
| Periode | Philosoph                                                                     | Philosophie | Allgemeine Geschichte |
| 1870–1945 | Nishida Kitarō                                                                | - Begründer der Kyōto-Schule - Philosophie ist die Suche nach der „einen Wahrheit“ - Versuch einer Synthese von Philosophie und Religion | |
| 1885–1962 | Tanabe Hajime                                                                 | - Philosophie als „Metanoetik“ (Der Weg der Reue) - Nur wenn alle philosophischen Methoden verneint worden sind, ist Philosophie erst möglich. | |
| 1900–1990 | Nishitani Keiji                                                               | - verband Erfahrungen aus der Praxis des Zen-Buddhismus mit dem Existentialismus | |
| * 1944 | Ryōsuke Ōhashi                                                                | - Philosophie der Leere und des Mitgefühls (Compassion) | |
| 1926–2019 | Shizuteru Ueda                                                                | - Zentrales Thema das Absolute Nichts - Dissertation über die mystische Anthropologie Meister Eckharts und ihre Konfrontation mit der Mystik des Zen-Buddhismus | |
| Auch Gesellschaftsphilosophie beschäftigt sich mit Fragen zum Sinn und Wesen einer Gesellschaft. Insbesondere beleuchtet sie das Verhältnis zwischen dem einzelnen Menschen und der Gemeinschaft sowie die Strukturen des Zusammenlebens. |                                                                               | | |
| Periode | Philosoph                                                                     | Philosophie | Allgemeine Geschichte |
| 1855–1936 | Ferdinand Tönnies                                                             | - Gemeinschaft und Gesellschaft - Voluntarismus | |
| 1858–1917 | Émile Durkheim                                                                | - Arbeitsteilung in der Industriegesellschaft – mechanische und organische Solidarität - soziologischen Methode – Sozialer Tatbestand - Die elementaren Formen des religiösen Lebens | |
| 1864–1920 | Max Weber                                                                     | - Werturteilsfreie Wissenschaft vom Sozialen Handeln - Gesinnungs- und Verantwortungsethik | |
| 1882–1927 | Leonard Nelson                                                                | - Wiederbegründung der Fries'schen Schule | |
| 1893–1947 | Karl Mannheim                                                                 | - Krisenerscheinungen in der Massendemokratie | |
| 1897–1990 | Norbert Elias                                                                 | - Über den Prozess der Zivilisation - Von der Entstehung der Werte - Menschenwissenschaften | |
| 1900–1980 | Erich Fromm                                                                   | - „Die Kunst des Liebens“ - Sozialkritiker | |
| 1925–1986 | Michel de Certeau                                                             | - „Die Kunst des Handels“ - Soziologie des Alltagslebens | |
| 1927–1998 | Niklas Luhmann                                                                | - Begründer der soziologischen Systemtheorie - Variante des radikalen Konstruktivismus - Kommunikation als kleinstes Element steuert soziale Systeme | |
| 1930–2002 | Pierre Bourdieu                                                               | - Poststrukturalismus - Konzepte wie Habitus, Sozialer Raum, Soziales Feld oder Raum der Lebensstile - Unterscheidung von ökonomischem, sozialem, symbolischem und kulturellem Kapital - Theorie der symbolischen Gewalt - Die feinen Unterschiede | |
| 1934–2024 | Oskar Negt                                                                    | - Grundlagen der Gewerkschaften | |
| 1936–2024 | Herbert Schnädelbach                                                          | - Diskurspluralität und methodischer Rationalismus | |
| * 1953 | Wilhelm Schmid                                                                | - Philosophie der Lebenskunst | |
| Eines der Hauptanliegen des logischen Empirismus oder auch logischen Positivismus war es, genaue Kriterien angeben zu können, nach denen man philosophische Methoden als gültig bzw. ungültig beurteilen kann. Wichtiges Motiv dafür war der Vergleich zwischen der Entwicklung der empirischen Wissenschaften sowie der Mathematik einerseits und der Philosophie andererseits. |                                                                               | | |
| Periode | Philosoph                                                                     | Philosophie | Allgemeine Geschichte |
| 1882–1936 | Moritz Schlick                                                                | - Physiker und Wissenschaftstheoretiker - Begründer des Wiener Kreises | |
| 1879–1934 | Hans Hahn                                                                     | - Der Satz von Hahn-Banach - Sein berühmtester Schüler war Kurt Gödel | |
| 1880–1975 | Victor Kraft                                                                  | | |
| 1882–1945 | Otto Neurath                                                                  | - Mitverfasser der wissenschaftlichen Weltauffassung - Methode der Bildpädagogik | |
| 1884–1966 | Philipp Frank                                                                 | | |
| 1891–1970 | Rudolf Carnap                                                                 | - Logische Analyse der Wissenschaftssprache - Scheinprobleme der Philosophie (Metaphysik) - Modallogik und wahrscheinlichkeitsbasierte Induktion | |
| 1891–1953 | Hans Reichenbach                                                              | - Wahrheit kann nicht aus Beobachtung geschlossen werden. - Erkenntnis beruht auf Wahrscheinlichkeitsschlüssen. | |
| 1895–1945 | Felix Kaufmann                                                                | | |
| 1896–1959 | Friedrich Waismann                                                            | - Arbeiten zur Logik und Sprachphilosophie | |
| 1902–1988 | Herbert Feigl                                                                 | | |
| 1902–1985 | Karl Menger                                                                   | | |
| 1905–1997 | Carl Gustav Hempel                                                            | - Hempel-Oppenheim–Schema - Eine Erklärung ist gegeben, wenn bestimmte Adäquatheitsbedingungen erfüllt sind. | |
| 1885–1977 | Paul Oppenheim                                                                | - Mitbegründer des Hempel-Oppenheim–Schemas - Gestaltpsychologie und Wissenschaftstheorie. | |
| 1906–1978 | Kurt Gödel                                                                    | - Gödelscher Unvollständigkeitssatz - axiomatische Theorie kann nicht ihre Widerspruchsfreiheit beweisen | |
| 1910–1989 | Alfred Jules Ayer                                                             | - Sprache, Wahrheit und Logik - Britischer Vertreter des Wiener Kreises | |
| 1916–2003 | Georg Henrik von Wright                                                       | - Entwicklung einer deontischen Logik aus der Modallogik - Norwegischer Vertreter des Wiener Kreises | |
| Ausgangspunkt der analytischen Philosophie ist die Auffassung, dass viele Probleme der Philosophie durch einen ungenügend präzisen Umgang mit der Sprache hervorgerufen werden. Daher sind zunächst eine Klärung von Begriffen und eine logische Analyse der Sprache erforderlich. Ähnliche Auffassungen finden sich parallel und in wechselseitigem Austausch bei den Vertretern des logischen Empirismus. Im Ursprung befassten sich die Vertreter der analytischen Philosophie ganz vorwiegend mit Themen der Sprachanalyse. Im Verlaufe der Zeit verbreiterte sich das Spektrum. Ende des 20. Jahrhunderts hatte sich die analytische Philosophie, nun eher als Methode verstanden, auf alle Themenbereiche der theoretischen und praktischen Philosophie ausgeweitet. Die meisten ihrer Vertreter behandeln neben der Sprache Fragen der Erkenntnistheorie, der Logik, der Philosophie des Geistes, metatheoretische Fragen sowie zugleich auch ethische Fragen. Eine Zuordnung zu einer der nachfolgenden Disziplin kann daher nur nach einem vorrangigen Schwerpunkt erfolgen. |                                                                               | | |
| Periode | Philosoph                                                                     | Philosophie | Allgemeine Geschichte |
| 1848–1925 | Gottlob Frege                                                                 | - Begriffsschrift (Sinn und Bedeutung), Funktion und Begriff, Über Sinn und Bedeutung, Über Begriff und Gegenstand, - Frege-Prinzip - Grundlagen der neueren, formalen Logik incl. Prädikatenlogik zweiter Stufe - Begründer des Logizismus in der Philosophie der Mathematik - Lehrer von Rudolf Carnap | |
| 1872–1970 | Bertrand Russell                                                              | - Rückführung der Mathematik auf die Logik - Paradoxon der Mengenlehre - sprachanalytischer Atomismus (Theorie der Kennzeichnung) | |
| 1873–1958 | George Edward Moore                                                           | - Naturalistischer Fehlschluss - Analytische Methode zur Begründung des Common Sense | |
| 1889–1951 | Ludwig Wittgenstein                                                           | - Tractatus logico-philosophicus - Philosophische Untersuchungen - Sprachanalyse zur Klärung von Sprachverwirrung - Sprachspiele und „Familienähnlichkeiten“ von Begriffen - „Die Bedeutung eines Wortes ist sein Gebrauch“ | |
| 1889–1957 | Charles Kay Ogden                                                             | - Entwickelte unter Bezugnahme auf Peirce das semiotische Dreieck | |
| 1900–1976 | Gilbert Ryle                                                                  | - Mythos vom Geist als „Gespenst in der Maschine“ - Kategorienfehler = falscher Begriff im Kontext | |
| 1909–1988 | Max Black                                                                     | - Theorie der Metapher, Philosophie der Mathematik, Kunstphilosophie | |
| 1911–1960 | John Langshaw Austin                                                          | - Sprechakttheorie - Lokution = Äußerung; Illokution = Rolle der Äußerung; Perlokution = Folge der Äußerung | |
| 1913–1988 | Paul Grice                                                                    | - Untersuchte die Sprecherbedeutung - führte die Begriffe Implikatur und Kooperationsprinzip in die Sprachphilosophie ein. | |
| 1917–2003 | Donald Davidson                                                               | - Bedeutungstheorie | |
| 1925–2011 | Michael Dummett                                                               | - Grenzen der Theorie der Bedeutung | |
| * 1928 | Noam Chomsky                                                                  | - Universalgrammatik, Chomsky-Hierarchie, generative Transformationsgrammatik - Scharfer Gesellschaftskritiker, der dem Anarchismus nahesteht | |
| 1930–1971 | Richard Montague                                                              | - Entwickelte eine formale Semantik | |
| 1931–2015 | Keith Donnellan                                                               | - Kritiker von Putnam und Strawson zum Thema Kennzeichnung | |
| * 1932 | Dagfinn Føllesdal                                                             | - sucht gezielt die Auseinandersetzung mit der Kontinentalphilosophie | |
| * 1932 | John Searle                                                                   | - Weiterentwicklung der Sprechakttheorie - Intentionalität als Bindeglied zwischen Sprachphilosophie und Philosophie des Geistes - Ablehnung des Reduktionismus in der Philosophie des Geistes - Gedankenexperiment des Chinesischen Zimmers - Realismus in Bezug auf beobachterunabhängige Phänomene - Konstruktion der Sozialen Wirklichkeit | |
| * 1933 | David Kaplan                                                                  | - Arbeitete über Demonstrativpronomen | |
| 1938–2021 | Gilbert Harman                                                                | - Quine-Schüler, Antirealismus und ethischer Relativismus | |
| 1940–2022 | Saul Kripke                                                                   | - sprachphilosophischer Externalismus mit Kennzeichnung durch starre Designatoren | |
| * 1941 | Eike von Savigny                                                              | - Wittgenstein-Interpret | |
| * 1946 | Scott Soames                                                                  | - Vertreter des Externalismus | |
| * 1946 | Tyler Burge                                                                   | - gilt als Vertreter des Externalismus, Kritiker des Physikalismus | |
| * 1958 | Stephen Neale                                                                 | - verteidigt Russells Theorie der Kennzeichnung | |
| Logik |                                                                               | | |
| 1858–1932 | Giuseppe Peano                                                                | - Peano-Axiome - Latein als Plansprache ohne Beugung | |
| 1862–1943 | David Hilbert                                                                 | - Begriffsdefinitionen und Beweisverfahren in der Mathematik | |
| 1878–1956 | Jan Łukasiewicz                                                               | - Formulierte eine viel diskutierte Wahrheitstheorie - Bestätigung auf der Ebene einer Metasprache | |
| 1901–1983 | Alfred Tarski                                                                 | - Semantischer Begriff der Wahrheit | |
| 1902–1995 | Joseph Maria Bocheński                                                        | - Logiker, Vertreter des Platonismus | |
| 1903–1930 | Frank Plumpton Ramsey                                                         | - Logiker und Freund Wittgensteins - Redundanztheorie der Wahrheit | |
| 1903–1995 | Alonzo Church                                                                 | - Begründer der theoretischen Informatik - Platoniker im Universalienstreit | |
| 1919–2017 | Raymond Smullyan                                                              | - Mathematiker, spezialisiert auf Paradoxien | |
| 1929–2015 | Jaakko Hintikka                                                               | - Logik, Wissenschaftstheorie, Mögliche-Welt-Semantik | |
| * 1930 | Nuel Belnap                                                                   | - Belnaps vierwertige Logik | |
| * 1949 | Johan van Benthem                                                             | - Modallogik | |
| Ontologie |                                                                               | | |
| 1908–2000 | Willard Van Orman Quine                                                       | - Eine Theorie ist nur als Ganzes widerlegbar (Duhem-Quine-These) - Jedes Beobachtungselement und jede Aussage sind theoriebeladen - strikter Empirismus und Forderung eines Naturalismus = Abschaffung der Philosophie - sprachphilosophischer Holismus | |
| 1916–2013 | Peter Geach                                                                   | - entwickelte einen „analytischen Thomismus“ | |
| 1919–2006 | Peter Strawson                                                                | - raumzeitlich bestimmbare Einzeldinge sind real - Die Gleichsetzung abstrakter Sachverhalte mit Realität ist Metaphysik - Theorien setzen sich aufgrund größeren Erfolgs durch - semantische Theorie der Präsuppositionen - Theorie der Transzendentalen Argumente | |
| 1926–2014 | David Armstrong                                                               | - Universalienrealismus (Naturgesetze sind Relationen zwischen Universalien) | |
| 1931–2010 | Reinhardt Grossmann                                                           | - Kategoriale Ontologie - Tatsachen als Grundbausteine der Welt | |
| * 1932 | Franz von Kutschera                                                           | - Ontologischer Dualismus | |
| * 1942 | Peter van Inwagen                                                             | - Ontologie, Identität und Modalität; Indeterminist | |
| * 1951 | Kevin Mulligan                                                                | - arbeitet über Wahrmacher | |
| * 1952 | Edward N. Zalta                                                               | - Für jeden Satz von Eigenschaften (set of properties) gibt es genau ein Objekt - Herausgeber der Stanford Encyclopedia of Philosophy | |
| * 1954 | Barry Smith                                                                   | - Formale Ontologie - Ontologie in der Informatik - Biomedical Ontology | |
| Ethik |                                                                               | | |
| 1877–1971 | W. D. Ross                                                                    | - deontologischer Intuitionismus - Das Richtige und das Gute - Befürworter eines Perfektionismus | |
| 1908–1994 | William K. Frankena                                                           | - Metaethik, Theorie der normativen Ethik | |
| 1908–1979 | Charles L. Stevenson                                                          | - Schwerpunkte in Ethik und Ästhetik - Vertreter des Emotivismus - sittliche Werturteile sind nicht deskriptiv | |
| 1912–2004 | Alan Gewirth                                                                  | - deontologische, rationalistische Ethik - Letztbegründung der Moral aufgrund Selbstreflexion - Prinzip der natürlichen Konsistenz | |
| 1917–1981 | John Leslie Mackie                                                            | - antimetaphysische Moralphilosophie - Irrtumstheorie der Moral - Das Wunder des Theismus - INUS-Bedingung zur Erläuterung von Ursachen | |
| 1919–2002 | Richard Mervyn Hare                                                           | - Moralsprache ist vor allem präskriptiv - Kombination von Universalität mit Präskriptivität führt zum Präferenzutilitarismus | |
| 1919–2001 | Elizabeth Anscombe                                                            | - Wiederbelebung der Tugendethik - Frühe feministische Philosophin - Mitherausgeberin von Wittgenstein | |
| 1920–2010 | Philippa Foot                                                                 | - moderner Aristotelismus - Tugendethik mit Nächstenliebe als wichtigem Wert - moralische Urteile haben hypothetischen Charakter (sind nicht deontologisch) - Es gibt keine Dichotomie von Tatsachen und Werten - Trolley-Problem als ethisches Dilemma | |
| 1929–2003 | Bernard Williams                                                              | - Synthese aus verschiedenen historischen und kulturellen Positionen, Antireduktionismus - Kritiker des Utilitarismus - thematisierte moralisch dichte Begriffe | |
| 1930–2023 | Ernst Tugendhat                                                               | - Sprachphilosophie und Philosophie des Selbst - Ethik und Anthropologie | |
| * 1937 | Cora Diamond                                                                  | - „Resolute Lesart“ Wittgensteins - Moralphilosophin | |
| * 1940 | Thomas M. Scanlon                                                             | - Kontraktualismus | |
| 1942–2017 | Derek Parfit                                                                  | - Ethik, Vernunft und Person | |
| * 1946 | Peter Singer                                                                  | - Begriff der Person als Problem der Ethik - Euthanasie und Abtreibung? | |
| * 1946 | Dieter Birnbacher                                                             | - Angewandte Ethik, insbesondere Medizinethik und Neuroethik - Didaktik der Philosophie | |
| * 1947 | Martha Nussbaum                                                               | - Tugendethik - Soziale Gerechtigkeit - Verwirklichungschancen | |
| * 1952 | Susan R. Wolf                                                                 | - Freier Wille und Vernunft | |
| * 1952 | Christine Korsgaard                                                           | - die Quellen der Normativität - Moralphilosophie Immanuel Kants | |
| Philosophie des Geistes |                                                                               | | |
| 1887–1971 | Charlie Dunbar Broad                                                          | - Emergenztheorie | |
| 1903–1997 | John Carew Eccles                                                             | - Hirnforscher – Vertrat mit Popper einen Dualismus | |
| 1912–1989 | Wilfrid Sellars                                                               | - Mythos des Gegebenen | |
| 1916–1999 | Roderick Chisholm                                                             | - Primat des Intentionalen - apriorisches Wissen beruht auf Einsicht in notwendige Wahrheit | |
| 1920–2012 | J.J.C. Smart                                                                  | - Identitätstheorie, Utilitarismus, Atheismus | |
| 1929–2023 | Harry Frankfurt                                                               | - Analyse des Freiheitsbegriffs | |
| 1932–2013 | Fred Dretske                                                                  | - Analyse des Informationsbegriffs - im Bereich der Erkenntnistheorie und der Philosophie des Geistes | |
| * 1933 | Joseph Levine                                                                 | - Argument der Erklärungslücke | |
| * 1933 | Ruth Millikan                                                                 | - naturalistische Erklärung der Intentionalität | |
| 1934–2019 | Jaegwon Kim                                                                   | - Begriff der Supervenienz | |
| 1935–2017 | Jerry Fodor                                                                   | - Language of Thought (Sprache des Denkens) | |
| * 1937 | Thomas Nagel                                                                  | - Antireduktionismus („What is it like to be a bat“) - erkenntnistheoretischer radikaler Realismus („View From Nowhere“) | |
| 1941–2001 | David Lewis                                                                   | - Beiträge zur Spieltheorie - Philosophie des Geistes | |
| 1942–2024 | Daniel Dennett                                                                | - Eliminativer Materialismus, vertritt das Konzept der Meme - führendes Mitglied der Brights | |
| * 1942 | Ned Block                                                                     | - Kritik des Funktionalismus | |
| * 1942 | Paul Churchland                                                               | - Eliminativer Materialismus | |
| * 1943 | John Perry                                                                    | - arbeitet über Indexikalität und Selbstbewusstsein | |
| * 1943 | Frank Cameron Jackson                                                         | - entwickelte mit dem Gedankenexperiment von Mary ein antiphysikalistisches Argument in der Diskussion der Qualia | |
| 1944–2023 | Peter Bieri                                                                   | - „Das Handwerk der Freiheit“ - Bieri-Trilemma | |
| * 1945 | Ansgar Beckermann                                                             | - Physikalismus | |
| * 1952 | Joseph Levine                                                                 | - sieht eine Erklärungslücke in der Diskussion der Qualia | |
| * 1956 | Michael Pauen                                                                 | - Vertreter der Identitätstheorie | |
| * 1958 | Thomas Metzinger                                                              | - Theorie der Selbstmodelle | |
| * 1966 | David Chalmers                                                                | - Eigenschaftsdualismus - Kontroverse Position zu Dennett | |
| Erkenntnistheorie |                                                                               | | |
| 1927–2021 | Edmund Gettier                                                                | - Gettier-Problem | |
| * 1936 | Keith Lehrer                                                                  | - Kohärenztheorie der Rechtfertigung | |
| * 1940 | Ernest Sosa                                                                   | - vertritt eine auf Tugenden bzw. Werten (virtues) basierende Epistemologie | |
| * 1941 | Robert Audi                                                                   | - Erkenntnistheoretiker, befasst sich mit Wirtschaftsethik | |
| * 1943 | Laurence Bonjour                                                              | - Kohärenztheorie des Wissens | |
| * 1945 | Susan Haack                                                                   | - entwickelte eine Position als Kombination von Fundamentalismus und Kohärentismus - vertritt einen Pragmatismus in Anlehnung an Charles S. Peirce | |
| Neopragmatismus |                                                                               | | |
| 1906–1998 | Nelson Goodman                                                                | - Goodmans neues Rätsel der Induktion - Sprachen der Kunst - Symboltheorie - Weisen der Welterzeugung – These „mehrerer Welten“ - Richtigkeit statt Wahrheit | |
| 1926–2016 | Hilary Putnam                                                                 | - Wechselte vom Funktionalismus zum Naiven Realismus - Philosophie des Geistes: Die Welt ist nicht nur im Kopf - Gedankenexperimente vom Gehirn im Tank und von der Zwillingserde - Universelle sprachliche Arbeitsteilung (Semantischer Externalismus) - sprachphilosophische Theorie der Stereotypen | |
| 1928–2024 | Nicholas Rescher                                                              | - methodischer Pragmatismus - Kohärenztheorie der Wahrheit - Prozessphilosophie | |
| 1931–2007 | Richard Rorty                                                                 | - Jede Fundamentalphilosophie ist zum Scheitern verurteilt - Der Spiegel der Natur - Der Wahrheitsbegriff ist nur kulturrelativ zu verstehen - Bestritt die Existenz mentaler Phänomene (Eliminativismus) - Historisierung erkenntnistheoretischer Fragen | |
| * 1942 | John McDowell                                                                 | - Zweite Natur - Externalismus in der Philosophie des Geistes - Undogmatischer Empirismus - empirische Rechtfertigung von Überzeugungen | |
| * 1950 | Robert Brandom                                                                | - Sprachpragmatiker, Inferenztheorie - Expessive Vernunft | |
| Der Kritische Rationalismus setzt sich mit der Frage auseinander, wie wissenschaftliche oder gesellschaftliche (aber prinzipiell auch alltägliche) Probleme undogmatisch, planmäßig (‚methodisch‘) und vernünftig (‚rational‘) untersucht und geklärt werden können, ohne der Wissenschaftsgläubigkeit (Positivismus) oder einem erkenntnistheoretischen Relativismus zu verfallen. |                                                                               | | |
| Periode | Philosoph                                                                     | Philosophie | Allgemeine Geschichte |
| 1902–1994 | Karl Popper                                                                   | - Erkenntnistheorie: - Wissen ist weder sicher, noch wahrscheinlich oder auch nur begründet (Erkenntnisskeptizismus) - Aussagen können dennoch in einem absoluten Sinn wahr sein (Absolutismus) - rationale Unterscheidung wahrer und falscher Aussagen durch Falsifizierung und Kritik - Es gibt keine erkenntnistheoretisch voneinander abgrenzbaren Wissensgebiete oder Fächer - Versuch und Irrtum als Methode der Vernunft (evolutionäre Erkenntnistheorie). - Konzept der „Offenen Gesellschaft“ - Ablehnung jedes Historismus und jeder utopischen Sozialplanung - Grundwerte sind Sicherheit, individuelle Freiheit und Gleichbehandlung, realisiert in der westlichen Demokratie - Glück aller Bürger kann vom Staat nicht verwirklicht werden, stattdessen gilt es, Leiden und Unrecht zu vermindern (negativer Utilitarismus) - Reformatorischer Ansatz: gesellschaftlicher Fortschritt in kleinen Schritten durch Sozialtechnologie - Ontologie: Drei Welten (physische, psychische Welt und Welt der Denkobjekte (z. B. Mathematik)) | |
| 1919–2003 | Ernst Topitsch                                                                | - Kritisiert vermeintliche Erkenntnisse aufgrund von Leerformeln - Freundschaft mit Albert, Distanz zu Popper | |
| 1921–2023 | Hans Albert                                                                   | - Sozialphilosoph – Positivismusstreit - Münchhausen-Trilemma | |
| 1934–1990 | William Warren Bartley                                                        | - Pankritischer Rationalismus | |
| * 1939 | Hubert Kiesewetter                                                            | | |
| * 1940 | Alan Musgrave                                                                 | | |
| * 1940 | Kurt Salamun                                                                  | | |
| * 1942 | David Miller                                                                  | | |
| * 1943 | Gerhard Vollmer                                                               | - verbindet den Kritischen Rationalismus mit einem gemäßigten Naturalismus - entwickelte die Evolutionäre Erkenntnistheorie | |
| 1955–2018 | Franz M. Wuketits                                                             | - Vertreter der evolutionären Erkenntnistheorie | |
| Politische Philosophie |                                                                               | | |
| Periode | Philosoph                                                                     | Philosophie | Allgemeine Geschichte |
| 1867–1956 | Julien Benda                                                                  | - Forderte ein Vereintes Europa (Untersuchung über die europäische Nation (1933)) - Schrieb gegen den Nationalsozialismus (Die Schicksalsprüfung der Demokratien (1942)) | |
| 1869–1966 | Friedrich Wilhelm Foerster                                                    | - Moralphilosoph - Kriegsgegner – NS-Gegner | |
| 1888–1985 | Carl Schmitt                                                                  | - antiliberaler Gegner des Pluralismus - dachte in der Tradition von Hobbes und Machiavelli - stand dem Nationalsozialismus nahe | |
| 1899–1973 | Leo Strauss                                                                   | - Neokonservatismus | |
| 1899–1992 | Friedrich August von Hayek                                                    | - sozioökonomische und politische Philosophie des Liberalismus - Verfassung einer Gesellschaft freier Menschen - Theorie der kulturellen Evolution und des menschlichen Zusammenlebens in arbeitsteiligen Gesellschaften - Kritiker der Anmaßung von Wissen und des Kollektivismus | |
| 1901–1985 | Eric Voegelin                                                                 | - Staatstheorie | |
| 1901–1990 | Michael Oakeshott                                                             | - erkenntnistheoretischer Idealismus - es gibt keine objektiven Theorien (Interpretationismus) - politische Handlungen sind bestimmt durch gesellschaftliche Regeln („rule of law“), die als Maß des Guten und des Bösen gelten - der Staat ist eine Vereinigung, in der die moralische Autonomie im Rahmen der Regeln gewährleistet wird, und damit Voraussetzung distributiver Gerechtigkeit - ein staatlicher Perfektionismus beinhaltet immer die Gefahr des Totalitarismus, deshalb gewährleistet allein politische Rationalität eine demokratische Gesellschaft | |
| 1902–1992 | Günther Anders                                                                | - Pazifist und Atomgegener - warnte vor der Zerstörung der Humanität | |
| 1905–1983 | Raymond Aron                                                                  | - Kritiker des Totalitarismus - Dialektik von Frieden und Krieg - Analyse der modernen Industriegesellschaften | |
| 1906–1975 | Hannah Arendt                                                                 | - Was ist Existenzphilosophie? - analysierte den Totalitarismus (Elemente und Ursprünge totaler Herrschaft) - schrieb über die „Banalität des Bösen“ im Denken Eichmanns (Eichmann in Jerusalem) - Macht und Gewalt - Vita activa oder Vom tätigen Leben - Über das Böse | |
| 1909–1997 | Isaiah Berlin                                                                 | - Negative und Positive Freiheit | |
| 1921–2002 | John Rawls                                                                    | - Herausragender politischer Philosoph des 20. Jahrhunderts - mit den Werken Theorie der Gerechtigkeit und Politischer Liberalismus vertrat er einen egalitären Liberalismus | |
| 1930–1992 | Allan Bloom                                                                   | - Kulturkritiker, wandte sich gegen den Egoismus in der modernen Gesellschaft | |
| 1932–2003 | Ernst Vollrath                                                                | - Theorie des Politischen (in Anlehnung an Arendt) | |
| * 1933 | Amartya Sen                                                                   | - Verknüpft Wirtschaftswissenschaften mit Ethik und politischer Philosophie - als Kritiker der Public Choice Theory leistete er maßgebliche Beiträge zur Theorie der kollektiven Entscheidungen - Anreger für den Index der menschlichen Entwicklung; Beiträge zur Wohlfahrtsfunktion - Ausgehend vom Lebensstandard schuf er das Konzept der Verwirklichungschancen | |
| 1938–2002 | Robert Nozick                                                                 | - Libertäre Gesellschaftstheorie als Kontrapunkt zu Rawls | |
| * 1943 | Otfried Höffe                                                                 | - Kantianer, Rechts- und Staatsphilosophie | |
| * 1947 | Nancy Fraser                                                                  | - Eine der bekanntesten US-amerikanischen Feministinnen. - Auseinandersetzung mit dem („Kanibalischen“) Kapitalismus | |
| Unter Kommunitarismus versteht man eine politische Philosophie, die die Verantwortung des Individuums gegenüber seiner Umgebung und die soziale Rolle der Familie betont. Nur auf der Basis dieser gemeinsamen Wertvorstellungen, vor allem auf der Grundlage einer gemeinschaftlichen Konzeption des Guten, könne sinnvoll über die Grundsätze der Gerechtigkeit verhandelt werden. |                                                                               | | |
| Periode | Philosoph                                                                     | Philosophie | Allgemeine Geschichte |
| 1929–2023 | Amitai Etzioni                                                                | - Die aktive Gesellschaft | |
| 1929–2025 | Alasdair MacIntyre                                                            | - will an die Tugendlehre von Aristoteles anknüpfen | |
| * 1931 | Charles Taylor                                                                | - “westliche Identität” | |
| * 1935 | Michael Walzer                                                                | - Sphären der Gerechtigkeit | |
| 1939–2017 | Benjamin R. Barber                                                            | - fordert eine partizipatorische Demokratie | |
| * 1953 | Michael Sandel                                                                | - kritisiert das Fehlen sozialer Werte bei Rawls | |
| Neomarxismus und Kritische Theorie |                                                                               | | |
| Periode | Philosoph                                                                     | Philosophie | Allgemeine Geschichte |
| 1873–1937 | Max Adler                                                                     | - Austromarxismus | |
| 1891–1937 | Antonio Gramsci                                                               | - Prägte den Begriff der Zivilgesellschaft - Gefängnishefte | |
| 1885–1971 | Georg Lukács                                                                  | - entwarf den Gedanken einer „demokratischen Diktatur des Proletariats“ - Ästhetiker - Geschichte und Klassenbewusstsein - Die Zerstörung der Vernunft | |
| 1892–1940 | Walter Benjamin                                                               | - verknüpfte Kunst- und Kulturkritik mit dem historischen Materialismus - Deutsche Menschen - Der Autor als Produzent - Das Kunstwerk im Zeitalter seiner technischen Reproduzierbarkeit - Über den Begriff der Geschichte | |
| 1885–1977 | Ernst Bloch                                                                   | - Das Prinzip Hoffnung - lehrte eine humanistische Freiheitsidee - entwickelte die Konzepte der Ungleichzeitigkeit und der Konkreten Utopie | |
| 1895–1973 | Max Horkheimer                                                                | - grundsätzliche Kritik der „bürgerlichen Gesellschaft“ - prägte den Begriff der instrumentellen Vernunft - Begründer und Herausgeber der Zeitschrift für Sozialforschung | |
| 1898–1979 | Herbert Marcuse                                                               | - Mitarbeiter des Institut für Sozialforschung - Kritik des Kapitalismus als ultimative Krise des menschlichen Wesens. - Problematik der Entfremdung | |
| 1899–1990 | Alfred Sohn-Rethel                                                            | - Materialistische Erkenntnistheorie - Abstraktes Denken als Folge des abstrakten Warentausches | |
| 1903–1969 | Theodor W. Adorno                                                             | - Dialektik der Aufklärung mit Horkheimer - Minima Moralia - Philosophie der neuen Musik - Jargon der Eigentlichkeit - Negative Dialektik | |
| 1906–1985 | Wolfgang Abendroth                                                            | - Sozialgeschichte der europäischen Arbeiterbewegung; Marburger Schule | |
| 1907–1995 | Leo Kofler                                                                    | - eigenständige Kritische Theorie | |
| 1927–2009 | Leszek Kołakowski                                                             | - Humanistischer Marxismus | |
| 1927–2011 | Hans Heinz Holz                                                               | - Herausgeber von Topos – Internationale Beiträge zur dialektischen Theorie | |
| * 1929 | Jürgen Habermas                                                               | - Erkenntnis und Interesse - Technik und Wissenschaft als „Ideologie“ - Theorie des kommunikativen Handelns - Der philosophische Diskurs der Moderne - Diskurstheorie des Rechts | |
| 1931–2012 | Alfred Schmidt                                                                | - „Pionier einer undogmatisch-emanzipatorischen Marx-Rezeption“ | |
| 1933–2023 | Antonio Negri                                                                 | - Operaismus | |
| 1934–2004 | Peter Bulthaup                                                                | | |
| 1941–2018 | Domenico Losurdo                                                              | - Kritiker des Geschichtsrevisionismus | |
| 1943–2013 | Costanzo Preve                                                                | - Antiliberalismus | |
| * 1949 | Axel Honneth                                                                  | - Theorie der Anerkennung | |
| Der Begriff Jüdische Philosophie bezeichnet die Verbindung philosophischer Studien mit Inhalten der jüdisch-religiösen Traditionen. |                                                                               | | |
| Periode | Philosoph                                                                     | Philosophie | Allgemeine Geschichte |
| 1878–1965 | Martin Buber                                                                  | - Philosophie des Du - Philosophie des Dialogs - Ich und Du - Die Schrift, mit Franz Rosenzweig maßgebliche deutsche Übersetzung des Tanachs, der hebräischen Bibel | |
| 1880–1950 | Julius Guttmann                                                               | - Die Philosophie des Judentums (1933) gilt als judentumsgeschichtliches Standardwerk | |
| 1881–1992 | Mordechai M. Kaplan                                                           | - Begründer des jüdischen Rekonstruktionismus in den USA - religiöser Naturalismus in Anlehnung an John Dewey | |
| 1886–1929 | Franz Rosenzweig                                                              | - Der Stern der Erlösung - Interreligiöser Dialog - Freies Jüdisches Lehrhaus | |
| 1897–1982 | Gershom Scholem                                                               | - Arbeitete insbesondere über die Kabbala | |
| 1914–1998 | Hermann Levin Goldschmidt                                                     | - Dialogphilosophie | |
| 1916–2003 | Emil Fackenheim                                                               | - Neben Darstellungen der jüdischen Philosophie Arbeiten über den Deutschen Idealismus | |
| 1923–1987 | Jacob Taubes                                                                  | - Apokalyptik und Gnosis | |
| Sie ist eine philosophische Disziplin, die die Erscheinungsformen und den theoretischen Gehalt von Religion bzw. Religionen zum Gegenstand hat. Sie versucht, systematisch und rational Antwort zu geben auf Fragen nach der Vernünftigkeit religiöser Aussagen, nach Wesen und Formen von Religionen und ihrer praktischen Bedeutung im Leben des Menschen. Sie kann sich als Religionskritik manifestieren oder auch als sprachphilosophische Analyse der Form religiöser Sprachen. |                                                                               | | |
| Periode | Philosoph                                                                     | Philosophie | Allgemeine Geschichte |
| 1853–1924 | Clemens Baeumker                                                              | - katholischer Philosophiehistoriker | |
| 1865–1923 | Ernst Troeltsch                                                               | - Systematiker der Religionsgeschichtlichen Schule - Die Absolutheit des Christentums und die Religionsgeschichte | |
| 1875–1949 | Martin Grabmann                                                               | - Geschichte der mittelalterlichen Philosophie | |
| 1878–1944 | Joseph Maréchal                                                               | - französischer Neuthomist | |
| 1881–1955 | Pierre Teilhard de Chardin                                                    | - Leben und Kosmos sind in einer von Gott bewirkten kreativen Bewegung - Omegapunkt | |
| 1882–1937 | Pawel Florenski                                                               | - Philosoph, Dichter, Theologe, Kunstwissenschaftler, Mathematiker, Naturwissenschaftler – „russischer Leonardo da Vinci“ - geprägt von der Naturauffassung Goethes und der späten Morallehre Tolstojs - Versuch einer Synthese von russischer Religions- und Kulturphilosophie mit den naturwissenschaftlichen Erkenntnissen des 20. Jahrhunderts - Ziel der Aufhebung der neuzeitlichen Trennung von Menschlichkeit und Wissenschaftlichkeit - Metaphysik symbolistischer Ästhetik | |
| 1882–1973 | Jacques Maritain                                                              | - Neuthomist, Christlicher Humanismus - Wirkte mit an der Formulierung der UN-Erklärung der Menschenrechte | |
| 1884–1940 | Peter Wust                                                                    | - Christliche Dialog- und Existenzphilosophie | |
| 1884–1978 | Étienne Gilson                                                                | - Neuthomist, christliche Philosophie im Mittelalter | |
| 1885–1965 | Romano Guardini                                                               | - Existentielle Darstellungen des Lebens und des Denkens | |
| 1886–1965 | Paul Tillich                                                                  | - Religiöser Sozialist - Nähe zur Kritischen Theorie | |
| 1886–1968 | Karl Barth                                                                    | - Dialektische Theologie - Bekennende Kirche | |
| 1884–1976 | Rudolf Bultmann                                                               | - Entmythologisierung der Schrift - Existenzialontologie | |
| 1891–1982 | Alois Dempf                                                                   | - Neuthomist | |
| 1889–1972 | Erich Przywara                                                                | - Jesuit, das endliche Erkenntnisvermögen des Menschen kann das unendliche Sein nie vollständig erfassen | |
| 1903–1992 | Johannes Baptist Lotz                                                         | - Neuthomist - Existenzialismus | |
| 1904–1997 | Josef Pieper                                                                  | - Neuthomist - Philosophische Anthropologie | |
| 1904–1998 | Hans-Eduard Hengstenberg                                                      | - Jedes Seiende enthält Dasein, Wesen und Existenzprinzip | |
| 1909–1943 | Simone Weil                                                                   | - Mystische Kontemplation und Sozialrevolution | |
| 1929–2005 | Béla Weissmahr                                                                | - Begründung der Metaphysik durch das Argument der Retorsion | |
| * 1934 | Richard Swinburne                                                             | - Argumentiert für die Existenz Gottes mit der Methode des induktiven Schließens (Gott als Hypothese) | |
| 1906–1959 | Daniil Leonidowitsch Andrejew                                                 | - Dichter und Mystiker - entwarf mit Roza Mira (Die Weltrose) eine mythische Kosmogonie und Metaphilosophie der Menschheitsgeschichte | |
| Als Grundlagendisziplin der Rechtswissenschaft wird in der Rechtsphilosophie nach dem Wesen des Rechts, dem Verhältnis von Recht zur Gerechtigkeit und zu sozialen Normen, zur Entstehung und Geltung von Recht gefragt. Im 20. Jahrhundert wurde insbesondere diskutiert, inwieweit Recht ausschließlich auf willkürlicher Setzung beruht (Rechtspositivismus) oder ob es übergeordnete Prinzipien und Normen gibt, die in der Rechtspraxis Anwendung finden (Rechtsrealismus). Beiden Positionen gemeinsam ist die Auffassung, dass auf eine metaphysische Begründung des Rechts verzichtet werden kann. |                                                                               | | |
| Periode | Philosoph                                                                     | Philosophie | Allgemeine Geschichte |
| 1851–1911 | Georg Jellinek                                                                | - Kategorisierung von Grund- oder Menschenrechten in der Statuslehre - Prägte den Begriff von der „normativen Kraft des Faktischen“ - Drei-Elemente-Lehre, nach der zur Anerkennung eines Staates als Völkerrechtssubjekt die drei Merkmale „Staatsgebiet“, „Staatsvolk“ und „Staatsgewalt“ erforderlich sind | |
| 1858–1943 | Philipp Heck                                                                  | - Vertrat das Konzept der Interessenjurisprudenz - Prägte den Ausdruck „Paschastellung“ für den Gläubiger in der Gesamtschuld | |
| 1872–1942 | Oskar Kraus                                                                   | - Rechtsphilosoph, entwickelte eine eigene Wertphilosophie | |
| 1878–1949 | Gustav Radbruch                                                               | - Rechtsphilosophie des Neukantianismus - Radbruchsche Formel: Positives Recht wird bei (extremer) Ungerechtigkeit ungültig, | |
| 1881–1973 | Hans Kelsen                                                                   | - Konsequenter Rechtspositivist - Nähe zu Kant und zum kritischen Rationalismus | |
| 1904–1977 | Hans Welzel                                                                   | - begründete die Finale Handlungslehre | |
| 1907–1992 | H. L. A. Hart                                                                 | - Rechtsphilosoph, gemäßigter Rechtspositivismus | |
| 1912–2000 | Helmut Coing                                                                  | - knüpft an die Wertphilosophie Max Schelers und Nicolai Hartmanns an - schuf die Gerechtigkeitskategorie der „iustitia protectiva“, die den Staat zum Schutz des einzelnen in die Pflicht nimmt | |
| 1931–2013 | Ronald Dworkin                                                                | - Rechtsphilosoph - egalitäre Gerechtigkeitstheorie | |
| * 1939 | Richard Posner                                                                | - Vertreter des Law-and-Economics-Ansatzes mit der Forderung nach einer ökonomischen Analyse des Rechts | |
| * 1937 | Norbert Hoerster                                                              | - Interessenethik statt Menschenwürde, Rechtspositivismus wie H.L.A. Hart, skeptische Religionsphilosophie | |
| * 1945 | Robert Alexy                                                                  | - Anwendung der Diskurstheorie auf den Bereich des Rechts | |
| * 1964 | Dietmar von der Pfordten                                                      | - Verbindet Rechtsphilosophie mit der Sozialphilosophie - „Normativer Individualismus“ in der Rechtsethik | |
| Medien- und Technikphilosophie |                                                                               | | |
| Periode | Philosoph                                                                     | Philosophie | Allgemeine Geschichte |
| 1910–1990 | Max Bense                                                                     | - Semiotiker, existentieller Rationalismus - Verknüpfung von Naturwissenschaft, Kunst und Philosophie, Medienphilosophie | |
| 1911–1980 | Marshall McLuhan                                                              | - Die Gutenberg-Galaxis: Das Ende des Buchzeitalters - Das globale Dorf - Understanding Media - The medium is the message. | |
| 1920–1991 | Vilém Flusser                                                                 | - Neue Medien als Chance - Ausgang bei Heidegger | |
| 1932–2018 | Paul Virilio                                                                  | - Medienkritiker - Einfluss der Geschwindigkeit auf die Gesellschaft (Dromologie) | |
| 1943–2011 | Friedrich Kittler                                                             | - Aufschreibesysteme 1800/1900 - Grammophon Film Typewriter | |
| 1947–2022 | Bruno Latour                                                                  | - Begründer der Akteur-Netzwerk-Theorie | |
| Wissenschaftstheorie |                                                                               | | |
| Periode | Philosoph                                                                     | Philosophie | Allgemeine Geschichte |
| 1896–1961 | Ludwik Fleck                                                                  | - Einfluss des Denkstils und des Denkkollektivs auf Theorien | |
| 1900–1990 | Richard Bevan Braithwaite                                                     | - Induktionist in Anlehnung an Hume - arbeitete auf den Gebieten der Wahrscheinlichkeitsrechnung und Spieltheorie | |
| 1906–1987 | Gustav Bergmann                                                               | - ontologischer Realist | |
| 1919–2020 | Mario Bunge                                                                   | - Anschluss an Erkenntnisse des logischen Empirismus, des kritischen Rationalismus und der Systemtheorie - vertritt wissenschaftlichen Realismus und Rationalismus - Entwurf eines emergentistischen Materialismus - Verteidigung des Determinismusprinzips - Hauptwerk: Achtbändiger Treatise on Basic Philosophy (1974–1989) | |
| 1922–1996 | Thomas Samuel Kuhn                                                            | - The Structure of Scientific Revolutions – Paradigmenwechsel | |
| 1922–1974 | Imre Lakatos                                                                  | - Verband die Theorie Poppers mit Kuhn | |
| 1922–2014 | Patrick Suppes                                                                | - kritisiert das reduktionistische Ideal der Einheitswissenschaft | |
| 1923–2018 | Adolf Grünbaum                                                                | - Wissenschaftstheorie der Physik | |
| 1923–1991 | Wolfgang Stegmüller                                                           | - Wissenschaftstheoretischer Strukturalismus | |
| 1924–1994 | Paul Feyerabend                                                               | - anything goes - Erkenntnistheoretischer Anarchismus | |
| 1924–1967 | Norwood Russell Hanson                                                        | - empiristischer Holismus | |
| 1936–2023 | Ian Hacking                                                                   | - Entitätenrealismus | |
| 1938–2020 | Joseph D. Sneed                                                               | - Wissenschaftstheoretischer Strukturalismus | |
| 1939–2017 | Bernulf Kanitscheider                                                         | - kompromissloser Naturalist | |
| 1941–2022 | Larry Laudan                                                                  | - vertritt einen „normativen Naturalismus“ | |
| * 1941 | Bas van Fraassen                                                              | - Konstruktiver Empirismus | |
| * 1943 | Nancy Cartwright                                                              | - Physikalische Gesetze sind deskriptiv (Entitätenrealismus, DN-Modell) | |
| * 1946 | Paul Hoyningen-Huene                                                          | - Arbeiten zur Inkommensurabilität, zum Reduktionismus und zur Wissenschaftsethik | |
| * 1951 | Sandra Mitchell                                                               | - erforscht komplexe Systeme und tritt für einen „integrativen Pluralismus“ ein. | |
| * 1952 | John Dupré                                                                    | - lehnt den Determinismus ab und tritt für eine pluralistische Metaphysik ein. | |
| 1954–2007 | Peter Lipton                                                                  | - Schluss auf die beste Erklärung | |
| * 1960 | Nassim Nicholas Taleb                                                         | - Erkenntnistheorie von Zufallsereignissen - skeptischer Empirist, Kritik der Random-Walk-Theorie - Finanzmathematiker und Derivate-Spezialist; Theorie des Risikomanagements | |
| Programm und Ziel des methodischen Konstruktivismus besteht darin, die Erzeugung der Gegenstände einer Wissenschaft durch die Angabe der methodisch nötigen Schritte und normgebenden Regeln zu rekonstruieren, die ihrer methodisch kontrollierten und regelgemäßen Konstruktion oder „Konstitution“ zugrunde liegen und beachtet werden müssen, wenn jene „in der Tat“ verwirklicht werden sollen. |                                                                               | | |
| Periode | Philosoph                                                                     | Philosophie | Allgemeine Geschichte |
| 1881–1954 | Hugo Dingler                                                                  | - Ideengeber – Schöpfer der Protophysik - pragmatische Erkenntnistheorie - problematische Rolle in der NS-Zeit | |
| 1915–1994 | Paul Lorenzen                                                                 | - Logische Propädeutik - Orthosprache - Konstruktive Mathematik - Dialogische Logik - Protophysik - konstruktive Wissenschaftstheorie und Politikberatung | |
| 1905–1976 | Wilhelm Kamlah                                                                | - Sprach- und Wissenschaftskritik - Philosophische Anthropologie | |
| * 1932 | Kuno Lorenz                                                                   | - Dialogische Anthropologie | |
| * 1936 | Jürgen Mittelstraß                                                            | - Wissenschaftstheorie, Enzyklopädie, geschichtliche Konstanzer Schule | |
| 1935–2022 | Friedrich Kambartel                                                           | - Praktische Philosophie und konstruktive Wissenschaftstheorie | |
| * 1937 | Christian Thiel                                                               | - Grundlagenkrise der Mathematik, Wissenschaftstheorie | |
| * 1942–2016 | Peter Janich                                                                  | - Protophysik von Raum, Zeit und Materie - Methodischer Kulturalismus | |
| * 1944 | Carl Friedrich Gethmann                                                       | - Argumentationstheorie, Technologiefolgenabschätzung | |
| * 1960 | Armin Grunwald                                                                | - arbeitet vor allem auf dem Gebiet der Technikfolgenabschätzung | |
| * 1964 | Dirk Hartmann                                                                 | - Wissenschaftstheorie der Psychologie | |
| Die Kernaussage des radikalen Konstruktivismus ist, dass eine Wahrnehmung kein Abbild einer bewusstseinsunabhängigen Realität liefert, sondern dass Realität für jedes Individuum immer eine Konstruktion aus Sinnesreizen und Gedächtnisleistung darstellt. Deshalb ist Objektivität im Sinne einer Übereinstimmung von wahrgenommenem (konstruiertem) Bild und Realität unmöglich; jede Wahrnehmung ist vollständig subjektiv. Darin besteht die Radikalität (Kompromisslosigkeit) des radikalen Konstruktivismus. |                                                                               | | |
| Periode | Philosoph                                                                     | Philosophie | Allgemeine Geschichte |
| 1886–1980 | Jean Piaget                                                                   | - Ideengeber für Glasersfeld - Genetische Epistemologie - Konstruktivismus als Grundlage der Entwicklungspsychologie | |
| 1911–2002 | Heinz von Foerster                                                            | - Rekursion als Grundlage einer Kybernetik zweiter Ordnung - formulierte den „Ethischen Imperativ“: „Handle stets so, dass die Anzahl der Wahlmöglichkeiten größer wird!“ | |
| 1917–2010 | Ernst von Glasersfeld                                                         | - Wissen wird vom denkenden Subjekt aktiv aufgebaut - Die Funktion der Kognition ist im biologischen Sinn adaptiver Art und zielt auf Passung oder Viabilität - Kognition dient der Organisation der Erfahrungswelt des Subjekts und nicht der ‚Erkenntnis‘ einer objektiven, ontologischen Realität - Organismen neigen zur Wiederholung, zur Erinnerung, zum Vergleichen und zum Bewerten - Erkenntnis ist ein Prozess von Perturbation und Akkommodation mit dem Gleichgewicht der Äquilibration | |
| 1921–2007 | Paul Watzlawick                                                               | - arbeitete als Psychologe mit Gregory Bateson an der Doppelbindungstheorie - Kommunikationstheoretiker: - Jede Kommunikation hat einen Inhalts- und einen Beziehungsaspekt, wobei Letzterer den Ersteren bestimmt - Die Natur einer Beziehung ist durch die Interpunktionen der Kommunikationsabläufe seitens der Partner bedingt - Menschliche Kommunikation bedient sich digitaler und analoger Modalitäten - Zwischenmenschliche Kommunikationsabläufe sind entweder symmetrisch oder komplementär - Förderte den radikalen Konstruktivismus mit populären Büchern: Die erfundene Wirklichkeit, Anleitung zum Unglücklichsein | |
| 1928–2021 | Humberto Maturana                                                             | - Direktor des Biological Computer Laboratory - Die Organisation des Lebendigen beruht auf einer Verknüpfung von organismischer Biologie und Kybernetik - schuf mit Varela den Begriff der Autopoiesis - Sprache ermöglicht den Menschen Bereiche der sogenannten Konsensualität | |
| * 1940 | Siegfried J. Schmidt                                                          | - gilt als Begründer der Empirischen Literaturwissenschaft - Verfechter des Soziokulturellen Konstruktivismus | |
| 1946–2001 | Francisco Varela                                                              | - schrieb mit Maturana: Der Baum der Erkenntnis - Mitinitiator des ersten Mind and Life Dialogs | |
| * 1948 | Kersten Reich                                                                 | - begründete den Ansatz des Interaktionistischen Konstruktivismus | |
| Strukturalismus ist ein Sammelbegriff für interdisziplinäre Methoden und Forschungsprogramme, die Strukturen und Beziehungsgefüge in den weitgehend unbewusst funktionierenden Mechanismen kultureller Symbolsysteme untersuchen. Im Poststrukturalismus stehen stärker historische Diskontinuitäten und die kritische Auseinandersetzung mit dem Verhältnis von sprachlicher Praxis und sozialer Wirklichkeit im Zentrum der Betrachtungen. |                                                                               | | |
| Periode | Philosoph                                                                     | Philosophie | Allgemeine Geschichte |
| 1857–1913 | Ferdinand de Saussure                                                         | - Sprachtheoretiker, dessen Methode philosophisch umgesetzt wurde | |
| 1896–1982 | Roman Jakobson                                                                | - Jede sprachliche Mitteilung enthält die sechs Faktoren Kontext, Botschaft, Sender, Empfänger, Kontakt, Code - Prägte auch die Begriffe Ikonizität (Ähnlichkeit) und Kontrast (Indexikalität). - Lehnte die von Saussure postulierte Arbitrarität der Sprache ab, da Zeichen Teil eines Regelsystems sind. | |
| 1908–2009 | Claude Lévi-Strauss                                                           | - Ethnologe und Anthropologe - Setzte als erster den Strukturalismus ein. | |
| 1901–1981 | Jacques Lacan                                                                 | - Psychoanalytiker - Das Universum des Subjekts besteht aus dem Imaginären und dem Symbolischen | |
| 1902–1976 | Émile Benveniste                                                              | - Kategorien bei Aristoteles sind sprachabhängig. | |
| 1913–2005 | Paul Ricœur                                                                   | - Phänomenologische Sprachanalyse mit Reflex auf Heidegger - Geschichtsphilosophie | |
| 1915–1980 | Roland Barthes                                                                | - strukturalistische Semiotik; Themen: moderne Medien - früher Vertreter des Poststrukturalismus | |
| 1918–1990 | Louis Althusser                                                               | - Interpretierte Marx strukturalistisch | |
| 1919–1983 | Paul de Man                                                                   | - Amerikanischer Vertreter der Dekonstruktion | |
| 1926–1984 | Michel Foucault                                                               | - Kritisiert die Logik des fortgeschrittenen Kapitalismus - Diskursanalyse als Archäologie des Wissens | |
| 1930–2004 | Jacques Derrida                                                               | - Dekonstruktion - Différance: „Unterscheiden“ und „Aufschieben“ (différer) der (Welt- und) Textinterpretation, da Zeichen nicht als Elemente, sondern als Spuren zu betrachten sind, die erst in Beziehung zueinander ihre Bedeutung bekommen und deren Interpretation nie endgültig abgeschlossen ist. | |
| Die Postmoderne beleuchtet im allgemeinen Sinn den Zustand der abendländischen Gesellschaft, der Kultur und der Kunst „nach“ der Moderne. Im philosophischen Sinn wendet sie sich gegen bestimmte Institutionen, Methoden, Begriffe und Grundannahmen der Moderne und versucht diese aufzulösen bzw. reflektierend zu überwinden. Die Vertreter der Postmoderne kritisieren das Innovationsstreben der Moderne als lediglich habituell und automatisiert. |                                                                               | | |
| Periode | Philosoph                                                                     | Philosophie | Allgemeine Geschichte |
| 1917–2003 | Leslie Fiedler                                                                | - Führte den Begriff Postmoderne in die Literaturwissenschaft ein | |
| 1925–1995 | Gilles Deleuze                                                                | - Die Welt als ein Nexus von Virtualitäten | |
| 1924–1998 | Jean-François Lyotard                                                         | - Kommunikation als Spiel mit bestimmten Regeln - Liberalismus als System der zur Kooperation verurteilten Diskurse | |
| 1929–2007 | Jean Baudrillard                                                              | - Antimedientheorie - Verführung des Konsumenten | |
| 1933–2004 | Susan Sontag                                                                  | - gesellschaftskritische Kunstphilosophin | |
| 1937–2015 | André Glucksmann                                                              | - Diskurs über den Krieg | |
| 1930–2019 | Michel Serres                                                                 | - Auf Basis des Informationsmodells von Claude E. Shannon und durch kybernetische Ansätze wird eine Kommunikationstheorie entwickelt - Der Naturvertrag begründet eine philosophische Ökologie oder eine neue Beziehung zur Natur | |
| * 1942 | Giorgio Agamben                                                               | - Durch ihre Reaktionen auf ihre Gegner droht die Gesellschaft ihre demokratischen Grundlagen selbst zu zerstören | |
| * 1947 | Peter Sloterdijk                                                              | - Kulturkritiker und Essayist - Existentialismus, Posthumanismus, Neonietzscheanismus - Kritik der zynischen Vernunft - Eurotaoismus – Kritik der politischen Kinetik - Neuerzählung der Menschheitsgeschichte in der Sphären-Trilogie - Regeln für den Menschenpark - Du mußt dein Leben ändern | |
| * 1952 | Francis Fukuyama                                                              | - Das Ende der Geschichte | |
| Sie bezeichnet verschiedene, zumeist von Frauen vertretene Ansätze in der Philosophie des 20. Jahrhunderts und der Gegenwartsphilosophie, die sich mit Fragen nach den Konstruktionen der natürlichen und der soziokulturellen Differenz der Geschlechter in der Geschichte und der Gegenwart und deren Auswirkungen auf Philosophie, Kunst, Wissenschaft sowie auf die Situation der Frau in einer männlich dominierten Welt beschäftigen. Grundlegend ist hierbei die Untersuchung der historisch-philosophischen Konzepte von „Weiblichkeit“ und „Männlichkeit“. |                                                                               | | |
| Periode | Philosoph                                                                     | Philosophie | Allgemeine Geschichte |
| 1908–1986 | Simone de Beauvoir                                                            | - Das andere Geschlecht, Existentialismus | |
| * 1930 | Luce Irigaray                                                                 | - Psychoanalytikerin (Der Spiegel des anderen Geschlechts) | |
| * 1935 | Sandra Harding                                                                | - Feministische Wissenschaftstheorie | |
| * 1941 | Julia Kristeva                                                                | - Poststrukturalistin | |
| * 1944 | Donna Haraway                                                                 | - Naturwissenschaftshistorikerin, befasst sich mit Fragen von Macht und Lust | |
| * 1956 | Judith Butler                                                                 | - dekonstruktivistischer Feminismus | |
| Der neue Realismus ist eine philosophische Schule des 21. Jahrhunderts mit Wurzeln im 20. Jahrhundert. Sie teilt signifikante Argumente des spekulativen Realismus und der Object-Oriented Ontology |                                                                               | | |
| * 1949 | Slavoj Žižek                                                                  | - Beschäftigung mit Jacques Lacan - Distanziert sich von einer Einordnung in den Poststrukturalismus | |
| * 1980 | Markus Gabriel                                                                | - Sinnfeld-Ontologie – alles existiert nur, weil es in einem Sinnfeld erscheint, von denen wiederum unbegrenzt viele existieren. - vergleiche mit dem Naiver Realismus - Kritik an den Überlegungen von Immanuel Kant zur Erkenntnis, etwa dem Ding an sich. - Etwa eine umfassende Weltformel – im Sinne, dass alles mit allem zusammenhänge – gibt es nicht. | |
| Afrikanische Philosophie |                                                                               | | |
| Periode | Philosoph                                                                     | Philosophie | Allgemeine Geschichte |
| 1931–2019 | John Mbiti                                                                    | - anglikanischer Priester und Religionsphilosoph - Vertreter der Ethnophilosophie | |
| 1931–2022 | Kwasi Wiredu                                                                  | - „Begriffliche Dekolonisation“ (Conceptual decolonialization) - Konsensethik | |
| 1942–2024 | Paulin J. Hountondji                                                          | - Es gibt kein nachvollziehbares, unwandelbares, kollektives Denksystem aller Afrikaner | |
| 1944–1995 | Henry Odera Oruka                                                             | - Projekt der „Sage-Philosophy“ (Weisheitsphilosophie) - „Parental Earth Ethics“ | |
| * 1954 | Anthony Appiah                                                                | - Philosophie des Weltbürgertums - (Ghana) | |
| Indische Philosophie |                                                                               | | |
| Periode | Philosoph                                                                     | Philosophie | Allgemeine Geschichte |
| 1861–1941 | Rabindranath Thakur                                                           | - Nobelpreis für Literatur 1913 - Modernisierer der bengalischen Literatur und Kunst - Kultur- und Sozialreformer | |
| 1863–1902 | Vivekananda                                                                   | - sprach als erster Hindu vor dem Weltparlament der Religionen - Weiterentwicklung der Philosophie des Vedanta | |
| 1869–1948 | Mohandas Karamchand Gandhi                                                    | - politischer und geistiger Führer der indischen Unabhängigkeitsbewegung - Konzept des gewaltfreien Widerstands | |
| 1872–1950 | Aurobindo Ghose                                                               | - Hindu-Mystiker und indischer Nationalist - Verbindung humanistischer Bildung mit spirituellen Weisheitslehren - Integraler Yoga, Evolution des Bewusstseins, Übermensch | |
| 1877–1947 | Ananda Kentish Coomaraswamy                                                   | - Philosophie der indischen Kunst - Metaphysiker und Traditionalist | |
| 1879–1950 | Ramana Maharshi                                                               | - Guru - Vertreter des Advaita-Vedanta - Atma Vichara | |
| 1888–1975 | Sarvepalli Radhakrishnan                                                      | - Erster Vizepräsident und zweiter Präsident Indiens - Religionsphilosoph und Vordenker des Neohinduismus | |
| 1889–1950 | Sahajanand Saraswati                                                          | - Intellektueller und Sozialreformer - Linguist, Soziologe, Historiker - Politiker, Nationalist und Marxist | |
| 1893–1963 | Rahul Sankrityayan                                                            | - Linguist, Indologe, Soziologe, Historiker - Vater der indischen Reiseliteratur - Nationalist und Marxist | |
| 1895–1986 | Jiddu Krishnamurti                                                            | - Theosoph - geistige Freiheit durch Meditation | |
| 1918–2008 | Maharishi Mahesh Yogi                                                         | - vedische Philosophie - Transzendentale Meditation | |
| 1931–1990 | Osho                                                                          | - Begründer der Neo-Sannyas-Bewegung | |
| Chinesische Philosophie |                                                                               | | |
| Periode | Philosoph                                                                     | Philosophie | Allgemeine Geschichte |
| 1866–1925 | Sun Yat-sen                                                                   | - chinesischer Revolutionsführer und Staatsmann - Gründer der Kuomintang und erster provisorischer Präsident der Republik China - politische Philosophie der Drei Prinzipien des Volkes (angeregt vom amerikanischen Progressivismus) | |
| 1873–1929 | Liang Qichao                                                                  | - Journalist, Dichter und Romancier - moderne Historiographie - Studium der Philosophen der westlichen Aufklärung - Verfechter einer Modernisierung Chinas und einer konstitutionellen Monarchie | |
| 1885–1968 | Xiong Shili                                                                   | - beteiligt an der Xinhai-Revolution, welche die Qing-Dynastie beendete - neuer Konfuzianismus | |
| 1886–1973 | Zhang Dongsun                                                                 | - studierte Kant und Bergson - Verfechter der Philosophie Bertrand Russells - chinesischer Liberaler und Kritiker des Marxismus - Vertreter der ursprünglichen Chinesischen Demokratischen Liga | |
| 1891–1962 | Hu Shi                                                                        | - Mitbegründer der Literarischen Revolution und „Vater“ der Intellektuellen Renaissance in China - Hauptvertreter des frühen chinesischen Liberalismus - Verfechter des Pragmatismus von John Dewey - Interpretation klassisch-chinesischer Philosophen als Erbe wissenschaftlicher Methode ohne legendenhaften Mystizismus | |
| 1895–1984 | Jin Yuelin                                                                    | - moderne Logik | |
| 1895–1990 | Feng Youlan                                                                   | - Geschichte der chinesischen Philosophie - rationalistische neo-konfuzianische Metaphysik | |
| 1909–1978 | Tang Junyi                                                                    | - neuer Konfuzianismus - beeinflusst durch Platon und Hegel | |
| 1899–1977 | Thomé H. Fang                                                                 | - Vergleich und Verschmelzung der altgriechischen, abendländischen und chinesischen Philosophie - Geschichte des Buddhismus - neuer Konfuzianismus, wobei daoistische Gedanken einbezogen werden | |
| 1909–1995 | Mou Zongsan                                                                   | - neuer Konfuzianismus - chinesischer Traditionalismus - übersetzte die drei Kritiken Kants ins Chinesische | |
| 1926–2002 | Wang Ruoshui                                                                  | - zuerst Verfechter des Maoismus - später Vertreter eines marxistischen Humanismus und chinesischen Liberalismus | |
| * 1940 | Tu Wei-ming                                                                   | - konfuzianische Ethik | |